# Kalendarium inwazji Rosji na Ukrainę – lipiec 2023
| 2022        | 2023        | 2024        | 2025        |
| ----------- | ----------- | ----------- | ----------- |
| –           | styczeń     | styczeń     | styczeń     |
| luty        | luty        | luty        | luty        |
| marzec      | marzec      | marzec      | marzec      |
| kwiecień    | kwiecień    | kwiecień    | kwiecień    |
| maj         | maj         | maj         | maj         |
| czerwiec    | czerwiec    | czerwiec    | czerwiec    |
| lipiec      | lipiec      | lipiec      | lipiec      |
| sierpień    | sierpień    | sierpień    | sierpień    |
| wrzesień    | wrzesień    | wrzesień    | wrzesień    |
| październik | październik | październik | październik |
| listopad    | listopad    | listopad    | listopad    |
| grudzień    | grudzień    | grudzień    | grudzień    |

## Lipiec 2023

### 1 lipca
Dowódca wojsk ukraińskich Tauryda (operujących w obwodach zaporoskim i donieckim) generał Ołeksandr Tarnawski stwierdził, że Ukraińcy robili postępy i posuwali się naprzód wzdłuż południowej linii frontu. Według niego w ciągu 24h armia ukraińska wykonała 1201 misji ogniowych, w wyniku czego zniszczono prawie dwie kompanie żołnierzy rosyjskich, 14 jednostek sprzętu wojskowego i cztery magazyny amunicji.
Sztab Generalny Ukrainy podał, że Rosja koncentrowała się na atakach w kierunkach Łymanu, Bachmutu, Awdijiwki i Marjinki, gdzie odparto do 46 ataków. W kierunku łymańskim siły rosyjskie prowadziły nieudane ataki w rejonie Newskiego i południowej Dibrowej. W kierunku bachmuckim przeprowadzono bezskuteczne ataki w pobliżu Bohdaniwki. W kierunkach awdijiwskim i marjińskim nastąpiły nieudane ataki w okolicy Awdijiwki (przy wsparciu lotnictwa) i Marjinki, gdzie odparto wszystkie szturmy. W ciągu doby Rosjanie przeprowadzili jeden atak rakietowy, 27 nalotów i ok. 80 ostrzałów z systemów rakietowych na pozycje ukraińskie i tereny zaludnione. Ukraińskie lotnictwo dokonało 10 nalotów na miejsca koncentracji wojsk, dwa na kompleksy rakiet przeciwlotniczych i jeden na punkt kontrolny, z kolei artyleria zaatakowała punkt dowodzenia, cztery rejony koncentracji, skład amunicji, 27 jednostek artylerii, system obrony przeciwlotniczej i dwie stacje walki radioelektronicznej. SG poinformował, że w Berdiańsku działało całodobowe mobilne krematorium; w oświadczeniu podano, że: „Okupanci codziennie ponoszą znaczne straty, które próbują zataić; nadal stosują tradycyjną praktykę pozbawiania rodzin poległych ulg i rekompensat, reklamowanych przez propagandę. W tym celu aktywnie wykorzystują mobilne krematoria”.
Gubernator obwodu zaporoskiego Jurij Małaszko podał, że jedna osoba zginęła w wyniku rosyjskiego ostrzału w Małej Tokmaczce. Dwie osoby zostały ranne we wsi Preobrażenka. Gubernator obwodu charkowskiego Ołeh Syniehubow poinformował, że cztery osoby zostały ranne po tym, jak siły rosyjskie wystrzeliły rakiety Tornado na Bałakliję.
Prezydent Wołodymyr Zełenski na konferencji prasowej z premierem Hiszpanii Pedro Sánchezem w Kijowie oświadczył, że Ukraina będzie gotowa do negocjacji z Rosją po osiągnięciu przez Siły Zbrojne Ukrainy granic z 1991 roku.
Według Institute of Study of War (ISW) operacje ukraińskie wokół Bachmutu mogą być zagrożeniem dla rosyjskiego dowództwa w obwodzie chersońskim i ługańskim. Rosjanie w odpowiedzi na to prawdopodobnie wycofywali wojska z innych regionów Ukrainy i przerzucali je na ten odcinek. Zdaniem Instytutu „jeżeli wysłane do Bachmutu rosyjskie posiłki nie wystarczą do utrzymania zdobyczy w tym rejonie, rosyjskie dowództwo może stanąć przed trudnym wyborem: czy zaryzykować stworzenie niezabezpieczonych punktów w obwodzie chersońskim i ługańskim, czy rozpoczynać wycofywanie wojsk z południowej Ukrainy”. Źródła rosyjskie twierdziły, że siły ukraińskie przeprowadziły operacje kontrofensywne na co najmniej czterech odcinkach linii frontu. Tymczasem Ukraińcy kontynuowali ataki wokół Bachmutu i kontrofensywę w zachodnim obwodzie zaporoskim. Z kolei siły rosyjskie kontynuowały ograniczone ataki wzdłuż linii Swatowe–Kreminna i linii Awdijiwka–Donieck. Kontynuowały też przeprowadzanie ograniczonych ataków i przerzucanie sił powietrznodesantowych w rejon Bachmutu. Rosjanie kontynuowali także kontratak na niedawno wyzwolone pozycje ukraińskie na granicy obwodu donieckiego i zaporoskiego. Ponadto rosyjskie procedury bezpieczeństwa na moście Krymskim spowalniały logistykę z Rosji na okupowany Krym.

### 2 lipca

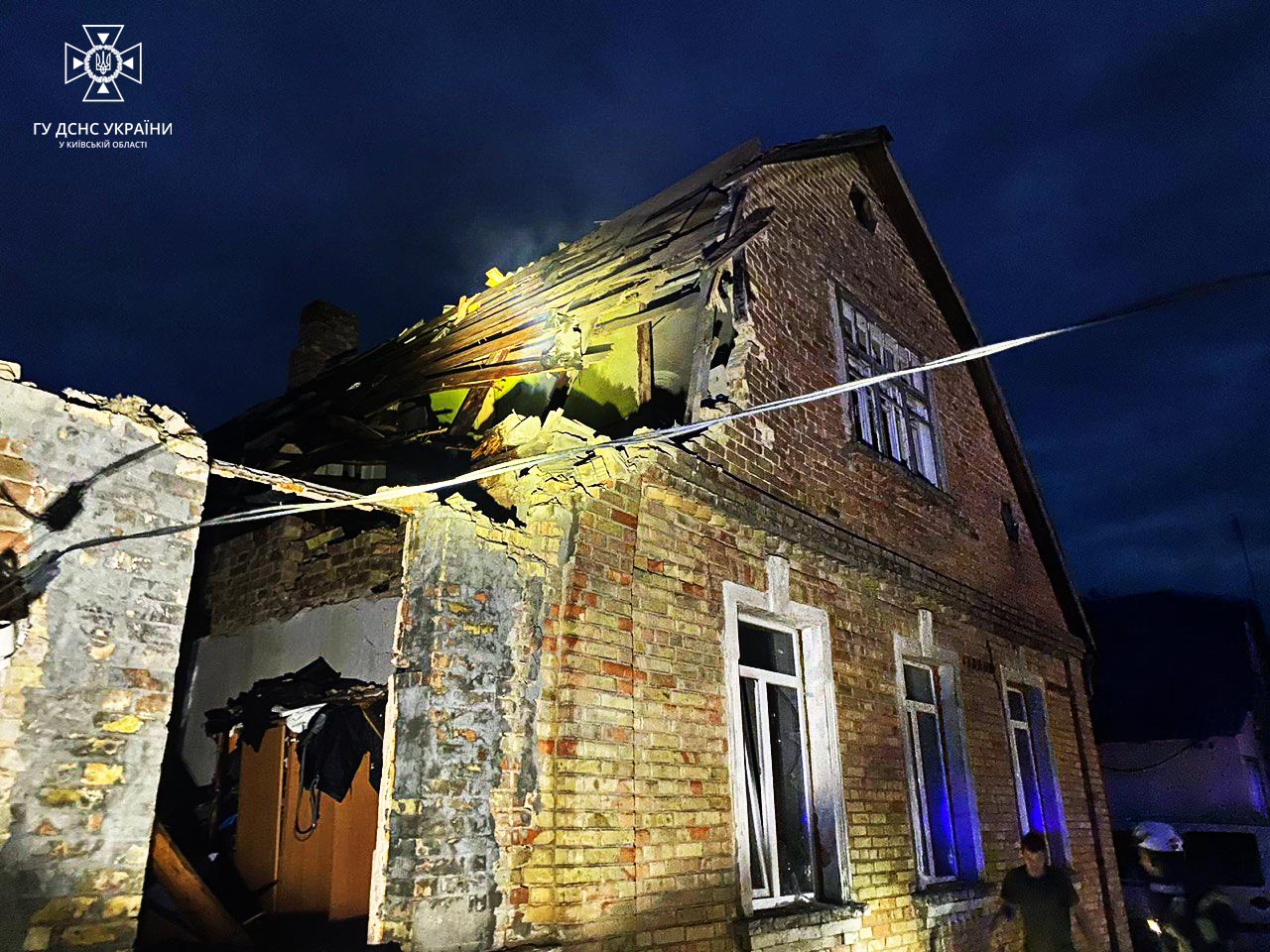
Dom w obwodzie kijowskim uszkodzony przez szczątki podczas nocnego rosyjskiego ataku dronów.

Rzecznik sił ukraińskich Natalia Humeniuk poinformowała, że w obwodzie chersońskim wybuchły ciężkie walki, podczas których 70 ukraińskich żołnierzy (według ISW) wylądowało pod kontrolowanym przez Rosję końcem mostu Antonowskiego na lewym brzegu Dniepru, co było pierwszym tego rodzaju incydentem od czasu zmiany biegu rzeki po zniszczeniu tamy Kachowka w czerwcu tego roku. Humeniuk dodała, że odnotowano sukcesy na tym odcinku frontu: „Ubiegłej doby wśród naszych osiągnięć było 49 zabitych okupantów i 15 [zniszczonych] sztuk sprzętu”. W międzyczasie wiceminister obrony Hanna Malar poinformowała, że siły ukraińskie posuwały się w kierunku Berdiańska i Melitopola na froncie zaporoskim, stwierdzając, że „żołnierze napotykali intensywny opór wroga, zdalnie odpalane miny, przegrupowania rezerw, ale wytrwale i nieustannie tworzono warunki dla szybszego przemieszczenia się do przodu”. Potwierdziła także, że wojska rosyjskie robiły postępy w rejonie Łymanu, Awdijiwki i Marjinki oraz rozpoczęto ofensywę wokół Swatowego, atakując miejscowości Biłohoriwka i Serebrianka, gdzie „sytuacja była dość trudna”. Rzecznik Wschodniego Zgrupowania Serhij Czerewaty podał, że na północnych i południowych flankach Bachmutu siły ukraińskie robiły postępy. W samym mieście nie było intensywnych walk ulicznych, jednak działały tam odrębne jednostki SZ Ukrainy, głównie grupy snajperskie. Na tym kierunku oddziały rosyjskie były dość zróżnicowane, w tym najemnicy i byli więźniowie. Czerewaty stwierdził, że stosunkowo wielu Rosjan poddawało się.
Według SG Ukrainy siły rosyjskie skupiały się na atakach w kierunkach Bachmutu, Awdijiwki i Marjinki, gdzie toczyły się cieżkie walki i odparto do 39 ataków. W kierunku bachmuckim Rosjanie prowadzili nieudane ataki w rejonach Minkiwki i Bohdaniwki. W kierunkach awdijiwskim i marjińskim prowadzono bezskuteczne ataki w rejonie Awdijiwki i Marjinki, gdzie odparto wszystkie szturmy. W ciągu 24h Rosja przeprowadziła atak rakietowy za pomocą 12 pocisków manewrujących oraz 57 nalotów i ok. 60 ostrzałów na pozycje ukraińskie i tereny zaludnione. Lotnictwo Ukrainy dokonało 12 nalotów na miejsca koncentracji wojsk, a artyleria uderzyła w stanowisko kontrolne, obszar koncentracji, 27 jednostek artylerii i dwa systemy obrony przeciwlotniczej. W godzinach nocnych Rosja przeprowadziła atak rakietowy i dronów na Kijów po raz pierwszy od 12 dni. Ukraińskie wojsko stwierdziło, że zestrzelono wszystkie osiem dronów Shaded i trzy pociski manewrujące Kalibr. Fragmenty zestrzelonych dronów uderzyły w trzy prywatne domy w dwóch regionach obwodu kijowskiego; jeden mężczyzna został ranny. Mer Enerhodaru Dmytro Orłow poinformował, że 100 pracowników rosyjskiej państwowej firmy Rosatom opuściło Zaporoską Elektrownię Jądrową.
Według źródeł rosyjskich w pobliżu lotniska bazy lotniczej Primorsko-Achtarsk w południowym Kraju Krasnodarskim odnotowano potężną eksplozję. W serwisie Telegram opublikowano zdjęcie krateru o szerokości 10 m i głębokości 4 m, znajdującego się ok. 200 m od lotniska.
W ocenie ISW Ukraińcy przeprowadzili operacje kontrofensywne w sześciu sektorach frontu i osiągnęli postępy w niektórych z tych obszarów. Wojska rosyjskie i ukraińskie w dalszym ciągu toczyły bitwy pozycyjne wzdłuż linii Kupiańsk–Swatowe–Kreminna i przeprowadzały ograniczone ataki wokół Bachmutu i wzdłuż linii Awdijiwka–Donieck. Siły ukraińskie prawdopodobnie przeprowadziły ograniczone ataki w zachodnim obwodzie donieckim i posuwały się naprzód. Źródła rosyjskie stwierdziły, że siły rosyjskie i ukraińskie prowadziły ograniczone ataki na zachodniej granicy obwodów donieckiego i zaporoskiego. Źródła rosyjskie podały także, że Ukraińcy utrzymywali niewielkie pozycje na wschodnim brzegu obwodu chersońskiego w pobliżu mostu Antonowskiego. Brytyjskie MON podało, że w wyniku rosyjskiej inwazji ¼ mieszkańców Ukrainy, z przedwojennej populacji wynoszącej 44 miliony, została zmuszona do opuszczenia swoich domów. 29 czerwca władze ukraińskie poinformowały, że na mocy nadzwyczajnych przepisów od lipca 2022 roku 139 tys. obywateli zostało ewakuowanych ze stref walk na kontrolowanych obszarach obwodów donieckiego, charkowskiego i chersońskiego. Z kolei ONZ szacowało, że 6,3 miliona Ukraińców pozostawało uchodźcami, a ponad 5 mln miało zostać przesiedlonych wewnątrz kraju.
Polska ogłosiła, że wyśle 500 funkcjonariuszy sił policyjnych i antyterrorystycznych w celu wzmocnienia granicy z Białorusią po przesunięciu tam Grupy Wagnera i zapobieżenia nielegalnemu przekraczaniu granicy przez migrantów.

### 3 lipca

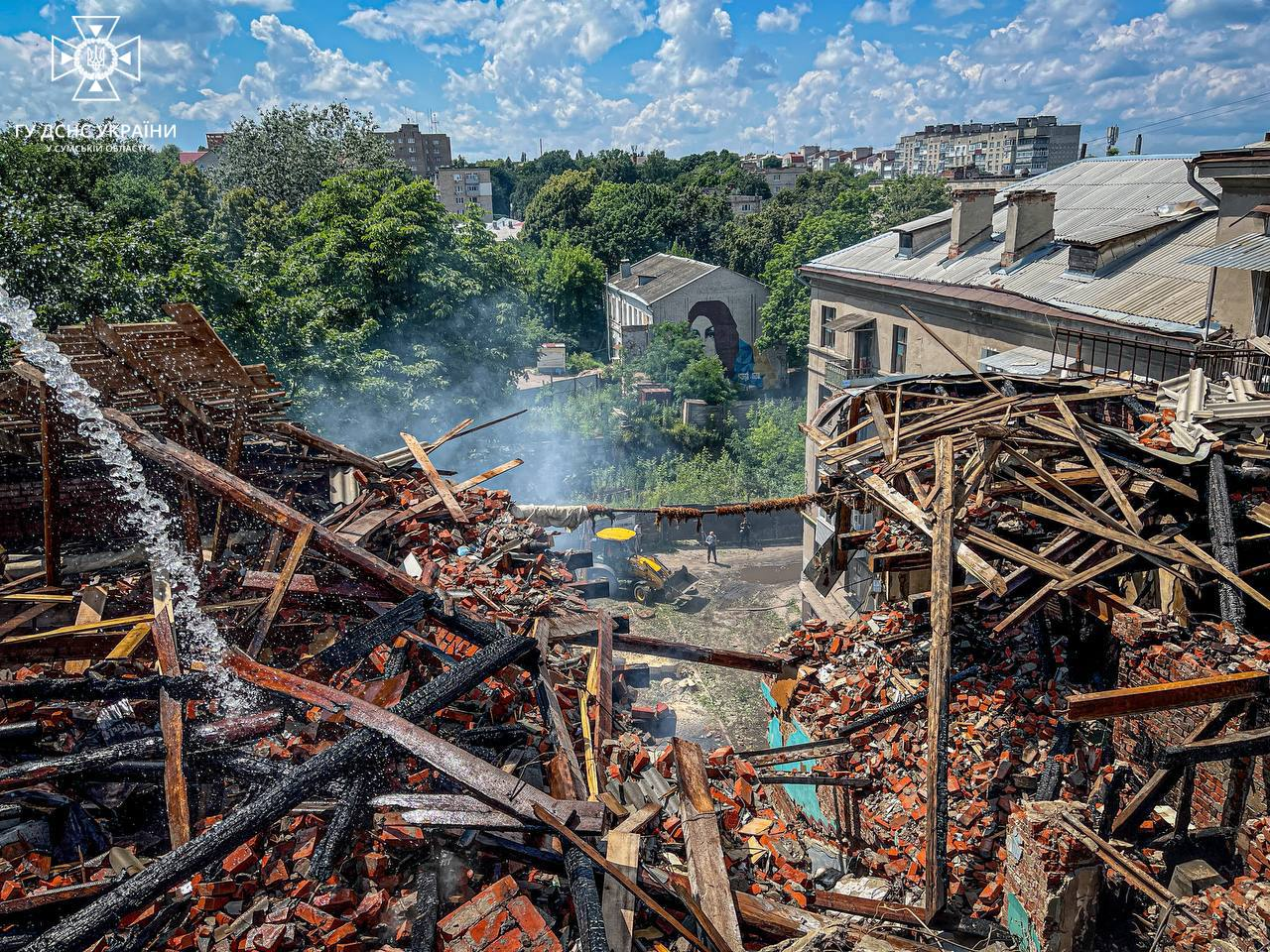
Budynek mieszkalny w Sumach po rosyjskim ataku dronami; trzy osoby zginęły, a 19 zostało rannych.

Wiceminister obrony Hanna Malar stwierdziła, że siły ukraińskie robiły postępy w kierunkach Bachmutu, Berdiańska i Melitopola (przeprowadzono ataki w okolicy Nowodariwki, Pryjutnego, Nowodanyliwki, Robotyne, Nowosiłki i Staromajorskiego, które zakończyły się sukcesem), z kolei Rosjanie próbowali atakować w kierunkach Marjinki, Awdijiwki i Łymanu; „Na wschodzie trwały cieżkie walki, a liczba wrogich ostrzałów podwoiła się”. Dodała również, że w ciągu ostatniego tygodnia wyzwolono 37 km² terytorium Ukrainy, w tym „28,4 km² na południu. Na wschodzie wyzwolony obszar został zwiększony o 9 km²”; łącznie na południu wyzwolono ponad 158,4 km² terytorium.
Sztab Ukrainy podał, że Rosjanie koncentrowali się na atakach w kierunkach Kupiańska, Łymanu, Bachmutu, Marjinki i Szachtarska, gdzie odparto ponad 40 ataków. W kierunkach kupiańskim i łymańskim Ukraińcy odparli siedem ataków w rejonie Nowoselewskiego, Nowowodiańskiego, na zachód od Dibrowej, na północny od Serebriańska i w pobliżu Wesełego. W kierunku bachmuckim Rosjanie przeprowadzili dziewięć nieudanych ataków w okolicy Hryhoriwki, Bohdaniwki, na zachód od Jahidnego, Iwaniwskiego i na południowy wschód od Biłej Hory. W kierunku marjińskim Ukraińcy odparli 15 ataków w rejonie Marjinki. W kierunku szachtarskim prowadzono nieudane ataki w rejonie Riwnopola. W ciągu doby siły rosyjskie przeprowadziły jeden atak rakietowy na obiekty w Sumach, Doniecku i Zaporożu, oraz 56 nalotów i 77 ostrzałów na pozycje ukraińskie i tereny zaludnione (odnotowano ofiary wśród cywilów oraz zniszczoną infrastrukturę). Lotnictwo Ukrainy dokonało 16 nalotów na miejsca koncentracji, z kolei artyleria uderzyła w trzy przeciwlotnicze kompleksy rakietowe, dwa rejony koncentracji, 26 jednostek artylerii i stację walki radioelektronicznej.
Armia rosyjska przeprowadziła atak czterema dronami Shahed 136 na centrum Sum, zabijając trzy osoby i raniąc 19 innych. W wyniku ataku uszkodzone zostały dwa budynki mieszkalne i budynek SBU. Ukraińskie wojsko podało, że zestrzelono 13 z 17 dronów Shahed 136/131, wystrzelonych z kierunku południowo-wschodniego. Trzy osoby zginęły w ostrzale w obwodzie sumskim. Według lokalnych władz rosyjskie naloty w ciągu ostatniej doby zabiły co najmniej dziewięciu cywilów, a 34 raniły; celem były obwody: czernihowski, doniecki, charkowski, chersoński, sumski, zaporoski, dniepropetrowski, ługański i mikołajowski. MAEA ogłosiła, że Zaporoska Elektrownia Jądrowa została ponownie podłączona do jedynej dostępnej linii rezerwowej po tym, jak jej odcinek na przeciwległym brzegu Dniepru został uszkodzony 1 marca tego roku.
Rosyjska agencja informacyjna Interfax poinformowała, że FSB udaremniła próbę zamachu na prorosyjskiego szefa Krymu Siergieja Aksionowa, dodając, że zatrzymała obywatela Rosji, który podobno został zwerbowany przez SBU do zabicia Aksionowa przy użyciu samochodu-pułapki. Strona ukraińska nie odniosła się do tych doniesień.
Według ISW siły ukraińskie przeprowadziły kontrofensywę w co najmniej czterech sektorach frontu i zrobiły niewielkie postępy. Wojska ukraińskie i rosyjskie kontynuowały ograniczone ataki na linii Swatowe–Kreminna i na południe od Kreminnej. Siły rosyjskie i ukraińskie kontynuowały ataki w rejonie Bachmutu. Ukraińcy kontynuowali ograniczone ataki w zachodnim obwodzie donieckim, w pobliżu granicy obwodów donieckiego i zaporoskiego oraz w zachodnim obwodzie zaporoskim. Oficjalne źródła rosyjskie twierdziły, że Rosjanie odpierali wszystkie ukraińskie ataki na wschodnim brzegu Dniepru w pobliżu mostu Antonowskiego. Brytyjskie Ministerstwo Obrony podało, że w ostatnich tygodniach Rosja udoskonaliła taktykę mającą na celu spowolnienie ukraińskiej kontrofensywy na południu Ukrainy. Podstawą tego podejścia stało się intensywne wykorzystywanie przez Rosjan min przeciwpancernych. Spowolniwszy ukraińskie ataki, Rosja podejmowała próby ataków na ukraińskie pojazdy za pomocą dronów, śmigłowców szturmowych i artylerii. Zdaniem Ministerstwa „chociaż Rosja osiągnęła pewne sukcesy w tym podejściu na wczesnych etapach ukraińskiej kontrofensywy, jej siły nadal cierpiały z powodu kluczowych słabości, zwłaszcza przeciążonych jednostek i niedoboru amunicji artyleryjskiej”.
Minister spraw zagranicznych Dmytro Kułeba stwierdził w wywiadzie telewizyjnym, że doszło do opóźnienia realizacji harmonogramu szkolenia ukraińskich pilotów na myśliwcach F-16, w rezultacie czego prawdopodobnie przesunięty zostanie także termin przekazania myśliwców Ukrainie. Według dziennika Der Spiegel Polska i Niemcy nie mogły dojść do porozumienia ws. centrum naprawy czołgów Leopard, które miało powstać na terenie Polski w celu naprawy czołgów przekazanych Ukrainie w ramach pomocy wojskowej. Placówka miała zostać otwarta pod koniec maja br., jednak rządy obu krajów regularnie spierały się o szczegóły i kwestie finansowe przedsięwzięcia.
W siedzibie agencji współpracy sądowej Unii Europejskiej, Eurojust, w Hadze w Holandii otwarto Międzynarodowe Centrum Ścigania Zbrodni Agresji Przeciwko Ukrainie (ICPA), organ, którego zadaniem jest prowadzenie dochodzeń ws. rosyjskich zbrodni wojennych na Ukrainie podczas inwazji. Planowano, że prace centrum będą pierwszym krokiem w kierunku powołania specjalnego trybunału, który mógłby osądzić kierownictwo FR za rozpętanie wojny. Centrum zatrudni 20 prokuratorów z kilku krajów.

### 4 lipca

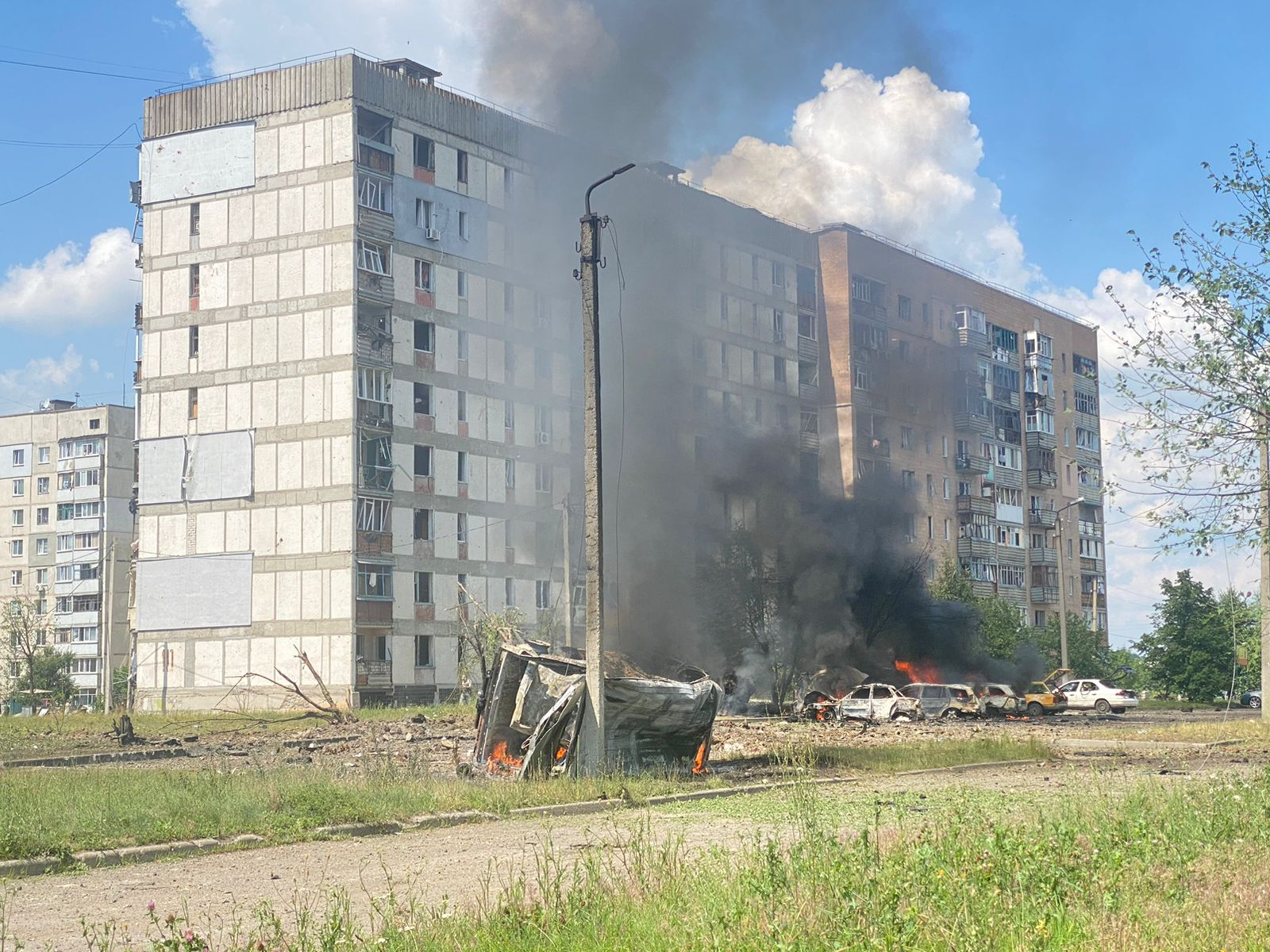
Budynek mieszkalny w Perwomajskiem po rosyjskim ataku rakietowym; 43 osoby zostały ranne.

Rzecznik wojsk ukraińskich na kierunku taurydzkim Wałerij Szerszeń poinformował, że na odcinku berdiańskim wojska ukraińskie posunęły się o 2 km w głąb pozycji zajmowanych przez żołnierzy rosyjskich i umacniały się na zdobytym terytorium. Rosjanie stawiali silny opór, „lecz skutecznie powstrzymano ich zamiary”.
Ukraiński SG podał, że FR atakowała w kierunkach Kupiańska, Łymanu, Bachmutu, Awdijiwki i Marjinki, gdzie odparto do 40 ataków. W kierunkach kupiańskim i łymańskim odparto ataki w rejonie Nowoselewskiego, Nowowodiańskiego i na południe od Dibrowej; Ukraińcy byli w defensywie. W kierunku bachmuckim siły rosyjskie przeprowadziły nieudanych ataki w okolicy Orichowo-Wasyliwki i Bohdaniwki, z kolei wojska ukraińskie kontynuowały ataki na południe i północ od Bachmutu oraz okopały się na osiągniętych obszarach. W kierunkach awdijiwskim i marjińskim odparto wszystkie ataki w pobliżu Awdijiwki i Marjinki. W ciągu 24h Rosjanie przeprowadzili atak rakietowy na Pierwomajskie i wieś Biły Kołodiaz, oraz 47 nalotów i 59 ostrzałów na pozycje ukraińskie i tereny zaludnione (odnotowano rannych wśród cywilów i zniszczoną infrastrukturę). Ukraińskie lotnictwo dokonało 13 nalotów na miejsca koncentracji, trzy na kompleksy rakiet przeciwlotniczych i jeden na stanowisko dowodzenia; artyleria ostrzelała rejon koncentracji, cztery magazyny amunicji, 18 jednostek artylerii, trzy systemy przeciwlotnicze i dwie stacje walki radioelektronicznej. Ponadto odnotowano wzrost liczby przypadków ostrych infekcji jelitowych w Skadowsku i Geniczesku. W zależności od przebiegu choroby występowały objawy cholery. Rosjanie nie dostrzegali wzrostu zachorowań i starali się ukryć pogorszenie sytuacji sanitarno-epidemiologicznej w regionie oraz rozpoczęli tajne szczepienia na cholerę przedstawicieli administracji i ich otoczenie. Przedstawiciel armii ukraińskiej Ołeksij Dmytraszkiwski powiedział, że „na kierunku bachmuckim sytuacja była trudna. Wróg coraz częściej używa broni chemicznej”. Według wstępnych danych Rosjanie używali do ostrzałów artyleryjskich luizytu, parzącego środka trującego.
Strona ukraińska stwierdziła, że Rosja chciała doprowadzić do incydentu w Zaporoskiej Elektrowni Jądrowej w celu zamrożenia działań wojennych. Na dachu dwóch bloków energetycznych rozmieszczono przedmioty przypominające ładunki wybuchowe. Ich eksplozja nie miała na celu uszkodzenie bloków, lecz prawdopodobnie miała ilustrować ostrzały ze strony Ukrainy, o których donosiły rosyjskie media. Później agencja Ukrinform poinformowała, że w zajętych przez Rosjan miastach Mariupol i Enerhodar zauważono rosyjskie mobilne laboratoria pozwalające wykrywać zagrożenie radiacyjne.
Dwie osoby zginęły w wyniku rosyjskiego ostrzału w Chersoniu, podczas gdy kolejna osoba zginęła w Dalnie w obwodzie donieckim. Według lokalnych urzędników w ciągu doby w rosyjskich nalotach na dziewięć obwodów zginęły co najmniej trzy osoby, a ok. 49 zostało rannych. Co najmniej 43 osoby, w tym 12 dzieci, zostało rannych w rosyjskim ataku na dzielnicę mieszkaniową w centrum Perwomajskiego; według ukraińskiej prokuratury użyto rakiety Iskander. Osiem wielopiętrowych budynków zostało uszkodzonych, a co najmniej cztery samochody zostały zniszczone. Były dowódca pułku „Azow” stwierdził, że do eksplozji doszło podczas pogrzebu dowódcy plutonu rozpoznawczego Ukrainy Olega Fadeenko, który zginął pod Bachmutem. Rosja ostrzelała obwód sumski 268 razy w ciągu jednego dnia.
Rosja stwierdziła, że w obwodzie donieckim jedna osoba zginęła, a 36 zostało rannych w ukraińskim ataku w Makiejewce. Z kolei ukraińska armia podała, że „w wyniku skutecznego uderzenia ogniowego (...) formacja rosyjskich terrorystów w okupowanej Makiejewce przestała istnieć”. Mer Moskwy Siergiej Sobianin powiedział, że Ukraińcy podjęli próbę ataku dronami w rejonie Moskwy. Według niego wszystkie drony zostały zniszczone. Ministerstwo Obrony FR potwierdziło, że zestrzelono cztery drony pod Moskwą, a piątego zablokowano bronią elektroniczną, zmuszając go do rozbicia się w mieście Odincowo w obwodzie moskiewskim, ok. 30 km na południowy zachód od stolicy. Nie zgłoszono żadnych ofiar. Podczas ataku loty z międzynarodowego lotniska Wnukowo zostały tymczasowo zawieszone, a przylatujące samoloty kierowano na inne lotniska.
W opinii ISW trwająca ukraińska kontrofensywa w obwodzie zaporoskim i donieckim przypominała wczesny etap ataków w obwodzie chersońskim w 2022 roku; wówczas działania sił ukraińskich rozwijały się dosyć wolno, lecz ostatecznie okazały się skuteczne. Priorytetem ukraińskiej armii nie było szybkie zdobywanie terytorium, lecz konsekwentne wyniszczanie rosyjskich oddziałów oraz uzbrojenia i sprzętu wojskowego. Zdaniem Instytutu niezależnie od priorytetów Ukrainy na froncie, działania Ukraińców wciąż mogą skutkować wyzwoleniem dużej części obszarów zajętych przez Rosję. Siły ukraińskie kontynuowały kontrofensywę na co najmniej czterech odcinkach frontu i posunęły się naprzód. Tymczasem Rosjanie i Ukraińcy przeprowadzili ograniczone ataki wzdłuż linii Kupiańsk–Swatowe–Kreminna i na południe od Kreminnej. Siły rosyjskie i ukraińskie nasiliły ataki w rejonie Bachmutu oraz przeprowadziły ataki w zachodnim obwodzie donieckim. Rosjanie kontynuowali ataki wzdłuż linii miasta Awdijiwka–Donieck. Źródła rosyjskie donosiły, że Ukraińcy kontynuowali kontrofensywę w pobliżu Orichiwa.
W podsumowaniu OSW na początku lipca nasiliły się walki w rejonie Bachmutu. Ukraińcy atakowali na południowy zachód od miasta i deklarowali osiągnięcie postępów w kierunku Kliszczijiwki. Na północny zachód od Bachmutu do ataku przeszły wojska rosyjskie, które uderzyły w kierunku kanału Doniec–Donbas pomiędzy autostradą M03 a północno-wschodnimi obrzeżami Czasiw Jaru. Rosjanie podjęli próby odepchnięcia Ukraińców od zachodnich obrzeży Bachmutu, a według SG Ukrainy zaatakowali po zachodniej stronie kanału Doniec–Donbas. Rosjanie atakowali także na granicy obwodów charkowskiego i ługańskiego oraz na południowy zachód od Kreminnej. Ukraińcy atakowali na południowy zachód od Wełykiej Nowosiłki, wyrównując front pomiędzy Staromajorśkem a Pryjutnem. Niepowodzeniem zakończyły się rosyjskie kontrataki w kierunku zajętego przez Ukraińców Riwnopila. Próby ataków sił ukraińskich na południe od Orichiwa, w kierunku wsi Robotyne i Kopani, nie przyniosły większych rezultatów. 1 lipca Rosjanie zlikwidowali ukraiński przyczółek na lewym brzegu Dniepru, lecz nie udało im się wyprzeć grup dywersyjno-rozpoznawczych z okolicznych wysepek ani przejąć pełnej kontroli nad wylotem mostu. W kolejnych dniach Ukraińcy podjęli próby odbudowy przyczółku, jednak przeprowadzone przez nich desanty zostały odparte. Rosjanie skoncentrowali ataki rakietowe na bezpośrednim zapleczu frontu; celem były m.in.: Serhijiwka, Komyszuwacha, Kramatorsk, Pokrowsk i Awdijiwka.
Ukraiński portal Militarny podał, że „Rosja wypracowała system pozyskiwania zachodnich podzespołów objętych sankcjami, wykorzystując w tym celu kraje trzecie i omijając w ten sposób ograniczenia handlowe”, w wyniku czego zdarzało się, że rosyjska broń miała elementy pochodzące m.in. ze Stanów Zjednoczonych. Według portalu w rosyjskim uzbrojeniu używanym na Ukrainie zidentyfikowano ok. 1057 zachodnich podzespołów, głównie z USA.

### 5 lipca
4 lipca w ramach ukraińskiej kontrofensywy siły ukraińskie posunęły się w kierunku Kliszczijwki, w wyniku czego Rosjanie określili swoją pozycję jako nie do utrzymania i opuścili wioskę 5 lipca, umożliwiając wojskom ukraińskim wejście do niej praktycznie bez problemu. Przedstawiciel SG Ukrainy Andrij Kowalow poinformował, że siły ukraińskie odniosły sukces podczas ataków w rejonie Kliszczijwki, a następnie konsolidowali się na odbitych pozycjach. Armia ukraińska wywierała presję na flanki wokół Bachmutu, a siły rosyjskie używały rezerw, aby powstrzymać ukraińskie ataki. Według wiceminister obrony Hanny Malar Ukraińcom udało się zablokować siły rosyjskie w Bachmucie, w wyniku czego „nie mogli ani przemieszczać się, ani wycofać z miasta”. Dodała także, że na niektórych odcinkach frontu na wschodzie całe pododdziały zaczęły opuszczać swoje pozycje, z kolei Rosjanie wykorzystywali oddziały zaporowe, „próbując zagwarantować stabilność wojska”. Najbardziej zacięte walki trwały na kierunku bachmuckim i łymańskim.
Sztab Ukrainy podał, że Rosja skupiała się na atakach w kierunkach Kupiańska, Łymanu, Bachmutu, Awdijiwki i Marjinki, gdzie odparto do 38 ataków. W kierunkach kupiańskim i łymańskim odparto próby ataków w rejonie Nowoselewskiego i Nowojehoriwki. W kierunku bachmuckim Ukraińcy odparli ataki w okolicy Berchiwki i Bohdaniwki, jednocześnie kontynuując ataki na południe i północ od Bachmutu. W kierunkach awdijiwskim i marjińskim odparto wszystkie ataki w pobliżu Awdijiwki i Marjinki. W ciągu 24h armia rosyjska przeprowadziła atak dronami (zestrzelono 2 z 5 dronów Shahed), 59 nalotów i 65 ostrzałów na pozycje ukraińskie i tereny zaludnione. Ukraińskie lotnictwo dokonało 13 nalotów na miejsca koncentracji i jeden na przeciwlotniczy zestaw rakietowy, z kolei artyleria zniszczyła rejon koncentracji, cztery punkty kontrolne, magazyn amunicji, osiem jednostek artylerii, dwa systemy przeciwlotnicze, stację radarową i cztery stacje walki elektronicznej. Jedna osoba zginęła, a sześć zostało rannych w wyniku rosyjskiego ostrzału w Biłozerce w obwodzie chersońskim.
Rosyjskie media, powołując się na mera miasta, podały, że ukraiński ostrzał artyleryjski spowodował pożar w składzie ropy naftowej w Makiejewce w obwodzie donieckim. Ukraińska artyleria ostrzeliwała miasto Wałujki i wieś Tetkino w obwodzie biełgorodzkim. Gubernator obwodu Wiaczesław Gładkow poinformował, że w najbliższym czasie niektórzy członkowie jednostek obrony terytorialnej otrzymają broń. Zaznaczył, że obecnie w obronie terytorialnej regionu było 3 tys. ludzi i dodał, że w regionie zaczęto formować drugi pułk obrony terytorialnej.
MSZ Ukrainy stwierdził, że „Rosja rozmieściła personel wojskowy i zbudowała fortyfikacje na co najmniej trzech reaktorach, umieszczając ładunki wybuchowe w elektrowni jądrowej Zaporoże. Najwyższy czas, aby świat podjął natychmiastowe działania”. MAEA „prosi o zezwolenie na dostęp do wszystkich budynków ukraińskiej elektrowni jądrowej na Zaporożu, okupowanej przez wojska rosyjskie, w celu potwierdzenia braku min lub materiałów wybuchowych na jej obszarze. Wraz ze wzrostem napięcia i aktywności wojskowej w regionie nasi eksperci muszą być w stanie zweryfikować fakty w terenie”.
W ocenie ISW Ukraińcy przeprowadzili kontrofensywę w pięciu sektorach frontu i osiągnęli postępy w niektórych obszarach. Przeprowadzili także w ciągu dnia serię ataków rakietowych na rosyjskie pozycje na tyłach wzdłuż całego frontu. Tymczasem siły rosyjskie kontynuowały ataki wzdłuż linii Kupiańsk–Swatowe, a siły rosyjskie i ukraińskie kontynuowały potyczki wokół Kreminnej. Wojska ukraińskie przeprowadziły udane ofensywy w rejonie Bachmutu, a rosyjscy blogerzy wojenni poinformowali, że Ukraińcy wyzwolili ważne wzniesienie w pobliżu Kliszczijiwki (7 km na południowy zachód od Bachmutu). Wojska rosyjskie i ukraińskie kontynuowały ataki naziemne wzdłuż linii Awdijiwka–Donieck. Siły ukraińskie kontynuowały ataki w zachodnim obwodzie donieckim oraz wschodnim i zachodnim obwodzie zaporoskim. Ukraiński urzędnik potwierdził, że Ukraińcy utrzymywali pozycje we wschodnim obwodzie chersońskim.
Według agencji Bloomberg władze Rosji wciąż wahały się przed rozpoczęciem masowej fali mobilizacji. Aby zrekompensować straty, rosyjskie kierownictwo zdecydowało się dotychczas na przerzut na Ukrainę większej liczby zrekrutowanych więźniów i oddziałów Kadyrowa. Brytyjskie MON poinformowało, że ciężar odpierania ukraińskiej kontrofensywy ponosiły formacje ściągane z całej Rosji, m.in. w obwodzie zaporoskim silnie umocnionych linii broniła 58 Armia Ogólnowojskowa, która zazwyczaj zabezpiecza niestabilny region Kaukazu, a w okolicach Wełykiej Nowosiłki front utrzymywały 5 Armia Ogólnowojskowa i piechota morska, które stacjonują 7 tys. km dalej. Szef Sztabu Wielkiej Brytanii admirał Sir Tony Radakin stwierdził przed komisją obrony Izby Gmin, że „Rosja straciła prawie połowę zdolności bojowej swojej armii”, w tym 10 mln pocisków artyleryjskich i 2500 czołgów, bez możliwości zastąpienia ich nowymi w odpowiednim czasie.

### 6 lipca

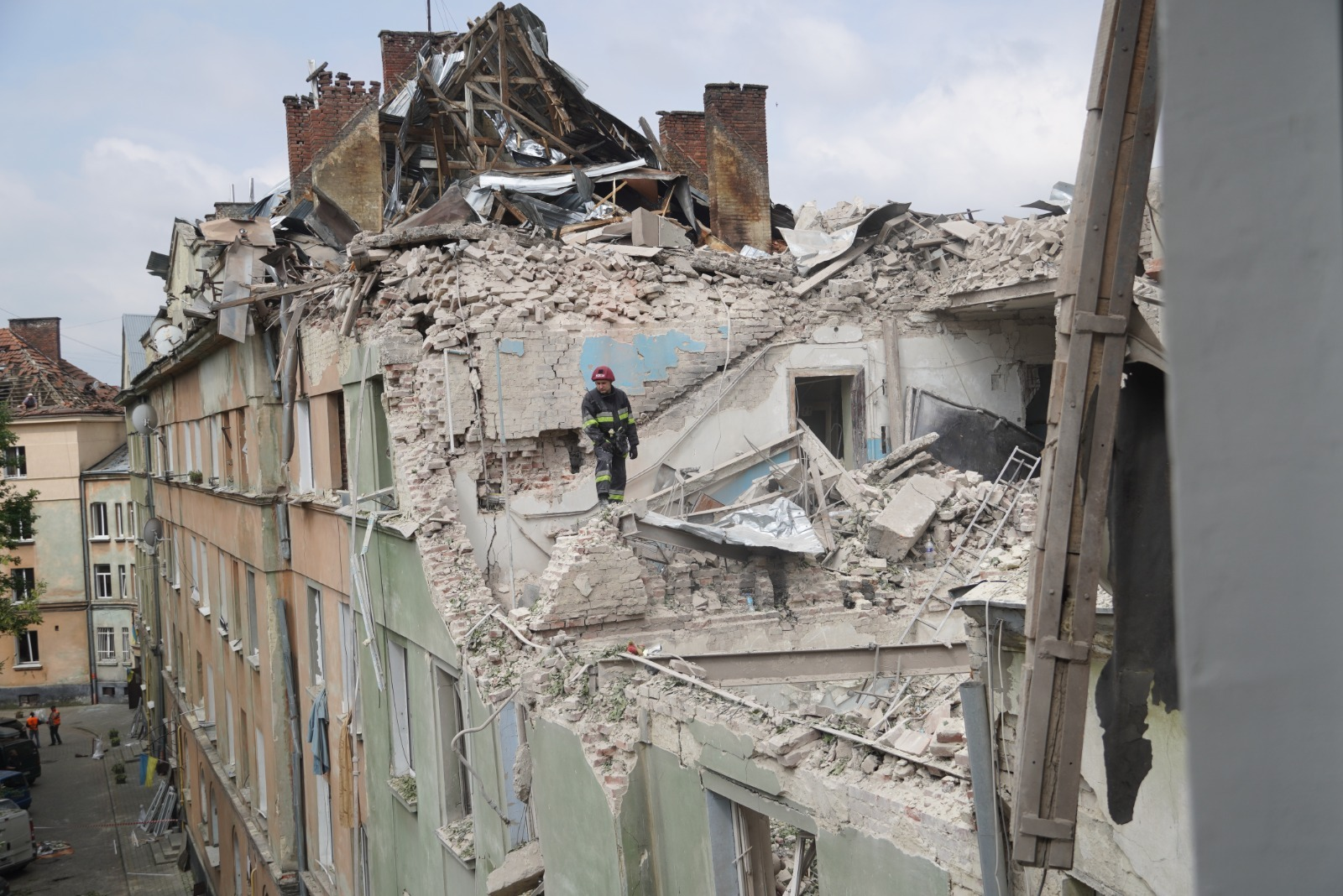
Budynek we Lwowie po nocnym rosyjskim ataku rakietowym.

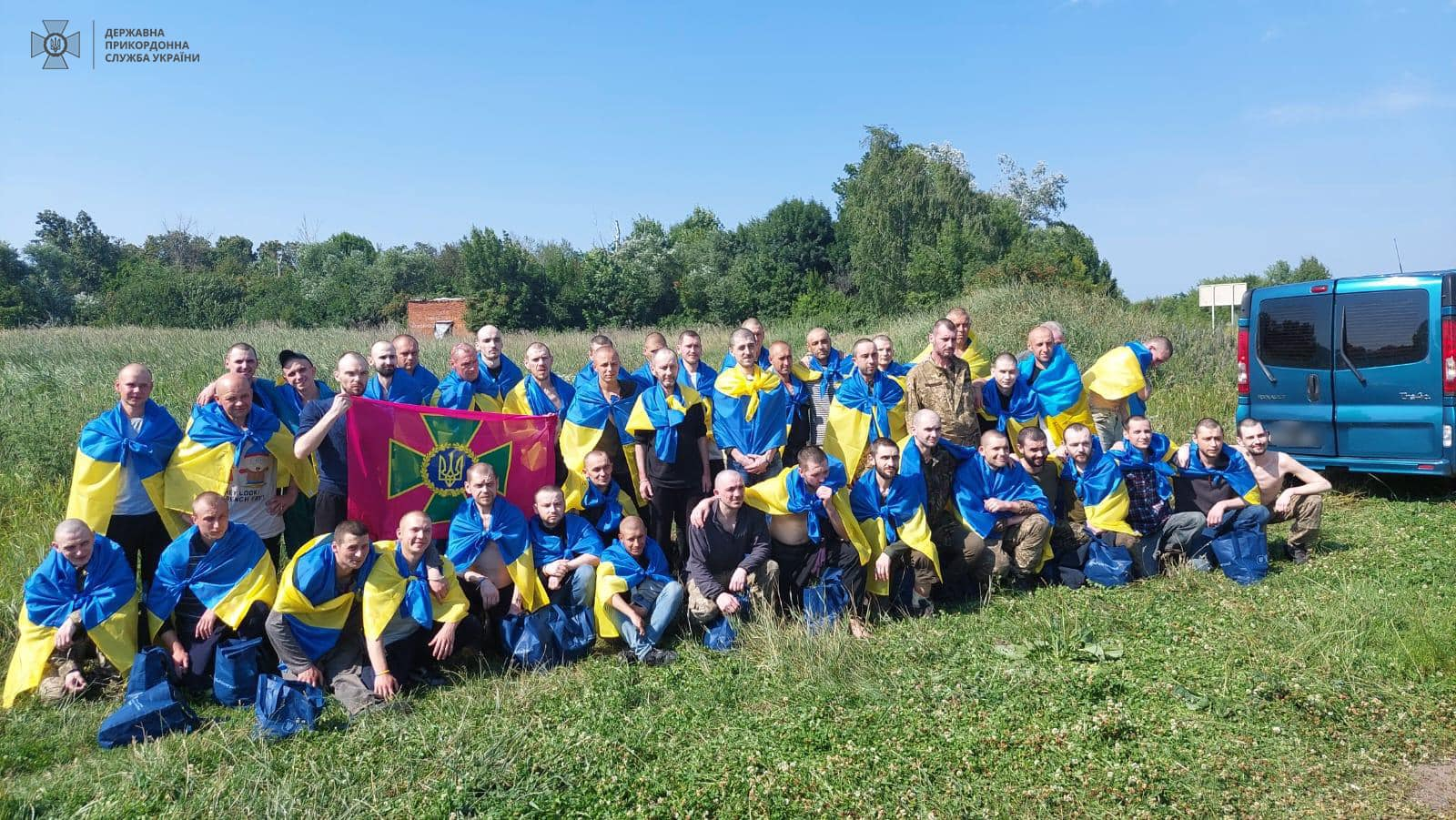
Żołnierze ukraińscy zwolnieni w ramach wymiany jeńców między Ukrainą a Rosją. Każda ze stron wypuściła po 45 żołnierzy.

Przedstawiciel SG Ukrainy Andriej Kowaliow poinformował, że siły ukraińskie zrobiły postępy na północnej i południowej flance wokół Bachmutu, gdzie „wywierano presję na wroga, w niektórych miejscach następowało natarcie i wypychano wroga z wcześniej zdobytych linii”. Aby przeciwdziałać ukraińskiej ofensywie, Rosjanie stawiali silny opór, wykorzystywali rezerwy i ponosili ciężkie straty; toczyły się zacięte walki. Ukraińcy kontynuowali także ofensywy w kierunkach Melitopola i Berdiańska oraz powstrzymywali ataki wojsk rosyjskich na kierunkach Łymanu, Awdijiwki i Marjinki. Przywódca Donieckiej Republiki Ludowej Dienis Puszylin, stwierdził, że siły rosyjskie posunęły się o 300 m na odcinku Wuhłedaru.
Według Sztabu Ukrainy siły rosyjskie atakowały w kierunkach Łymanu, Bachmutu, Awdijiwki, Marjinki i Szachtarska, gdzie odparto do 30 ataków. W kierunku łymańskim odparto ataki na zachód od Karmazyniwki. W kierunku bachmuckim Ukraińcy odparli ataki w okolicy Berchiwki, jednocześnie kontynuując ataki na południe i północ od Bachmutu. W kierunkach awdijiwskim, marjińskim i szachtarskim odparto wszystkie ataki w pobliżu Awdijiwki, Marjinki i Nowomychajliwki. W ciągu doby Rosjanie przeprowadzili ataki rakietowe przy pomocy 11 pocisków Kalibr, z czego trzy trafiły we Lwów i jeden w dom w obwodzie czerkaskim; doszło także do 57 nalotów, w tym czterech za pomocą dronów Shahed (wszystkie zostały zestrzelone) i 67 ostrzałów na miejscowości w obwodach charkowskim, ługańskim, donieckim, zaporoskim, dniepropietrowskim i chersońskim. Lotnictwo ukraińskie dokonało ośmiu nalotów na miejsca koncentracji i jeden na przeciwlotniczy kompleks rakietowy; artyleria uderzyła w obszar koncentracji, skład amunicji, sześć jednostek artylerii i trzy stacje walki radioelektronicznej. Wiceminister obrony Hanna Malar podała, że armia ukraińska za pomocą systemów HIMARS zniszczyła duży rosyjski skład amunicji w Makiejewce, gdzie przechowywano znaczną ilość pocisków artyleryjskich i rakiet do systemów BM-21 Grad. Według zastępcy szefa Głównego Zarządu Operacyjnego SG Ukrainy generała Ołeksija Hromowa Rosja planuje zwerbować do 500 tys. ludzi; stwierdził, że „Oficjalnie mobilizacja została zawieszona. Podejmowane były jednak działania mające na celu rekrutację żołnierzy kontraktowych w celu uzupełnienia strat jednostek rosyjskich”.
Około 1:00 Rosja przeprowadziła atak rakietowy na budynek mieszkalny we Lwowie, w rezultacie czego zawaliła się jego część oraz zginęło 10 osób, a 42 zostały ranne. Uszkodzonych zostało 35 budynków, 10 akademików, dom dziecka, dwie uczelnie, 50 samochodów i inna infrastruktura cywilna, a gubernator obwodu lwowskiego Maksym Kozicki potwierdził, że uderzono także w „obiekt infrastruktury krytycznej”. Ukraińskie wojsko poinformowało, że zestrzelono 7 z 10 pocisków Kalibr wystrzelonych w kierunku miasta znad Morza Czarnego. Ministerstwo Kultury Ukrainy poinformowało, że atak doprowadził do zniszczeń w strefie buforowej wokół historycznego centrum miasta, które zostało wpisane na Listę Światowego Dziedzictwa UNESCO. Mer Lwowa Andrij Sadowy powiedział, że był to największy atak na infrastrukturę cywilną w mieście od początku inwazji. Ministerstwo Obrony FR jako cel ataku na Lwów wskazało uderzenie na punkty tymczasowego rozmieszczenia SZ Ukrainy i zagranicznych najemników.
Co najmniej dwie osoby zginęły, a 10 zostało rannych w 84 rosyjskich ostrzałach artyleryjskich na obwód chersoński (38 pocisków trafiło w sam Chersoń). Skolejowa Odnorobiwka w rejonie bohoduchowskim w obwodzie charkowskim została zniszczona przez rosyjskie ostrzały. W obwodzie sumskim siły rosyjskie ostrzeliwały Białopole, Esmań, Chotiń, Krasnopole, Wełykę Pysariwkę, Seredynę-Budę i Znob-Nowhorodśke. Lokalna administracja wojskowa podała, że odnotowano łącznie 279 trafień. MSW Ukrainy oświadczyło, że przed sądem w Kijowie doszło do zamachu samobójczego, w którym „napastnik zginął na miejscu, a dwóch policjantów zostało rannych”.
W opinii ISW siły ukraińskie przeprowadziły operacje kontrofensywne na co najmniej trzech odcinkach frontu i kontynuowały działania zmierzające do stopniowej degradacji rosyjskiej siły roboczej i zasobów logistycznych. Tymczasem wojska rosyjskie i ukraińskie przeprowadziły ataki naziemne wzdłuż linii Swatowe–Kreminna. Siły ukraińskie posuwały się na południowy zachód od Bachmutu oraz prowadziły kontrofensywę wzdłuż granicy obwodów zaporoskiego i donieckiego oraz w zachodnim obwodzie zaporoskim. Rosjanie kontynuowali ataki w rejonie Bachmutu i linii Awdijiwka–Donieck. Ponadto rosyjscy urzędnicy kontynuowali tworzenie jednostek obrony terytorialnej w rosyjskich obwodach przygranicznych.
Komenda Koordynacyjna ds. Traktowania Jeńców Wojennych poinformowała o powrocie z Rosji 45 jeńców wojennych i czterech deportowanych cywilów, w tym dwoje dzieci.
Fińskie Ministerstwo Obrony ogłosiło pakiet wojskowy dla Ukrainy o wartości 105 milionów euro, który obejmował broń przeciwlotniczą i amunicję. Rzecznik Pentagonu Pat Ryder poinformował, że Ukraina otrzyma od USA amunicję kasetową o niskim współczynniku subamunicji, która nie wybucha.
Prezydent Alaksandr Łukaszenka powiedział, że Jewgienij Prigożyn wrócił z Białorusi do Petersburga, a siły Wagnera nadal przebywały w swoich bazach w Rosji i okupowanych częściach Ukrainy. Zaprzeczył jednak, że oznaczało to upadek porozumienia, które zawarł, aby zakończyć bunt Grupy Wagnera.

### 7 lipca
Rzecznik Wschodniego Zgrupowania Serhij Czerewaty podał, że ukraińscy żołnierze w ciągu jednego dnia posunęli się na północnej i południowej flance Bachmutu o ponad 1 km. Inicjatywa była w rękach SZ Ukrainy, choć Rosjanie próbowali stawiać „szalony opór” i przeprowadzać „małe” kontrataki. Według Czerewatego siły rosyjskie uderzyły na tym kierunku 318 razy za pomocą artylerii i przeprowadziły trzy naloty. Ponadto stoczono siedem potyczek, podczas których zginęło 61 żołnierzy rosyjskich, 116 zostało rannych, a pięciu wzięto do niewoli; zniszczono także szereg sprzętu i pięć magazynów. Rzecznik SG Ukrainy Andrij Kowalow powiedział, że Ukraińcy kontynuowali ataki i odnosili sukcesy na południe i północ od Bachmutu oraz udało się częściowo wyzwolić Kliszczijiwkę i umocnić na tym obszarze. Siły ukraińskie odparły ataki Rosjan w rejonie wsi Werchiwka.
SG Ukrainy podał, że wojska rosyjskie atakowały w kierunkach Kupiańska, Łymanu, Bachmutu, Awdijiwki, Marjinki i Szachtarska, gdzie odparto do 36 ataków. W kierunkach kupiańskim i łymańskim odparto ataki w pobliżu Nowoseliwskiego, Stelmachiwki i na północny zachód od Berestowego. W kierunku bachmuckim Ukraińcy odparli ataki w okolicy Berchiwki, jednocześnie kontynuując ataki na południe i północ od Bachmutu. W kierunkach awdijiwskim, marjińskim i szachtarskim odparto wszystkie ataki w okolicy Nowokalynowego, Awdijiwki, Newelskiego, Marjinki i Błahodatnego. W ciągu 24h Rosjanie przeprowadzili atak rakietowy na jeden z obiektów w Zaporożu oraz 53 naloty i ok. 60 ostrzałów na pozycje ukraińskie i tereny zaludnione. Ukraińskie lotnictwo dokonało siedmiu nalotów na miejsca koncentracji wojsk oraz cztery na kompleksy rakiet przeciwlotniczych i punkt kontrolny, z kolei artyleria zniszczyła dwa punkty kontrolne, magazyn amunicji, osiem jednostek artylerii, dwa systemy przeciwlotnicze i dwie stacje walki radioelektronicznej.
Dwie osoby zginęły w obwodzie dniepropetrowskim po tym, jak samochód został uderzony szczątkami podczas nocnego ataku rosyjskich dronów. Inny dron uderzył w firmę w Krzywym Rogu, powodując pożar, jednak bez ofiar. Ukraińskie wojsko poinformowało, że 18 dronów Shahed 136/131 zostało wystrzelonych z kierunku południowo-wschodniego na cele we wschodniej i południowej Ukrainie, z czego 12 zostało zestrzelonych. Później tego samego dnia rosyjski pocisk S-300 spowodował pożar w obiekcie infrastrukturalnym w Zaporożu.
Według gubernatora obwodu biełgorodzkiego Wiaczesława Gładkowa, obrona przeciwlotnicza w regionie zestrzeliła kilka dronów. Według niego uszkodzony został dach jednego z domów, lecz nie było ofiar. Według innych źródeł, dziewięć dronów szturmowych próbowało zaatakować magazyn ropy i podstację w obwodzie biełgorodzkim. Według innych źródeł zestrzelono sześć dronów.
MAEA podała, że podczas ostatnich inspekcji, jak twierdziła Ukraina, nie znalazła dowodów na podłożenie materiałów wybuchowych wewnątrz Zaporoskiej Elektrowni Jądrowej. Zażądano jednak dostępu do większej części obiektu, w tym na dachów reaktorów, które zostały zamknięte przez rosyjskie władze okupacyjne rzekomo ze względów bezpieczeństwa.
Brytyjskie MON podało, że w ciągu ostatniego tygodnia Bachmut stał się miejscem jednych z najbardziej intensywnych walk na froncie. Ukraińcy robili stałe postępy na północ i na południe od zajmowanego przez Rosję miasta, podczas gdy Rosjanie najprawdopodobniej zmagali się ze słabym morale oraz faktem, że stanowią mieszankę zróżnicowanych jednostek z ograniczoną zdolnością do wykrywania i atakowania ukraińskiej artylerii. Zdaniem Ministerstwa prawdopodobnie siły rosyjskie nie posiadały dodatkowych rezerw do zaangażowania w tym sektorze. Według ISW armia ukraińska kontynuowała kontrofensywę na co najmniej czterech odcinkach frontu oraz „odniosła taktyczne sukcesy wokół Bachmutu”, m.in. z danych geolokacyjnych „wynikało, że Ukraińcy odnieśli duże sukcesy w okolicy Jahidnego na północ od Bachmutu”. Generał Ołeksandr Syrski podał, że wojska przejęły kontrolę nad straconymi wcześniej pozycjami w okolicy Bachmutu. Tymczasem wojska rosyjskie i ukraińskie kontynuowały ataki wzdłuż granicy obwodów charkowskiego i ługańskiego oraz przeprowadziły ataki w zachodnim obwodzie donieckim. Źródła rosyjskie donosiły, że Ukraińcy rozpoczęli kolejną falę kontrataków w zachodnim obwodzie zaporoskim. Ponadto siły rosyjskie skierowały prawie całość rosyjskiego wschodniego zgrupowania sił na południową Ukrainę.
Według OSW Ukraińcy wznowili atak na północno- i południowo-zachodnich obrzeżach Bachmutu, gdzie 5 i 6 lipca doszło do ciężkich walk o kontrolę nad wzniesieniami w pobliżu Kliszczijiwki. W tych samych dniach Rosjanie przełamali obronę ukraińską w obwodzie ługańskim (na południowy wschód od Kupiańska) pomiędzy Kuzemiwką a Nowoseliwśkem, wkraczając do drugiej z miejscowości i częściowo ją oskrzydlając. Nie przyniosły zmian kolejne ataki rosyjskie na zachód i południe od Kreminnej, na północny zachód od Bachmutu i w rejonie Awdijiwki i Marjinki. Kolejne ataki ukraińskie na południe od Wełykiej Nowosiłki oraz na południe i zachód od Orichiwa także nie zakończyły się sukcesem. Poza rejonami walk siły rosyjskie kontynuowały ostrzał i bombardowania prawobrzeżnego obwodu chersońskiego i rejonów obwodu sumskiego. Ukraińcy zintensyfikowali ataki z wykorzystaniem systemów HIMARS i pocisków Storm Shadow na infrastrukturę rosyjską w obwodzie donieckim (w tym w Doniecku, Jasynuwacie i trzykrotnie Makijiwce) oraz Berdiańsku.
Prezydent Joe Biden zatwierdził dostawy amerykańskiej amunicji kasetowej DPICM na Ukrainę wystrzeliwanej m.in. za pomocą pocisków 155 mm. Zostaną one wzięte z rezerw Departamentu Obrony USA. Decyzja zapadła po miesiącach wewnętrznej debaty nad tym, czy dostarczać kontrowersyjną amunicję, która jest zakazana w większości krajów na całym świecie. Jednocześnie szef MON Boris Pistorius powiedział, że „Niemcy są stroną konwencji o amunicji kasetowej, która zabrania jej przekazywania, więc nie wyślą tej broni na Ukrainę”. Amunicja kasetowa zostanie dostarczona w ramach pakietu pomocy wojskowej Stanów Zjednoczonych o wartości 800 milionów dolarów, który obejmował także m.in. dodatkowe uzbrojenie do systemów MIM-104 Patriot, amunicję dla M142 HIMARS, systemy przeciwlotnicze FIM-92 Stinger, pociski artyleryjskie 155 mm i 105 mm, 32 bojowe wozy piechoty M2 Bradley, 32 transportery Stryker, 31 haubic 155 mm i broń przeciwpancerną, w tym Javelin.
W ramach wizyty roboczej w Czechach prezydent Wołodymyr Zełenski spotkał się z premierem kraju Petrem Fialą. Prezydent Ukrainy podziękował rządowi Republiki Czeskiej i całemu narodowi za nowy, potężny i terminowy pakiet obronny dla Ukrainy. Po wizycie Zełenskiego w Pradze premier Petr Fiala powiedział, że Czechy przekażą dodatkowe helikoptery szturmowe i „setki tysięcy” sztuk amunicji dużego kalibru „w nadchodzących miesiącach” na Ukrainę oraz pomogą szkolić ukraińskich pilotów na samolotach F-16. Prezydent Zuzana Čaputová na wspólnej konferencji prasowej z prezydentem Zełenskim w Bratysławie ogłosiła, że Słowacja dostarczy Ukrainie 16 haubic Zuzana 2. Zorganizowana zostanie również wspólna produkcja haubic nowego typu. Niemcy dostarczyły Ukrainie nowy pakiet pomocy wojskowej, który obejmował pojazdy do układania mostów Beaver, opancerzone pojazdy inżynieryjne Dachs, trzy zakłócacze radiowe, dwa czujniki i zakłócacze przeciw dronom, sześć samochodów ciężarowych HX81 i trzy naczepy.
Prezydent USA Joe Biden powiedział, że Ukraina nie była wówczas gotowa na dołączenie do NATO ze względu na wojnę, brak jednomyślności członków sojuszu w kwestii przyjęcia i inne kwestie formalne; według Bidena „Ukraina nie jest gotowa do członkostwa w NATO teraz, u szczytu wojny. Wśród członków Sojuszu nie ma obecnie jednomyślności w kwestii przyjęcia Ukrainy do NATO. A sama Ukraina musi jeszcze przeprowadzić pewne przekształcenia, aby sprostać standardom NATO. Ale Ukrainie trzeba zaproponować racjonalny sposób zakwalifikowania się do Sojuszu. I chociaż Ukraina nie jest w NATO, Stany Zjednoczone zapewnią jej takie same gwarancje bezpieczeństwa jak Izraelowi”.

### 8 lipca
Rzecznik SG Ukrainy Andrij Kowalow poinformował, że siły ukraińskie odniosły częściowy sukces w rejonie Kliszczijiwki (7 km na południowy zachód od Bachmutu), a także kontynuowały ofensywy w zachodnim obwodzie zaporoskim i wzdłuż granicy obwodów zaporoskiego i donieckiego.
Ukraiński Sztab oświadczył, że Rosjanie atakowali w kierunkach Kupiańska, Łymanu, Awdijiwki, Marjinki i Szachtarska, gdzie odparto ponad 30 ataków. W kierunkach kupiańskim i łymańskim siły rosyjskie podejmowały próby ataków w pobliżu Berestowego, Nowoseliwskiego, Stelmachiwki i Wesełego. W kierunkach awdijiwskim, marjińskim i szachtarskim prowadzono nieudane ataki w okolicy Nowokalynowego, Stepowego, Pierwomajskiego, Niewelskiego, Marjinki i Błahodatnego. W ciągu doby armia rosyjska przeprowadziła atak rakietowo-powietrzny za pomocą pocisków kierowanych S-300 i dronów Shahed (pięć zostało zestrzelonych), oraz 52 naloty i ok. 60 ostrzałów na pozycje ukraińskie i tereny zaludnione. Lotnictwo Ukrainy dokonało siedmiu nalotów na miejsca koncentracji wojsk, a artyleria uderzyła w 11 jednostek artylerii, magazyn amunicji, trzy systemy przeciwlotnicze i dwie stacje walki radioelektronicznej. Ukraiński kanał Military Media Center podał, że Rosjanie przygotowywali się do walk na Krymie; w oświadczeniu napisano: „W celu odparcia potencjalnego ataku wojska okupacyjne fortyfikowały teren w północnej, zachodniej i wschodniej części półwyspu”. Wywiad wojskowy Ukrainy poinformował, że wojska rosyjskie kontynuowały zaminowywanie Zaporoskiej Elektrowni Jądrowej, gdzie dostarczano miny i materiały wybuchowe. Według wywiadu w „pomieszczeniach technicznych i maszynowniach znajdowały się zdalnie sterowane minowe zapory przeciwpiechotne”.
O 10:00 Rosjanie przeprowadzili ostrzał dzielnicy mieszkaniowej Łymanu za pomocą wielu wyrzutni rakietowych. W wyniku ataku osiem osób zginęło a 13 zostało rannych, oraz uszkodzono dom i sklep. Kolejna osoba zginęła w osobnym ataku w Awdijiwce. W nocy rosyjskie siły ostrzeliwały Wołczańsk, gdzie został ranny 62-letni mężczyzny oraz zniszczono prywatny dom. W Rosji gubernator obwodu biełgorodzkiego Wiaczesław Gładkow stwierdził, że ukraińskie wojsko ostrzelało z wyrzutni „Grad” miejscowość Szebiekino. Pociski trafiły w część centralnego rynku i magazynu warzywnego. W rezultacie ataku wybuchło kilka pożarów, jednak nikt nie został ranny.
W ocenie ISW Ukraina osiągnęła korzyść z czerwcowego buntu Grupy Wagnera przeciwko Kremlowi, ponieważ wagnerowcy prawdopodobnie nie wezmą udziału w odpieraniu ukraińskiej kontrofensywy, a brak najemników na froncie obniży zdolność bojową całej armii. Władze rosyjskie próbowały zyskać kontrolę nad wagnerowcami i zlikwidować quasi-niezależny status tej formacji. Ponadto odwrót wagnerowców spod Bachmutu umożliwił ukraińskiej armii przeprowadzenie skutecznych lokalnych ataków. Siły ukraińskie przeprowadziły kontrofensywę na co najmniej trzech odcinkach frontu. Tymczasem Rosjanie przeprowadzili ataki wzdłuż granicy obwodu charkowskiego i ługańskiego oraz na południe od Kreminnej; Ukraina prawdopodobnie nadal przeprowadzała ataki na rosyjskie miejsca koncentracji głęboko na tyłach okupowanego obwodu ługańskiego. Wojska ukraińskie i rosyjskie przeprowadziły ataki naziemne wokół Bachmutu oraz kontynuowały ataki wzdłuż granicy między obwodami zaporoskim i donieckim. Siły rosyjskie przeprowadziły ograniczone ataki wzdłuż linii Awdijiwka–Donieck. Siły ukraińskie kontynuowały kontrofensywy w zachodnim obwodzie zaporoskim.
Po wizycie w Turcji w celu zapewnienia poparcia prezydenta Recepa Tayyipa Erdoğana dla członkostwa Ukrainy w NATO prezydent Zełenski poinformował, że zapewnił powrót pięciu dowódców ukraińskiego garnizonu w Azowstalu, wziętych do niewoli po oblężeniu Mariupola i mieszkających w Turcji w ramach porozumienia z Rosją. Kreml stwierdził później, że było to naruszenie wspomnianej umowy i skrytykował Turcję za jej nieprzestrzeganie. Prezydent opublikował później nagranie, na którym obrońcy Azowstalu (Denys Prokopenko, Swiatosław Pałamar, Serhij Wołynśkyj, Oleg Chomenko i Denys Szlega) wracali wraz z nim samolotem. Tego samego dnia Zełenski odwiedził Wyspę Wężową, aby podczas 500. dnia inwazji upamiętnić poległych na niej obrońców.
Minister Ochrony Środowiska i Zasobów Naturalnych Ukrainy Rusłan Striłeć powiedział, że łączna kwota szkód w środowisku spowodowanych rosyjską inwazją (z wyłączeniem szkód spowodowanych zniszczeniem tamy Kachowka) sięgnęła 2 bilionów hrywien (55,9 mld dolarów), ze średnio 4 miliardami hrywien (111 mln dolarów) szkód generowanych dziennie. W wyniku konfliktu wyprodukowano również ponad 200 tys. ton niebezpiecznych odpadów i złomu.

### 9 lipca

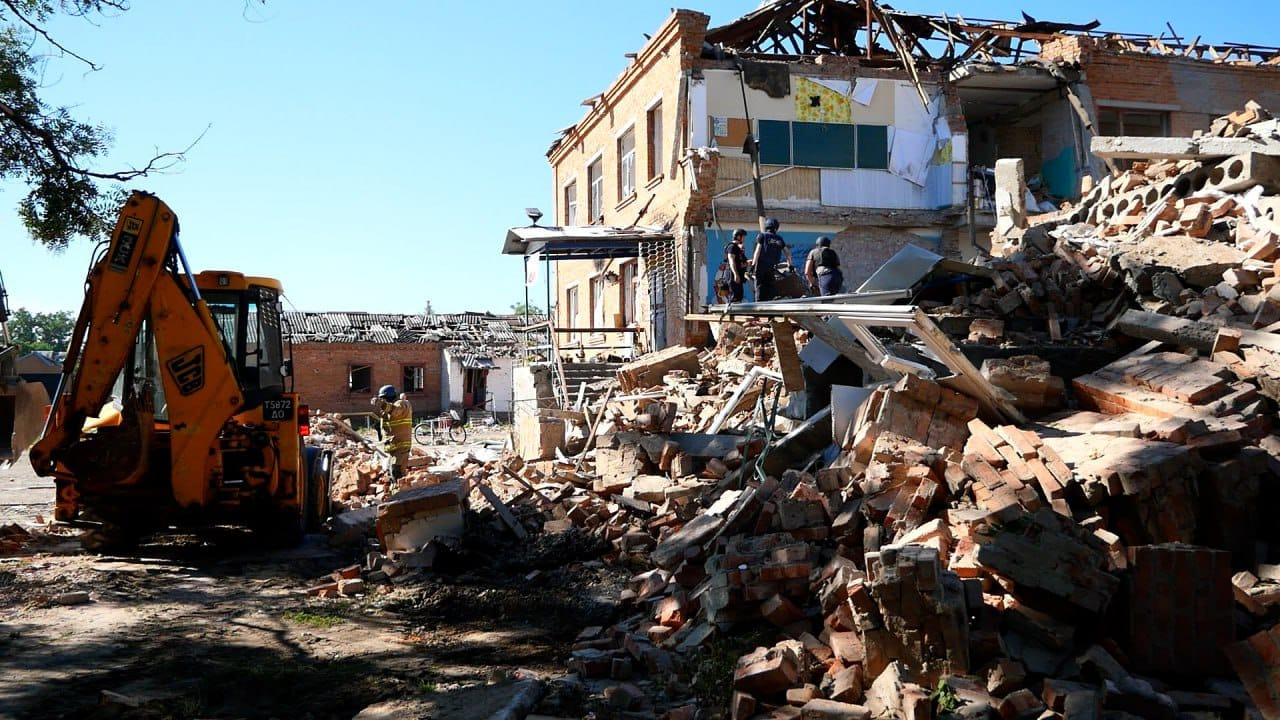
Szkoła w mieście Orichiw po rosyjskim uderzeniu bombą kierowaną podczas dystrybucji pomocy humanitarnej; zginęły co najmniej 4 osoby, a 11 zostało rannych.

Dowódca sił lądowych Ukrainy generał Ołeksandr Syrski stwierdził, że wojska ukraińskie „robią postępy” w pobliżu Bachmutu, podczas gdy Rosjanie zostali „uwięzieni” w niektórych obszarach miasta.
SG Ukrainy podał, że FR skupiała się na atakach w kierunkach Łymanu, Bachmutu, Awdijiwki, Marjinki i Szachtarska, gdzie odparto do 30 ataków. W kierunku łymańskim Rosjanie próbowali wyprzeć wojska ukraińskie z pozycji na zachód od Spirnego. W kierunku bachmuckim Ukraińcy odparli ataki w rejonie Dubowo-Wasyliwki. W kierunkach awdijiwskim, marjińskim i szachtarskim prowadzono nieudane ataki w okolicy Awdijiwki, Marjinki i Nowomychajliwki. W ciągu 24h Rosja przeprowadziła 30 nalotów i 47 ostrzałów na pozycje ukraińskie i tereny zaludnione. Ukraińskie lotnictwo przeprowadziło jeden nalot na miejsce koncentracji, natomiast artyleria zaatakowała dwa rejony koncentracji, dwie jednostki artylerii i dwie stacje walki radioelektronicznej. Sztab podał także, że na jednym z poligonów Wschodniego Okręgu Wojskowego szkoliło się ponad 300 osób, które podpisały kontrakt z SZ Rosji. Wśród rekrutów byli więźniowie, mężczyźni o niskim statusie społecznym bez dokumentów osobistych, narkomani i chorzy na zapalenie wątroby. Większość z tych osób zwróciła się do placówek medycznych z prośbą o odroczenie wysłania ich do stref działań wojennych na Ukrainie. Wiceminister obrony Hanna Malar potwierdziła, że za zniszczenie mostu Krymskiego 8 października 2022 roku odpowiedzialna była Ukraina; w wywiadzie powiedziała: „273 dni od pierwszego uderzenia w Most Krymski w celu przerwania logistyki Rosjan”.
Ukraińska policja poinformowała, że rosyjski pocisk trafił w budynek miejskiej szkoły w mieście Orichiw, gdzie mieszkańcy odbierali żywność i artykuły pierwszej potrzeby. W wyniku ataku zginęło siedem osób, a 13 zostało rannych. Według szefa administracji obwodu zaporoskiego szkoła została trafiona kierowaną bombą lotniczą podczas dystrybucji pomocy humanitarnej. W ciągu doby obwód zaporoski został ostrzelany 36 razy, w tym co najmniej 10 miejscowości; we wsi Nowodanyliwka ranny został 65-letni mężczyzna. Mer Ołeksandr Honczarenko poinformował, że w godzinach nocnych armia rosyjska ostrzeliwała Kramatorsk. Zostały uszkodzone zostały trzy domy i sklep. Nie odnotowano ofiar. Dwie osoby zostały ranne w oddzielnych rosyjskich atakach w obwodzie chersońskim. Prorosyjski szef Krymu Siergiej Aksionow stwierdził, że w pobliżu Kerczu zestrzelono pocisk manewrujący, a Most Krymski został czasowo zamknięty dla ruchu. Mer Melitopola Iwan Fedorow podał, że w rosyjskiej bazie wojskowej w pobliżu miasta doszło do eksplozji. Później Ministerstwo Obrony Rosji stwierdziło, że zestrzelono cztery przerobione przeciwlotnicze pociski S-200, którymi próbowano zaatakować lotnisko Mrozowsk w obwodzie briańskim, obiekt w obwodzie rostowskim oraz Most Krymski. Dowódca Połączonych Sił Walerij Gierasimow polecił zapewnić wykrywanie i zapobiegawcze niszczenie takich instalacji i podobnych systemów uderzeniowych.
The Wall Street Journal, powołując się na anonimowe źródła, poinformował, że Polska przekazała Ukrainie w ostatnim czasie ok. tuzina sowieckich śmigłowców szturmowych Mi-24 podczas nieujawnionego transferu.
Według ISW Ukraina kontynuowała kontrofensywę co najmniej na trzech kierunkach: Bachmutu, Melitopola i Berdiańska. Generał Ołeksandr Syrski podał, że siły ukraińskie nadal szły naprzód w kierunku Bachmutu. Z kolei rosyjscy blogerzy wojenni donosili, że Ukraińcy kontynuowali ataki w zachodnim obwodzie zaporoskim, atakując tyły wojsk rosyjskich, ich magazyny i infrastrukturę. Zdaniem Instytutu tempo ukraińskiej kontrofensywy było przejawem celowych prób zachowania własnej siły bojowej oraz wyniszczenia ludzi i sprzętu wroga, kosztem powolniejszych zysków terytorialnych. Tymczasem siły rosyjskie przeprowadziły ograniczone ataki na północ od Swatowego i na południe od Kreminnej. Wojska ukraińskie i rosyjskie kontynuowały kontrofensywy w rejonie Bachmutu oraz ataki na linii Awdijiwka–Donieck, gdzie Rosjanie posuwali się naprzód. Ukraińcy kontynuowali atak na granicy obwodu donieckiego i zaporoskiego oraz kontynuowali kontrofensywę w zachodnim obwodzie zaporoskim. Według blogerów wojennych siły ukraińskie przesunęły się ku miejscowości Pryjutne, 17 km na południowy zachód od Wełykiej Nowosiłki. Ponadto Rosjanie prawdopodobnie kontynuowali odbudowę pozycji na wschodnim brzegu Dniepru w obwodzie chersońskim.
Brytyjskie MON podało, że Rosja prawdopodobnie zmagała się z kryzysem w wojskowych placówkach medycznych po tym, jak przez 17 miesięcy miała średnio po ok. 400 rannych dziennie w trakcie walk na Ukrainie. Napływ rannych żołnierzy zaburzył normalne świadczenia niektórych cywilnych usług medycznych, głównie w regionach w pobliżu granicy z Ukrainą. Szef działu szkolenia medycyny bojowej firmy Kałasznikow stwierdził, że nawet 50% rosyjskich ofiar mogło przeżyć, jeśli otrzymaliby właściwą pierwszą pomoc.

### 10 lipca
Ukraińskie Ministerstwo Obrony stwierdziło, że siły ukraińskie odbiły kluczowe wzniesienia wokół Bachmutu, w rezultacie czego od kilku dni wszystkie „wejścia, wyjścia i ruch wroga w mieście” znalazły się pod kontrolą ogniową. Potwierdził to także generał Ołeksandr Syrski, twierdząc, że miasto było „pod kontrolę ogniową, a wróg był w pułapce”. Rzecznik SG Ukrainy Andrij Kowalow podał, że siły ukraińskie okopały się na osiągniętych obszarach i prowadziły ostrzał artyleryjski w rejonie Bachmutu, z kolei Rosjanie „stawiali opór, przesuwali jednostki i aktywnie wykorzystywali swoje rezerwy. Trwały ciężkie walki”. Wiceminister obrony Hanna Malar stwierdziła, że w ciągu ostatniego tygodnia Ukraina odzyskała 10 km² terytorium na froncie południowym (168,6 km² od początku kontrofensywy) i 4 km² na froncie wschodnim (łącznie 24 km²). Podano również, że posunęli się o ponad 1 km w kierunku Melitopola i Berdiańska.
Sztab Ukrainy poinformował, że siły rosyjskie atakowały w kierunkach Bachmutu, Awdijiwki, Marjinki i Szachtarska, gdzie odparto do 30 ataków. W kierunku bachmuckim Ukraińcy odparli ataki w rejonie Hryhoriwki. W kierunkach awdijiwskim, marjińskim i szachtarskim prowadzono bezskuteczne ataki w pobliżu Awdijiwki, Marjinki, Krasnohoriwki i Nowomychajliwki. W ciągu doby Rosjanie przeprowadzili jeden atak rakietowy na obiekt w Mikołajowie oraz 30 nalotów i 60 ostrzałów na pozycje ukraińskie i tereny zaludnione. Ukraińskie lotnictwo przeprowadziło 15 nalotów na miejsca koncentracji; artyleria uderzyła w trzy rejony koncentracji, skład amunicji, siedem jednostek artylerii, stację walki radioelektronicznej i system przeciwlotniczy. Dwie osoby zginęły, a trzy zostały ranne w oddzielnych atakach artyleryjskich w obwodzie donieckim. Rosyjski pocisk S-300 uderzył w Mikołajów, jednak nie odnotowano żadnych ofiar. Mer Melitopola Iwan Fiodorow donosił, że „W rejonie Melitopola zaminowano magistralę wodociągową, która zaopatruje miasto w wodę pitną. A w samym mieście podłożono ładunki wybuchowe na ważnych obiektach sieci elektrycznych”.
Według szacunków ISW w ciągu pięciu tygodni od początku kontrofensywy armia ukraińska zajęła niemal taki sam obszar, jaki wojska rosyjskie zajęły przez ponad pół roku. Rosjanie od 1 stycznia br. zajęli ok. 282 km² terytorium Ukrainy, natomiast „Ukraińcy od 4 czerwca odzyskali ok. 253 km² obszarów kraju”. Siły ukraińskie przeprowadziły operacje kontrofensywne na co najmniej trzech odcinkach frontu. Tymczasem wojska rosyjskie i ukraińskie przeprowadziły ataki wzdłuż linii Kupiańsk–Swatowe–Kreminna oraz w kierunku Bachmutu. Siły rosyjskie przeprowadziły ataki wzdłuż linii miasta Awdijiwka–Donieck. Z kolei Ukraińcy przeprowadzili kontrofensywę na południe od Orichiwa w zachodnim obwodzie zaporoskim.
W wywiadzie dla CNN dyrektor generalny niemieckiego koncernu Rheinmetall, Armin Papperger, zapowiedział, że w ciągu najbliższych 12 tygodni firma otworzy fabrykę pojazdów opancerzonych na zachodniej Ukrainie oraz zatrudni i przeszkoli ukraiński personel do konserwacji swoich produktów, ignorując obawy innych zachodnich firm zbrojeniowych. Rheinmetall będzie obsługiwać fabrykę we współpracy z Ukroboronprom, który będzie również jej właścicielem.
Zachodni urzędnik powiedział AFP, że przywódcy NATO zgodzili się na zniesienie wymogu planu działań na rzecz członkostwa, aby przyspieszyć wejście Ukrainy do bloku.

### 11 lipca

#### Ukraina
Ukraiński Sztab oświadczył, że Rosjanie koncentrowali się na atakach w kierunkach Łymanu, Bachmutu, Awdijiwki, Marjinki i Szachtarska, gdzie odparto do 29 ataków. W kierunku łymańskim siły rosyjskie prowadziły nieudane ataki w rejonie Wesełego. W kierunku bachmuckim Ukraińcy odparli ataki w rejonie Hryhoriwki i na wschód od Orihowo-Wasyliwki. W kierunkach awdijiwskim, marjińskim i szachtarskim prowadzono bezskuteczne ataki w okolicy Awdijiwki, Pierwomajskiego, Newelskiego, Marjinki, Pobiedy, Krasnohoriwki, Nowomychajliwki i Błahodatnego. W ciągu 24h Rosja przeprowadziła 65 nalotów i 71 ostrzałów na pozycje ukraińskie i tereny zaludnione. Ukraińskie lotnictwo przeprowadziło 15 nalotów na miejsca koncentracji i cztery na przeciwlotnicze systemy rakietowe, z kolei artyleria uderzyła w trzy punkty kontrolne, 10 jednostek artylerii, system przeciwlotniczy i stację walki radioelektronicznej. Siły rosyjskie stwierdziły, że posunęły się naprzód o 1,5 km w pobliżu Łymanu.
Około godziny 4:30 Rosja przeprowadziła kolejny atak dronów Shahed 136/131 na Kijów i Odessę. Ukraińska armia podała, że 26 z 28 dronów i jeden dron rozpoznawczy zostały zestrzelone. Nie odnotowano żadnych ofiar. Według gubernatora obwodu odeskiego dwa drony trafiły w budynek administracji portu, z kolei szczątki dronów uderzyły w dwa terminale portowe (w tym jeden zbożowy), powodując pożar. Według władz ukraińskich w obwodzie kijowskim 12 prywatnych i jeden wielopiętrowy budynek zostały lekko uszkodzone przez spadające fragmenty dronów. W ciągu dnia rosyjska armia uderzyła w Sofijiwkę za pomocą BM-21 Grad, w wyniku czego zginęła kobieta, a mężczyzna został ranny. Dwie osoby zginęły (jedna w Hulajpolu i jedna w rejonie Chersonia), a co najmniej 12 zostało rannych w ostrzale obwodów: zaporoskiego, chersońskiego, charkowskiego, donieckiego i czerkaskiego. Siły rosyjskie przeprowadziły prawie 60 ataków na obwód zaporoski, niszcząc 43 budynki cywilne, z kolei obwód chersoński ostrzelano 67 razy, w tym 21 razy sam Chersoń. Rosjanie ostrzeliwali także obszary obwodu czernihowskiego i sumskiego osiem razy w ciągu dnia, niszcząc prywatne domy. W nocy SZ Ukrainy zaatakowały rosyjski skład amunicji znajdujący się we w Nowoołeksijiwce za pomocą drona. Detonacja pocisków trwała ponad 3h. Ukraińscy urzędnicy stwierdzili, że prowizoryczne rosyjskie koszary wojskowe w Berdiańsku, w których przebywali wyżsi dowódcy, zostały zniszczone przez nalot.
Według doniesień rosyjski generał porucznik Oleg Cokow z Południowego Okręgu Wojskowego został zabity w pobliżu Berdiańska w obwodzie zaporoskim w wyniku nocnego ataku rakietowego, przeprowadzonego za pomocą pocisku Storm Shadow. Był najwyższym rangą rosyjskim oficerem zabitym podczas inwazji. W Rosji kapitan II stopnia Marynarki Wojennej Stanisław Rżycki, zastępca szefa mobilizacji w Krasnodarze, został zastrzelony przez nieznanych sprawców podczas joggingu w pobliżu miejskiego kompleksu sportowego. Jako dowódca stacjonującego na Morzu Czarnym okrętu podwodnego B-265 Krasnodar został oskarżony o wystrzelenie rakiet, które uderzyły w Winnicę w lipcu 2022 roku i zabiły 23 cywilów, chociaż jego ojciec twierdził, że opuścił czynną służbę w 2021 roku.
Według ISW siły ukraińskie przeprowadziły operacje kontrofensywne na co najmniej trzech odcinkach frontu i osiągnęły postępy na niektórych obszarach. Rosjanie prowadzili ataki wzdłuż linii Swatowe–Kreminna robiąc postępy, oraz rozpoczęli ataki na pozycje ukraińskie na linii Donieck–Awdijiwka. Siły ukraińskie kontynuowały kontrofensywy na północnych i południowych obrzeżach Bachmutu oraz na południe od Orichiwa w zachodnim obwodzie zaporoskim. Wojska rosyjskie i ukraińskie kontynuowały ataki wzdłuż granicy obwodów zaporoskiego i donieckiego. Ponadto rosyjskie władze kontynuowały działania zmierzające do stopniowej mobilizacji rosyjskiego przemysłu obronnego w celu zaspokojenia rosyjskich żądań wojskowych na Ukrainie bez przeprowadzania szerszej mobilizacji gospodarczej.
W podsumowaniu OSW Ukraińcy kontynuowali ataki na froncie zaporoskim. W ostatnich dniach walki koncentrowały się w okolicy Robotyne, gdzie pododdziały 47. i 65. Brygady Zmechanizowanej od miesiąca próbowały sforsować linię obrony rosyjskiej 42. Dywizji Strzelców Zmotoryzowanych. Ukraińcy nie zrobili także większych postępów na południe od Wełykiej Nowosiłki. Ciężkie walki trwały pod Bachmutem, gdzie Ukraińcy atakowali flanki rozciągniętego zgrupowania rosyjskiego, napotykali tam jednak opór i nie dokonali przełamania pozycji przeciwnika. Kluczowe odcinki ataków to pas Kurdiumiwka–Andrijiwka–Kliszczijiwka oraz Berchiwka. Rosjanie utrzymywali inicjatywę na odcinku frontu od granicy państwowej do Dońca. Oddziały 1. Armii Pancernej, 11. Korpusu Armijnego, 2., 20. i 41. Armii oraz wojsk powietrznodesantowych atakowały pozycje ukraińskie, próbując opanować drogę Kupiańsk–Swatowe i osiągnąć linię rzeki Żerebeć. W ostatnich dniach najcięższe walki toczyły się w okolicach wsi Nowoseliwśke i Torśke oraz w lasach nad Dońcem, lecz nie przyniosły one Rosjanom istotnych zysków terenowych. Bezskutecznie atakowali także pozycje Ukraińców w Donbasie, przede wszystkim w Marjince i w okolicach Awdijiwki.

#### Szczyt NATO
W Wilnie rozpoczął się dwudniowy szczyt NATO. Przed szczytem ponad 20 z 31 krajów członkowskich poparło chęć Ukrainy do przystąpienia do sojuszu. Część uczestników złożyła już w Wilnie propozycje zaproszenia Ukrainy do NATO, jednak część delegatów uważała, że sojusz będzie mógł rozpatrzyć wniosek Ukrainy dopiero po zakończeniu wojny z Rosją. Państwa NATO zgodziły się na uproszczenie procesu przystąpienia Ukrainy, lecz nie przedstawiły formalnego zaproszenia ani jasnego harmonogramu, kiedy kraj ten mógłby faktycznie przystąpić do sojuszu. Ograniczono też proces akcesyjny Kijowa do jednego etapu, rezygnując z planu działań na rzecz członkostwa i uzgodniono „wzmocniony pakiet wsparcia politycznego i praktycznego”. Poza rezygnacją z planu działań na rzecz członkostwa zakładano także powołanie Rady Ukraina-NATO, która ma stać się platformą konsultacji w sytuacjach kryzysowych. Wcześniej prezydent Zełenski skrytykował mówienie o takiej decyzji jako „bezprecedensowej i absurdalnej”. Potwierdził jednak chęć przystąpienia Ukrainy do NATO podczas publicznego przemówienia w Wilnie wkrótce po przybyciu na szczyt, podczas którego pokazał flagę ukraińską używaną przez żołnierzy podczas bitwy o Bachmut.
Minister obrony Ukrainy Ołeksij Reznikow podpisał memorandum formalnie tworzące koalicję 11 państw (Dania, Holandia, Belgia, Kanada, Luksemburg, Norwegia, Polska, Portugalia, Rumunia, Szwecja i Wielka Brytania), które zgodziły się przekazać myśliwce F-16 dla Ukrainy i przeszkolić ukraińskich pilotów i mechaników w ich użyciu. Podpisano także umowę z francuskim ministrem obrony Sébastienem Lecornu, w wyniku której Ukraina otrzyma pomoc wojskową o wartości 187 milionów dolarów. Prezydent Emmanuel Macron powiedział, że Francja dostarczy nieokreśloną liczbę pocisków SCALP-EG wyprodukowanych przez MBDA, francuską wersję brytyjskiego pocisku Storm Shadow, pod warunkiem, że ich użycie będzie ograniczone do terytorium Ukrainy.

### 12 lipca

#### Ukraina
Rzecznik SG Ukrainy Andriej Kowalow poinformował, że wojska ukraińskie prowadziły ataki na północ i południe od Bachmutu oraz odniosły częściowy sukces na południowy zachód od miasta, w rejonie Andrijiwki i Kurdiumiwki. Zdaniem rzecznika Rosjanie stawiali silny opór, przemieszczali swoje jednostki i wykorzystywali swoje rezerwy. Rzecznik ukraińskiego operacyjno-strategicznego zgrupowania wojsk Tauryda (walczącego na południu kraju), major Walerij Szerszeń podał, że ukraińska armia odniosła „częściowe sukcesy” w kierunku Berdiańska, gdzie Ukraińcy posuwali się naprzód na całej długości frontu na tym obszarze, „konsolidowali swoje pozycje” i usuwali miny. Według niego ukraińska artyleria „w ciągu ostatniej doby przeprowadziła prawie 1400 misji ogniowych”, w wyniku czego zginęło 68 żołnierzy rosyjskich, a 156 zostało rannych; zniszczono także 22 jednostki sprzętu wojskowego. Ukraińska wiceminister obrony Hanna Malar oświadczyła, że siły ukraińskie posunęły się naprzód na południowej flance Bachmutu i okopały się na zajętych obszarach oraz odpierały rosyjskie ataki w kierunkach Kupiańska, Łymanu, Awdijiwki i Marjinki. Na froncie południowym kontynuowano ofensywy w kierunkach Melitopola i Berdiańska. Dodała także, że w ostatnich tygodniach „znacznie osłabiono zdolności ofensywne i defensywne wroga. Ze względu na zniszczenie dużej liczby [rosyjskich] magazynów z amunicją, liczba [rosyjskich] ataków zmniejszyła się”.
Według Sztabu Ukrainy FR koncentrowała się na atakach w kierunkach Łymanu, Awdijiwki, Marjinki i Szachtarska, gdzie toczyły się ciężkie walki i odparto do 35 ataków. Na kierunku łymańskim siły rosyjskie prowadziły nieudane ataki w rejonie Nowoselewskiego. Na kierunkach awdijiwskim, marjińskim i szachtarskim prowadzono bezskuteczne ataki w rejonie Awdijiwki, Keramik, Marjinki i Nowomychajliwki. W ciągu ostatniej doby Rosjanie przeprowadzili ponad 60 nalotów i 64 ostrzały z wyrzutni rakiet na pozycje ukraińskie i tereny zaludnione (odnotowano zabitych i rannych cywilów oraz zniszczoną infrastrukturę). Lotnictwo Ukrainy przeprowadziło sześć nalotów na miejsca koncentracji i cztery na przeciwlotnicze systemy rakietowe; artyleria zaatakowała stanowisko dowodzenia, 16 jednostek artylerii, cztery przeciwlotnicze systemy rakietowe i dwie stacje walki radioelektronicznej.
Rosja przeprowadziła kolejny nocny atak dronów na Kijów. Ukraińskie Siły Powietrzne poinformowały, że zestrzelono 11 z 15 dronów Shahed, wystrzelonych z kierunku północno-wschodniego. W Czerkasach dwie osoby zostały ranne w wyniku uderzenia drona Shahed 136; odnotowano również zniszczenia lokalnej infrastruktury. Według władz regionalnych w ciągu doby rosyjskie ataki w pięciu obwodach zabiły dwóch cywilów i zraniły 37 kolejnych. Dwie osoby zginęły w wyniku rosyjskiego ostrzału w obwodzie chersońskim, a 21 osób zostało rannych, w tym ośmioro dzieci, w nalocie na Zaporoże. Cztery osoby zostały ranne w wyniku upadku drona na budynki mieszkalne w Kijowie. Siły rosyjskie zaatakowały 14 miejscowości w obwodzie zaporoskim, niszcząc 44 obiekty mieszkalne i inną infrastrukturę cywilną.
Generał major Iwan Popow, dowódca rosyjskiej 58 Armii Ogólnowojskowej stacjonującej w obwodzie zaporoskim, został odwołany ze stanowiska. W oświadczeniu wysłanym przez rosyjskiego parlamentarzystę stwierdził, że został zwolniony przez ministra obrony Siergieja Szojgu po tym, jak skarżył się na nieprawidłowości w logistyce, które doprowadziły do wysokich ofiar wśród jego ludzi oraz oskarżał swoich przełożonych o zdradę. Rosyjskie Ministerstwo Obrony podało, że otrzymało od Grupy Wagnera ponad 2000 sztuk sprzętu, 2500 ton amunicji i 20 tys. sztuk broni strzeleckiej.
W ocenie ISW Ukraińcy kontynuowali kontrofensywę na co najmniej trzech odcinkach linii frontu i prawdopodobnie osiągnęli postępy na niektórych obszarach. Wojska rosyjskie i ukraińskie przeprowadziły ograniczone ataki naziemne wzdłuż linii Kupiańsk–Swatowe i linii Awdijiwka–Donieck oraz kontynuowały potyczki w rejonie Kreminnej, gdzie Rosjanie prawdopodobnie osiągnęli ograniczone zdobycze terytorialne. Siły ukraińskie kontynuowały kontrofensywy w rejonie Bachmutu, wzdłuż granicy obwodów zaporoskiego i donieckiego oraz ograniczone operacje szturmowe w zachodnim obwodzie zaporoskim. Źródła rosyjskie donosiły także, że Ukraińcy przeprowadzili ograniczone ataki w zachodnim obwodzie donieckim.
Brytyjskie Ministerstwo Obrony podało, że w czerwcu br. pojawiły się doniesienia o wykorzystywaniu przez Rosjan przestarzałych pojazdów wojskowych wypełnionych kilkoma tonami materiałów wybuchowych. Większość przypadków odnotowano w okolicach Marjinki, a rozpoczęły się one kilka dni po tym, gdy obszar ten wzmocniły jednostki czeczeńskie, które prawdopodobnie jako pierwsze zaczęły stosować tę taktykę, która wykorzystywana była w wojnach czeczeńskich w latach 90. XX wieku.
Niemieckie ministerstwo obrony poinformowało, że Polska i Niemcy będą wspólnie koordynować naprawę ukraińskich czołgów Leopard dla Ukrainy; w oświadczeniu na Twitterze napisano: „Naprawa Leopardów 2A5 i 2A6 może się już rozpocząć, gdy tylko siły zbrojne Ukrainy wskażą na taką potrzebę. Wciąż trwają rozmowy, jak ma przebiegać naprawianie Leopardów 2A4”.
Rosyjska Flota Czarnomorska wdrożyła nowy projekt kamuflażu mający na celu ukrycie swoich statków i ich rozmiarów przed satelitami, aby zmniejszyć ryzyko ich wykrycia i ataku sił ukraińskich; jest on wykrywalny tylko przez sztuczną inteligencję.

#### Szczyt NATO
Prezydent Wołodymyr Zełenski stwierdził, że wyniki szczytu NATO były dobre, lecz gdyby Ukraina została zaproszona do sojuszu, to byłyby „idealne”. Zełenski zaznaczył, że wiele pozytywnych wiadomości napływało w sprawie nowych pakietów pomocy wojskowej, a także długoterminowych gwarancji bezpieczeństwa dla Ukrainy, które będą obowiązywały do czasu przyjęcia jego kraju do NATO. Państwa G7 zgodziły się udzielić Ukrainie wsparcia militarnego i finansowego, kontynuować wymianę informacji wywiadowczych, a także zobowiązały się do podjęcia natychmiastowych działań w przypadku ponownego ataku Rosji na Ukrainę po zakończeniu obecnego konfliktu. Zobowiązano się także do współpracy z Ukrainą w sprawie „konkretnych dwustronnych długoterminowych zobowiązań i porozumień w dziedzinie bezpieczeństwa”.
Australia zobowiązała się do przekazania 30 kolejnych pojazdów transportowych Bushmaster IMV dla Ukrainy. Norweski minister obrony Bjørn Arild Gram powiedział, że przekaże 1000 dronów Black Hornet i dwa systemy NASAMS. Wielka Brytania podała, że w ramach nowego pakietu pomocy wojskowej przekaże Ukrainie ponad 70 pojazdów bojowych i logistycznych oraz 1000 sztuk amunicji do czołgów Challenger 2 oraz 50 mln funtów na naprawę sprzętu wojskowego i utworzenie wojskowego centrum rehabilitacji. Niemcy ogłosiły kolejny pakiet pomocy w wysokości 770 milionów dolarów, który obejmował m.in. dodatkowe jednostki obrony powietrznej Patriot.
Premier Kanady Justin Trudeau ogłosił dodatkowy pakiet pomocowy dla Ukrainy w wysokości 410 milionów dolarów, w tym kamery dronowe. Zapowiedział również, że jego kraj będzie gościć ukraińskich kadetów w Royal Military College Saint-Jean w celu szkolenia i rozbudowy ukraińskich sił na Łotwie. Kanada zobowiązała się również do zapewnienia Ukrainie dodatkowych 37 milionów dolarów w ramach kompleksowego pakietu pomocy, w tym paliwa, sprzętu logistycznego i środków medycznych, a także 2 milionów dolarów na pomoc w zakresie bezpieczeństwa cybernetycznego. Minister obrony Ołeksij Reznikow potwierdził, że ukraińscy piloci rozpoczną szkolenie w zakresie obsługi myśliwców F-16 w Rumunii w sierpniu tego roku. Podpisał także dwie umowy ze Szwecją w sprawie zamówień w dziedzinie obronności i wymiany informacji wywiadowczych.

### 13 lipca
Rzecznik SG Ukrainy Andrij Kowalow stwierdził, że wojska ukraińskie na kierunku Melitopola i Berdiańska odniosły sukcesy na odcinkach Nowodanyliwka–Szyroka Bałka i Mała Tokmaczka–Nowopokrowka oraz umacniały się na zdobytych obszarach, z kolei Rosjanie stawiali „silny opór, przerzucali swoje oddziały i aktywnie wykorzystywali rezerwy”. Kowalow dodał także, że Ukraińcy odnieśli „częściowy sukces” na południowej flance Bachmutu oraz kontynuowali ataki na północ i południe od miasta.
SG Ukrainy podał, że Rosja atakowała w kierunkach Łymanu, Bachmutu, Awdijiwki, Marjinki i Szachtarska, gdzie miały miejsce ciężkie walki i odparto do 30 ataków. W kierunku łymańskim Rosjanie prowadzili nieudane ataki na wschód od Newskiego i na wschód od Terny. W kierunku bachmuckim Ukraińcy odparli wszystkie ataki w rejonie Berchiwki. W kierunkach awdijiwskim, marjińskim i szachtarskim prowadzono bezskuteczne ataki w rejonie Perwomajskiego, Marjinki i Nowomychajliwki. W ciągu 24h armia rosyjska przeprowadziła jeden atak rakietowo-powietrzny, 52 naloty i ok. 50 ostrzałów na pozycje ukraińskie i tereny zaludnione (odnotowano rannych cywilów i zniszczoną infrastrukturę). Lotnictwo ukraińskie dokonało ośmiu nalotów na miejsca koncentracji i dwa na przeciwlotnicze systemy rakietowe, natomiast artyleria uderzyła w rejon koncentracji, dwa składy amunicji, 10 jednostek artylerii, trzy systemy przeciwlotnicze, stację radiolokacyjną i stację walki radioelektronicznej.
Około 4:30 Rosjanie zaatakowali Ukrainę za pomocą dronów i pocisków, w wyniku czego jedna osoba zginęła, a cztery zostały ranne. Ataki odnotowano w stolicy oraz Chmielnickim, Mikołajowie i Zaporożu. Ukraińska armia poinformowała, że zestrzelono wszystkie 20 dronów Shahed 136/131 oraz dwa pociski manewrujące Kalibr; ok. 12 dronów zostało zniszczonych nad Kijowem, a ich szczątki spadły na budynki mieszkalne, z kolei gubernator Witalij Kim podał, że w obwodzie mikołajowskim zestrzelono pocisk Kalibr i cztery drony. Podano również, że z okupowanego Krymu został wystrzelony pocisk balistyczny Iskander-M. W ciągu ostatniej doby Rosjanie ostrzelali 10 obwodów, w wyniku czego zginęły co najmniej cztery osoby, a 10 zostało rannych w różnych częściach kraju. Według gubernatora obwodu chersońskiego w rosyjskim ostrzale zginęło trzech cywilów, a trzech zostało rannych. Armia rosyjska przeprowadziła 63 ostrzały 21 zaludnionych obszarów w obwodzie zaporoskim. Gubernator Jurij Małaszko stwierdził, że zginęła jedna osoba, a cztery zostały ranne.
Generał Ołeksandr Tarnawski, dowódca ukraińskiego zgrupowania Tauryda rozmieszczonego na froncie południowym, powiedział CNN, że otrzymali pierwszą partię amunicji kasetowej, która została obiecana przez Stany Zjednoczone 7 lipca tego roku; „Właśnie ją otrzymaliśmy i jeszcze jej nie użyliśmy, ale może radykalnie zmienić pole bitwy. Jest to bardzo potężna broń. Wróg też rozumie, że z otrzymaniem tej amunicji będziemy mieli przewagę. W tym sektorze frontu, w którym będziemy mieli okazję ją zastosować”. Generał dodał także, że strona ukraińska zgodziła się na ograniczenie użycia pocisków kasetowych na zaludnionych obszarach, nawet jeśli są one okupowane przez wojska rosyjskie.
Szef ukraińskiej dyplomacji Dmytro Kułeba powiedział, że samoloty F-16 trafią na Ukrainę zgodnie z harmonogramem, bez względu na wypowiedzi szefa MSZ Rosji Siergieja Ławrowa, który dzień wcześniej stwierdził, że: „Poinformowaliśmy mocarstwa jądrowe, czyli USA, Wielką Brytanię i Francję, że nie możemy ignorować faktu, iż amerykańskie samoloty F-16 są zdolne do przenoszenia broni atomowej. Nie pomogą tutaj żadne zapewnienia”. Hiszpania zobowiązała się do pakietu pomocowego dla Państwowej Straży Granicznej Ukrainy, który obejmowałby szkolenie personelu w Hiszpanii oraz darowiznę mobilnego szpitala i pojazdów ewakuacji medycznej.
Według ISW siły ukraińskie kontynuowały kontrofensywę na co najmniej trzech odcinkach frontu i zrobiły postępy na niektórych obszarach. Rosyjskie i ukraińskie źródła donosiły, że obie strony były zaangażowane w walki pozycyjne pod Kreminną. Ukraińcy przeprowadzili ataki naziemne i prawdopodobnie posunęli się naprzód wokół Bachmutu. Prowadzili także ograniczone ataki w zachodnim obwodzie donieckim oraz kontynuowali kontrofensywy na granicy obwodów donieckiego i zaporoskiego i w zachodnim obwodzie zaporoskim, robiąc pewne postępy. Wojska ukraińskie i rosyjskie kontynuowały ataki wzdłuż linii Awdijiwka–Donieck.
Departament Obrony USA ocenił, że Grupa Wagnera nie brała już znaczącego udziału w operacjach wojskowych na Ukrainie. Według doniesień prasowych, po zakończeniu buntu Wagnera w Rosji, dowódca wojsk rosyjskich na Ukrainie generał Siergiej Surowikin został zatrzymany. Według The Wall Street Journal Surowikin przebywał w areszcie i był wielokrotnie przesłuchiwany. Oprócz niego w związku z buntem zatrzymano co najmniej 13 wyższych oficerów armii rosyjskiej, w tym odsuniętych generałów Judina i Aleksiejewa oraz generała Mizincewa. Ponadto 15 oficerów zostało zawieszonych lub zwolnionych.

### 14 lipca
Zastępca dyrektora Departamentu Planowania Gwardii Narodowej pułkownik Mykoła Urszałowicz stwierdził, że w zeszłym tygodniu siły ukraińskie posunęły się o 1,7 km w kierunku Melitopola, natomiast Rosjanie próbowali kontratakować, aby odzyskać utracony teren, jednak ich ataki były odpierane. Dowódca ukraińskiego zgrupowania Tauryda generał Ołeksandr Tarnawski powiedział, że „siły obronne systematycznie wypierają wroga ze swoich pozycji” oraz „przeprowadziły 1117 misji ogniowych”, w wyniku czego zniszczono „ponad kompanię” rosyjskich żołnierzy, dziewięć rosyjskich składów amunicji oraz 33 pojazdy i ciężki sprzęt.
Według SG Ukrainy siły rosyjskie atakowały w kierunkach Łymanu, Bachmutu, Awdijiwki, Marjinki i Szachtarska, gdzie miały miejsce ciężkie walki i odparto do 32 ataków. W kierunku łymańskim Rosjanie prowadzili nieudane ataki na zachód od Dibrowej i na wschód od Nowosadowej. W kierunku bachmuckim Ukraińcy odparli wszystkie ataki w rejonie Berchiwki. W kierunkach awdijiwskim, marjińskim i szachtarskim prowadzono bezskuteczne ataki w rejonie Perwomajskiego, Marjinki i Nowomychajliwki. W ciągu doby Rosjanie przeprowadzili jeden atak rakietowy, 50 nalotów i 43 ostrzały na pozycje ukraińskie i tereny zaludnione. Lotnictwo ukraińskie dokonało 13 nalotów na miejsca koncentracji i jeden na przeciwlotnicze systemy rakietowe, natomiast artyleria zniszczyła dziewięć jednostek. Rzecznik ukraińskiej Straży Granicznej Andrij Demczenko poinformował, że niemal wszyscy żołnierze rosyjscy opuścili terytorium Białorusi, choć w ostatnim czasie ok. 2 tys. żołnierzy ćwiczyło na białoruskich poligonach. Ukraiński portal mil.in.ua podał, że siły rosyjskie używały bomb FAB-250 i FAB-500 wyposażonych w systemy „Kometa-M”, uniemożliwiające ich wykrycie przez ukraińskie systemy walki radioelektronicznej.
Rosja przeprowadziła kolejny atak dronów na południową Ukrainę, który trwał od wieczora 13 lipca do 4:00 14 lipca. Armia ukraińska podała, że zestrzelono 16 z 17 dronów Shahed 136/131, lecących z kierunku południowego wschodniego; zniszczono także jeden dron rozpoznawczy i sześć dronów operacyjno-taktycznych. Ataki odnotowano w obwodach dniepropetrowskim, mikołajowskim, zaporoskim i chersońskim. Jedna osoba została ranna w Zaporożu, a druga w Krzywym Rogu, gdzie zniszczono budynek administracyjny i dwa domy prywatne. Gubernator obwodu briańskiego Aleksandr Bogomaz powiedział, że wieś Belaya Berozka została ostrzelana przez SZ Ukrainy. Według niego zginęła kobieta a trzy osoby zostały lekko ranne, oraz zapaliły się trzy budynki mieszkalne.
Naczelny dowódca armii ukraińskiej generał Wałerij Załużny w rozmowie z The Washington Post powiedział: „Dlaczego miałbym prosić kogoś o pozwolenie na to, co robić na terytorium wroga, aby uratować mój naród? Z jakiegoś powodu muszę myśleć, że nic mi tam nie wolno. Dlaczego? Bo Putin użyje broni jądrowej? Dzieciaków, które giną, to nie obchodzi. To możliwe i konieczne, by zabijać na jego terytorium podczas wojny. Jeśli nasi partnerzy boją się używania ich broni, będziemy zabijać własną. Ale tylko tak dużo, jak to konieczne”. Oznajmił także, że nie zrezygnuje z prób odzyskania Krymu, twierdząc: „Jak tylko będę miał ku temu środki, zrobię coś. Mam to gdzieś – nikt mnie nie powstrzyma”.
W opinii ISW Ukraińcy kontynuowali kontrofensywę na co najmniej trzech odcinkach linii frontu osiągnęli postępy w niektórych obszarach. Siły rosyjskie i ukraińskie kontynuowały ograniczone ataki wzdłuż linii Swatowe–Kreminna i linii Awdijiwka–Donieck. Wojska ukraińskie kontynuowały ataki i podobno zbliżały się do Bachmutu. Kontynuowały także kontrofensywę wzdłuż zachodniej granicy obwodu donieckiego i wschodniego obwodu zaporoskiego, osiągając ograniczone postępy, oraz w zachodnim obwodzie zaporoskim, posuwając się w tym kierunku. Ponadto rosyjskie władze okupacyjne kontynuowały konsolidację kontroli administracyjnej nad zajętymi terytoriami poprzez manipulowanie wymaganiami dotyczącymi pobytu i przymusową paszportyzację ludności.
Według OSW Rosjanie wyparli siły ukraińskie z kolejnych pozycji w masywie leśnym na południowy zachód od Kreminnej. Podeszli również pod miejscowość Torśke, przez którą przebiega prowadząca z Łymanu trasa zaopatrzenia broniących się w masywie jednostek ukraińskich. Wojska rosyjskie odnotowały także postępy na granicy obwodów ługańskiego i charkowskiego, zajmując częściowo Nowoseliwśke i wyprowadzając atak w kierunku Stelmachiwki. Niepowodzeniem zakończyły się ataki rosyjskie w kierunku rzeki Żerebeć na granicy obwodów donieckiego i ługańskiego. Nie przyniosły też zmian ukraińskie i rosyjskie ataki w rejonach Awdijiwki i Bachmutu; SG Ukrainy donosił o częściowym sukcesie na południowy zachód od drugiego z miast. Wojska ukraińskie odzyskały kontrolę nad tzw. zwierzyńcem na południowy wschód od Marjinki. Niepowodzeniem zakończyły się kolejne rosyjskie ataki w zachodniej części miasta oraz na południe od niego. Ukraińskie próby ataków na granicy obwodów zaporoskiego i donieckiego na południowy wschód od Wełykiej Nowosiłki oraz w obwodzie zaporoskim nie przyniosły rezultatów, mimo że SG armii ukraińskiej informował o „pewnym sukcesie” na południe od Orichiwa. Według części źródeł Rosjanie przeprowadzili udany atak w rejonie Hulajpola, podchodząc pod leżącą na wschód od niego miejscowość Czerwone. Według władz ukraińskich do Mariupola i w jego okolice trafiać kolejne jednostki rosyjskie, a łączna liczba zgromadzonych tam żołnierzy sięgnęła 35 tysięcy.
Szef Kancelarii Prezydenta Andrij Jermak stwierdził, że Waszyngton jest „bardzo blisko” podjęcia decyzji, czy dostarczyć Ukrainie pociski dalekiego zasięgu ATACMS. Dwa dni wcześniej prezydent Joe Biden potwierdził, że Stany Zjednoczone rozważały dostarczenie Ukrainie tych rakiet. Doradca prezydenta Korei Południowej powiedział, że jego kraj przeznaczy 52 miliardy dolarów na sfinansowanie projektów odbudowy na Ukrainie, w tym odbudowy infrastruktury wodnej dotkniętej zniszczeniem tamy Kachowka.
Agencja Bloomberg podała, że mimo tego, że kraje NATO podczas szczytu w Wilnie obiecały Ukrainie broń, to ich rezerwy były na wyczerpaniu, a baza przemysłowa zbyt uszczuplona, aby dokonać szybkich uzupełnień. Najtrudniejsza sytuacja miała miejsce w Europie. Z kolei USA miało poważne problemy, aby nadążyć z dostawami broni na Ukrainę, w wyniku czego musiało pożyczać lub kupować konwencjonalną amunicję artyleryjską w Korei Południowej. Zdaniem agencji przekazanie amunicji kasetowej wynikało z tego, że USA nie posiadało wiele innych rezerw, które mogło wysłać Ukrainie w trybie natychmiastowym. Zgodnie z artykułem Bloomberga Rosja i Ukraina osiągnęły niemal równorzędny poziom czołgów, przy czym Ukraina miała ok. „1500” aktywnych czołgów, podczas gdy Rosja miała ich „1400”. Zauważono jednak, że Rosja miała „niemal nieograniczone dostawy” starszych czołgów sowieckich, podczas gdy Ukraina polegała na zachodnich pojazdach, które zapewniały jej „przewagę jakościową”.
Białoruskie Ministerstwo Obrony poinformowało, że Grupa Wagnera rozpoczęła szkolenie żołnierzy w kraju i opublikowało nagranie pokazujące najemników Wagnera instruujących białoruskich żołnierzy na poligonie w pobliżu Osipowicz, ok. 90 km na południowy wschód od Mińska.

### 15 lipca
Sztab Ukrainy podał, że armia ukraińska kontynuowała ofensywę w kierunkach Melitopola i Berdiańska, okopując się na osiągniętych obszarach, prowadząc ogień artyleryjski do zidentyfikowanych celów rosyjskich i prowadząc ogień kontrbateryjny. Z kolei FR koncentrowała się na atakach w kierunkach Kupiańska, Łymanu, Bachmutu, Awdijiwki, Marjinki i Szachtarska, gdzie odparto do 39 ataków. W kierunku kupiańskim i łymańskim siły rosyjskie prowadziły nieudane ataki na południe od Nowoselewskiego i na wschód od Wesełego. W kierunku bachmuckim odparto wszystkie ataki na południowy zachód od Andrijiwki. W kierunkach awdijiwskim, marjińskim i szachtarskim prowadzono bezskuteczne ataki w okolicy Perwomajskiego, Marjinki i Nowomychajliwki. W ciągu 24h Rosja przeprowadziła jeden atak rakietowy, 40 nalotów i 46 ostrzałów na pozycje ukraińskie i tereny zaludnione. Lotnictwo Ukrainy dokonało dziewięciu nalotów na miejsca koncentracji, z kolei artyleria zniszczyła dwa składy amunicji, pięć jednostek artylerii, cztery rejony koncentracji, cztery stacje walki radioelektronicznej i dwa systemy przeciwlotnicze.
Dowódca zgrupowania Tauryda generał Ołeksandr Tarnawski powiedział, że ciągu ostatniej doby na froncie południowym Rosjanie atakowali ukraińskie pozycje 16 razy oraz przeprowadzili 536 ostrzałów. Z kolei ukraińska artyleria wykonała „1296 zadań ogniowych”, w wyniku czego zginęło ponad 200 żołnierzy oraz zniszczono sześć jednostek sprzętu i trzy magazyny amunicji. Dowództwo Operacyjne Północ armii ukraińskiej poinformowało, że za pomocą systemu HIMARS zniszczono system rakietowy S-400, stacjonujący pod Debalcewem; był on odpowiedzialny za atak na restaurację w Kramatorsku 27 czerwca br., w którym zginęło 13 osób. Ukraińska Straż Graniczna potwierdziła przybycie Grupy Wagnera na Białoruś. Według doniesień do kraju wjechał konwój ok. 60 pojazdów Wagnera.
W nocy nad obwodem mikołajowskim zestrzelono trzy drony Shahed-136/131. W godzinach popołudniowych Rosjanie uderzyli w Stepnohirśk za pomocą systemu przeciwlotniczego, w wyniku czego odnotowano siedem ofiar. Jedna osoba zginęła w wyniku rosyjskiego ostrzału w Kolodiazne w obwodzie charkowskim. Kolejna osoba zginęła w Chersoniu w eksplozji pocisku, który próbowano zdemontować w garażu.
The New York Times opublikował artykuł, według którego straty sprzętowe Ukrainy sięgały 20% na początku kontrofensywy w 2023 roku, co zmusiło Ukrainę do zmiany taktyki na uderzenia artyleryjskie i rakietowe na pozycje rosyjskie, zmniejszając tempo strat do szacunkowej średniej 10%. W ocenie ISW Ukraińcy prowadzili kontrofensywę na co najmniej trzech odcinkach frontu i prawdopodobnie osiągnęli ograniczone postępy. Siły rosyjskie przeprowadziły ataki i dokonały ograniczonych zdobyczy terytorialnych w pobliżu Swatowego oraz kontynuowały ograniczone ataki na linii Donieck–Awdijiwka. Z kolei wojska ukraińskie dokonały ograniczonych zdobyczy terytorialnych na południowej flance Bachmutu, podczas gdy rosyjskie źródła donosiły, że Rosjanie poczynili ograniczone postępy na północnej i południowej flance miasta. Ukraińcy kontynuowali kontrofensywę wzdłuż zachodniej granicy obwodu donieckiego i wschodniego obwodu zaporoskiego oraz w zachodnim obwodzie zaporoskim, robiąc niewielkie postępy.
Prezydent Korei Południowej Yoon Suk-yeol odwiedził Kijów. Udał się też do Buczy i Irpienia, gdzie spotkał się z prezydentem Zełenskim. Obiecał „sprzęt do rozminowywania i karetki pogotowia” oraz zapowiedział, że Korea Południowa przystąpi do funduszu powierniczego NATO dla Ukrainy.
Generał major Władimir Seliwerstow, dowódca rosyjskiej 106 Gwardyjskiej Dywizji Powietrznodesantowej, która brała udział w bitwie o Bachmut, został prawdopodobnie usunięty ze swojego stanowiska. Według doniesień mogło to być spowodowane tym, że narzekał na warunki swoich żołnierzy.

### 16 lipca
Rzecznik armii ukraińskiej Walerij Szerszeń powiedział, że Ukraińcy posunęli się o ponad 1 km w kierunku Berdiańska, „prowadząc rozpoznanie z powietrza, rozminowując teren, atakując wroga ogniem artyleryjskim i wdrażając środki kontrbateryjne”. Armia rosyjska stawiała silny opór, ale siły ukraińskie „konsolidowały swoje pozycje na zdobytych obszarach”. Sytuacja na kierunku Melitopola pozostała bez zmian. Wiceminister obrony Hanna Malar stwierdziła, że „sytuacja nieco się pogorszyła” na froncie wschodnim, gdzie od dwóch dni Rosjanie posuwali się w kierunku Kupiańska, a siły ukraińskie pozostawały w defensywie. W kierunku Bachmutu Ukraińcy stopniowo posuwali się naprzód, głównie na flance południowej, z kolei na północy miasta starali się utrzymać zajęte pozycje. Na kierunkach Awdijiwki i Marjinki trwały zacięte walki. Rzecznik Wschodniego Zgrupowania Serhij Czerewaty poinformował, że Rosjanie „ściągają lepsze oddziały do Bachmutu, silniej się okopują, ewidentnie pokazując, że chcą za wszelką cenę utrzymać miasto, tak jak wcześniej bezmyślnie próbowali je przejąć wszelkimi siłami”. Zapewnił także, że na kierunku bachmuckim siły ukraińskie napierały na przeciwnika, a inicjatywa pozostawała po stronie ukraińskiej.
Według SG Ukrainy siły ukraińskie kontynuowały ofensywę w kierunkach Melitopola i Berdiańska, okopując się na osiągniętych obszarach i prowadząc ogień kontrbateryjny. Rosja koncentrowała się na atakach w kierunkach Kupiańska, Łymanu, Bachmutu, Marjinki i Szachtarska, gdzie odparto do 28 ataków. W kierunku kupiańskim i łymańskim armia rosyjska prowadziła nieudane ataki na południe od Masiutiwki i na wschód od Wesełego. W kierunku bachmuckim odparto wszystkie ataki w rejonie Orichovo-Wasyliwka, Hryhorivka i Iwaniwskiego; Rosjanie próbowali także odbić utraconą pozycję na północny zachód od Kurdiumiwki, lecz bez powodzenia. W kierunkach marjińskim i szachtarskim prowadzono bezskuteczne ataki w pobliżu Marjinki i Staromajorśkiego. W ciągu doby Rosja przeprowadziła 11 ataków rakietowych, 49 nalotów i 48 ostrzałów na pozycje ukraińskie i tereny zaludnione (odnotowano rannych wśród cywilów i zniszczoną infrastrukturę). Lotnictwo ukraińskie dokonało 15 nalotów na miejsca koncentracji i jeden przeciwlotniczy kompleks rakietowy, natomiast artyleria ostrzelała rejon koncentracji, 20 jednostek artylerii, dwa systemy przeciwlotnicze i dwie stacje walki radioelektronicznej. Doradca ukraińskiego ministra spraw wewnętrznych Anton Heraszczenko podał, że w obwodzie zaporoskim zginęło dwóch oficerów rosyjskich, w tym generał Maksym Charlamow, dowódca 96. Samodzielnej Brygady Rozpoznawczej, który zginął 4 czerwca br., oraz podpułkownik Aleksandr Gorin, były dowódca batalionu piechoty morskiej, który zginął w ataku na kwaterę główną w Bierdiańsku.
Około 1:30 w nocy z terytorium obwodu biełgorodzkiego został przeprowadzony atak rakietowy za pomocą systemu S-300. Cztery rakiety dotarły do Charkowa, dwie eksplodowały w powietrzu, a pozostałe dwie uderzyły w ziemię na stadionie i w nawierzchnię drogi w rejonie szewczenkowskim. W wyniku ataku jedna osoba zginęła, a trzy zostały ranne. Kolejna osoba zginęła w bombardowaniu lotniczym Żmijiwki w obwodzie chersońskim. Eksplozje odnotowano w miastach całej okupowanej przez Rosję Ukrainy, w tym w Ługańsku, Berdiańsku i Mariupolu. Gubernator Sewastopola Michaił Razwożajew stwierdził, że rosyjska obrona przeciwlotnicza zestrzeliła nad miastem kilkanaście ukraińskich dronów. Ministerstwo Obrony Rosji poinformowało także, że w północnej części Morza Czarnego zniszczono „dwie łodzie bezzałogowe”. Gubernator obwodu biełgorodzkiego Wiaczesław Gładkow powiedział, że ukraińskie wojsko ostrzelało Szebiekino, w wyniku czego zginęła jedna osoba.
Według The Washington Post rosyjskie pola minowe to największa przeszkoda dla ukraińskiej kontrofensywy. Dodatkowo, aby nie tracić systemów przeciwminowych, ukraińscy saperzy usuwali ładunki ręcznie, co znacząco spowalniało operację. Rosjanie gęsto zaminowali terytoria przed swoimi umocnieniami na wschodzie i południu Ukrainy. W odległości 5–16 km przed głównymi umocnieniami rozłożono miny przeciwpancerne, przeciwpiechotne i pułapki. Brytyjskie MON podało, że Rosjanie zmagali się z coraz słabszymi możliwościami kontrbateryjnymi z powodu braku sprzętu. Przetrwanie sił rosyjskich lądowych opierało się na wykrywaniu ukraińskiej artylerii i atakowaniu jej. Według Ministerstwa Rosja borykała się niedoborem radarów przeciwbateryjnych, głównie Zoopark-1.
Według ISW kryzys w rosyjskim łańcuchu dowodzenia i związane z nim skutki moralne prawdopodobnie obniżą rosyjskie zdolności do prowadzenia taktycznych operacji ofensywnych, które są kluczowe dla rosyjskiej elastycznej obrony na południu Ukrainy. Siły ukraińskie przeprowadziły operacje kontrofensywne na co najmniej trzech odcinkach frontu i zrobiły ograniczone postępy. Ukraińcy kontynuowali kontrofensywę w pobliżu Bachmutu i podobno posuwali się naprzód; źródła rosyjskie i ukraińskie potwierdziły, że część sił czeczeńskich została rozmieszczona w rejonie miasta. Siły ukraińskie kontynuowały kontrofensywę wzdłuż zachodniej granicy obwodu donieckiego i wschodniego obwodu zaporoskiego oraz w zachodnim obwodzie zaporoskim. Atakowały także rosyjskie tyły w obwodzie ługańskim. Z kolei Rosjanie prowadzili ataki na linii Kupiańsk–Swatowe oraz kontynuowali ataki w pobliżu Kreminnej ii na linii Awdijiwka–Donieck. Źródła rosyjskie donosiły, że Ukraińcy nadal działali na wschodnim brzegu obwodu chersońskiego w pobliżu mostu Antonowskiego, jednak nie odnotowano żadnych rosyjskich ani ukraińskich postępów w tym obszarze.
Doradca ds. bezpieczeństwa narodowego USA Jake Sullivan powiedział, że prezydent Stanów Zjednoczonych Joe Biden zezwolił krajom europejskim na rozpoczęcie szkolenia ukraińskich pilotów na myśliwcach F-16.
Ostatni statek ze zbożem wypłynął z Odessy w ramach przedłużonej Inicjatywy Zbożowej Morza Czarnego, która wygasła 17 lipca tego roku.

### 17 lipca

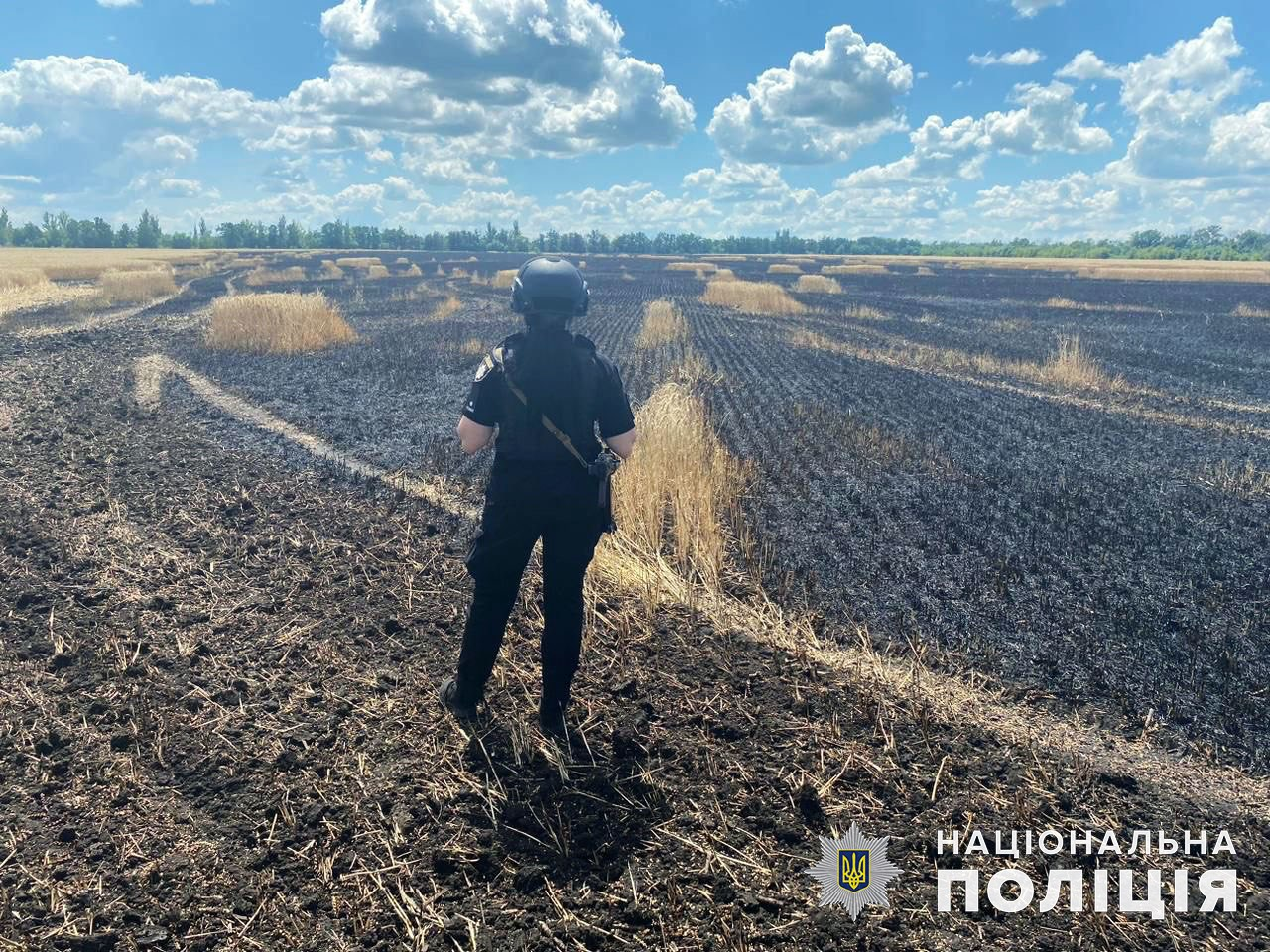
Pole pszenicy w pobliżu wsi Illiniwka w obwodzie donieckim po rosyjskim ostrzale. Służby stwierdziły, że zostało zniszczone 12 ha pszenicy.

Według rzecznika Wschodniego Zgrupowania Serhija Czerewatego armia rosyjska skoncentrowała na kierunku Łyman–Kupiańsk „ponad 100 000 ludzi, 900 czołgów, 555 dział artyleryjskich i 370 wieloprowadnicowych wyrzutni rakiet”, w tym najlepsze brygady strzelców zmotoryzowanych, jednostki powietrznodesantowe, rezerwistów BARS, oddziały byłych więźniów „Sztorm Z” i inne formacje. Dowódca sił lądowych generał Ołeksandr Syrski stwierdził, że siły rosyjskie były w trakcie ofensywy w rejonie Kupiańska, próbując przebić się przez obronę ukraińską w pobliżu miasta. Według Syrskiego, który odwiedził front, rosyjskie posiłki zostały również rozmieszczone wokół Bachmutu, aby spróbować powstrzymać Ukraińców przed natarciem. Gubernator obwodu charkowskiego Ołeh Syniehubow powiedział, że: „Na kierunku Kupiańska trwały walki. Wróg prowadził aktywne działania szturmowe. To nie były małe grupy dywersyjno-zwiadowcze, a rzeczywiste działania szturmowe. Nasi żołnierze pozostawali na swoich pozycjach”. Wiceminister obrony Hanna Malar poinformowała, że podczas kontrofensywy w ubiegłym tygodniu wyzwolono 18 km² terytorium na wschodzie i południu Ukrainy, zwiększając łączną powierzchnię odzyskanego obszaru do 210 km².
Sztab Ukrainy poinformował, że kontynuowano ofensywę w kierunkach Melitopola i Berdiańska, okopując się na osiągniętych obszarach i prowadząc ogień kontrbateryjny. Rosja atakowała w kierunkach Kupiańska, Łymanu, Bachmutu, Awdijiwki i Marjinki, gdzie odparto do 36 ataków. W kierunku kupiańskim i łymańskim siły rosyjskie prowadziły bezskuteczne ataki w pobliżu Łyman Perszyj, na zachód od Dibrowej i na wschód od Wesełego. W kierunku bachmuckim odparto wszystkie ataki w rejonie Orichovo-Wasyliwka, Bohdaniwki i Iwaniwskiego. W kierunkach marjińskim i awdijiwskim prowadzono nieudane ataki w pobliżu Marjinki, Krasnohoriwki i Awdijiwki. W ciągu 24h Rosjanie przeprowadzili pięć ataków rakietowych za pomocą systemu S-300, ponad 40 nalotów i ok. 60 ostrzałów na pozycje ukraińskie i tereny zaludnione (odnotowano zabitych i rannych wśród cywilów i zniszczoną infrastrukturę). Ukraińskie lotnictwo dokonało 11 nalotów na miejsca koncentracji; artyleria uderzyła w rejon koncentracji, wyrzutnię TOS-1 Sołncepiok, 27 jednostek artylerii, magazyn amunicji i stację walki radioelektronicznej. Co najmniej sześć osób zginęło, a 26 zostało rannych w oddzielnych rosyjskich atakach w obwodach donieckim, sumskim i zaporoskim. Około 1:00 zaatakowano obwód dniepropetrowski dwoma dronami Shahed 136, z których oba zostały zestrzelone przez obronę przeciwlotniczą.
W nocy Most Krymski ponownie został uszkodzony; według rosyjskich informacji o 3:05 miały miejsce dwie eksplozje. Wysadzona została część samochodowa mostu, w wyniku czego jedno z przęseł zostało poważnie uszkodzone. W rezultacie zapadła się jezdnia w jednym kierunku i została uszkodzona w drugim. Dwie osoby zginęły (małżeństwo z obwodu biegorodzkiego), a ich córka została ranna. Władze rosyjskie najpierw mówiły o „awarii” przy filarze 145, później Rosyjski Komitet Antyterrorystyczny stwierdził, że Ukraina użyła dwóch łodzi bezzałogowych na bazie skuterów wodnych do ataku na most. Most został zamknięty dla ruchu samochodowego, a most kolejowy tylko na krótko do rana. Rosyjscy urzędnicy spodziewali się, że naprawy potrwają do września. Niemniej jednak most został ponownie otwarty dla ruchu następnego dnia, choć czynny był tylko jeden pas. Atak został prawdopodobnie przeprowadzony przez Służbę Bezpieczeństwa Ukrainy (SBU) i Marynarkę Wojenną.
W opinii ISW atak na Most Krymski prawdopodobnie będzie miał znaczący i trwały wpływ na rosyjską logistykę, ponieważ ruch turystyczny na okupowany Krym blokuje rosyjską logistykę na południową Ukrainę. Ukraińcy kontynuowali kontrofensywę na co najmniej trzech odcinkach frontu na tle wzmożonych rosyjskich ataków wzdłuż granicy obwodu charkowskiego i ługańskiego. Siły rosyjskie prowadziły ataki wzdłuż linii Kupiańsk–Swatowe i prawdopodobnie osiągnęły marginalne postępy taktyczne. Rosjanie kontynuowali ograniczone ataki na południowy zachód i południe od Kreminnej, wokół Bachmutu i wzdłuż linii Awdijiwka–Donieck, oraz ograniczone kontrataki w zachodnim obwodzie donieckim. Siły ukraińskie kontynuowały działania kontrofensywne w rejonie Bachmutu i zbliżyły się do granicy administracyjnej obwodu donieckiego i zaporoskiego. Źródła rosyjskie stwierdziły, że Ukraińcy kontynuowały nieudane ataki w rejonie Orichiwa w zachodnim obwodzie zaporoskim.
Brytyjskie MON podało, że w ostatnich tygodniach siły ukraińskie i rosyjskie poczyniły niewielkie postępy w różnych obszarach. Na północnym wschodzie Rosjanie próbowali przedrzeć się przez lasy na zachód od Kreminnej. Ukraina nadal angażowała się wokół kontrolowanego przez Rosję Bachmutu. W obwodzie donieckim, głównie w okolicach Awdijiwki, siły rosyjskie kontynuowały próby lokalnych ataków, z niewielkim powodzeniem. Na południu Ukraina kontynuowała ataki na co najmniej dwóch odcinkach, ale mało prawdopodobne, aby przedarła się w przez główne rosyjskie linie obronne. Na tym obszarze Rosjanie prawdopodobnie wprowadzili racjonowanie pocisków dla artylerii, próbując zachować zdolność do prowadzenia ognia pośredniego. W obwodzie chersońskim Ukraińcy utrzymywali mały przyczółek na lewym brzegu Dniepru w pobliżu mostu Antonowskiego.
W ostatnim dniu Inicjatywy Zbożowej Morza Czarnego Rosja oświadczyła, że nie zostanie ona przedłużona. Potwierdził to również Rzecznik Kremla Dmitrij Pieskow, który zapowiedział zawieszenie „porozumienia zbożowego”. Rosja zapowiedziała również wycofanie gwarancji bezpieczeństwa dla żeglugi w ramach Inicjatywy Zbożowej.

### 18 lipca
Agencja TASS podała, że siły rosyjskie posunęły się o 2 km w kierunku Kupiańska, czemu zaprzeczył ukraiński generał pułkownik Ołeksandr Syrski. Rzecznik Wschodniego Zgrupowania Serhij Czerewaty podał, że Rosja intensywnie atakowała na odcinku kupiańsko-łymańskim, gdzie zgromadziła potężne siły. Według eksperta wojskowego Iwana Stupaka atak na tym kierunku miał na celu przeciwdziałanie ukraińskiej ofensywnie i odciążenie Rosjan na południu Ukrainy.
Ukraiński SG poinformował, że kontynuowano ofensywę w kierunkach Melitopola i Berdiańska, okopując się na osiągniętych obszarach, przeprowadzając ataki artyleryjskie i prowadząc ogień kontrbateryjny. Rosja atakowała w kierunkach Bachmutu, Awdijiwki i Szachtarska, gdzie odparto ponad 20 ataków. W kierunku bachmuckim odparto ataki rosyjskie w rejonie Bohdaniwki. W kierunkach marjińskim i szachtarskim prowadzono bezskuteczne ataki w pobliżu Marjinki, Krasnohoriwki, Riwnopila i Nowodariwki. Ukraińskie lotnictwo dokonało 12 nalotów na miejsca koncentracji i trzy na przeciwlotnicze systemy rakietowe, z kolei artyleria zaatakowała punkt kontrolny, system przeciwlotniczy, 16 jednostek artylerii, trzy magazyny amunicji i trzy stacje walki radioelektronicznej. Ponadto Rosjanie nadal rabowali ludność cywilną, przywłaszczając sobie zbiory zboża obywateli Ukrainy, m.in. w Skadowsku siły rosyjskie zintensyfikowały od 10 lipca wykorzystanie portu do eksportu tegorocznego zboża do swoich portów.
W godzinach nocnych Rosja przeprowadziła falę ataków powietrznych na południową Ukrainę przy użyciu dronów i rakiet. Ukraińskie Siły Powietrzne poinformowały, że zestrzelono 31 z 36 dronów Shahed 136 i jeden dron rozpoznawczy w obwodzie odeskim i mikołajowskim oraz wszystkie sześć pocisków Kalibr, z których większość została przechwycona nad obwodem odeskim. Jeden atak doprowadził do pożaru obiektu przemysłowego w Mikołajowie, podczas gdy kolejny atak na Odessę ranił jedną osobę, a szczątki zestrzelonych pocisków i fala uderzeniowa uszkodziły obiekty infrastruktury portowej i kilka prywatnych domów. Rzecznik Kremla Dmitrij Pieskow powiedział, ataki były odwetem za atak na Most Krymski, który miał miejsce dzień wcześniej. Jedna osoba zginęła i jedna została ranna w wyniku rosyjskiego ostrzału Dworicznej. Rosyjskie Ministerstwo Obrony podało, że zestrzelono 28 dronów ukraińskich nad wschodnią częścią Krymu. Według doniesień 17 dronów zostało zniszczonych, a 11 zostało przechwyconych za pomocą walka elektronicznej. Nie odnotowano ofiar ani zniszczeń.
W ocenie ISW na kierunku zaporoskim kilka rosyjskich grup szturmowych poddało się siłom ukraińskim, co może być wynikiem stałych problemów z logistyką wojsk rosyjskich na tym odcinku; „Utrzymujące się problemy z rosyjską logistyką i operacjami na południu Ukrainy mogły przyczynić się do niezdolności czy niechęci tych sił do walki i domniemanym poddaniu się”. Rosyjscy blogerzy wojenni donosili, że równocześnie poddało się kilka grup wielkości co najwyżej plutonu. Siły ukraińskie przeprowadziły kontrofensywę na co najmniej trzech odcinkach linii frontu na tle wzmożonych rosyjskich ataków (odnotowano taktyczne zdobycze) wzdłuż granicy obwodu charkowskiego i ługańskiego. Tymczasem Rosjanie kontynuowali ataki wzdłuż linii Kupiańsk–Swatowe, na południowy zachód od Kreminnej oraz w rejonie Bachmutu i linii Awdijiwka–Donieck; osiągnęli ograniczone zdobycze terytorialne we wszystkich sektorach.
Siły ukraińskie kontynuowały kontrofensywę wokół Bachmutu i posuwały się na północ od miasta. Przeprowadziły także ataki w zachodnim obwodzie donieckim oraz wschodnim i zachodnim obwodzie zaporoskim, robiąc ograniczone postępy. Wojska rosyjskie przeprowadziły ograniczone ataki w zachodnim obwodzie donieckim i wschodnim obwodzie zaporoskim. Brytyjskie MON poinformowało, że od początku lipca br. prawdopodobnie doszło do nasilenia walk w dolnym biegu Dniepru. Oprócz ciężkich walk na wschodnim brzegu wokół małego ukraińskiego przyczółku w pobliżu mostu Antonowskiego, jednostki rosyjskie i ukraińskie walczyły także o wyspy w delcie Dniepru. Obie strony używały małych i szybkich łodzi, a Ukraina z powodzeniem wykorzystywała drony do taktycznego ataku w jedną stronę, aby zniszczyć niektóre z łodzi rosyjskich.
Według OSW w dniach 14–18 lipca sytuacja na froncie nie uległa większym zmianom. Ciężkie walki trwały na kilku odcinkach, bez wpływu na położenie obu stron. Na południu Ukraińcy przebijali się przez rosyjskie pola minowe w okolicach Robotyne, gdzie osiągnęli pierwszą linię obrony. Siły ukraińskie atakowały także w rejonie Wełykiej Nowosiłki, gdzie najcięższe walki toczyły się o Pryjutne i Staromajorśke. Ciężkie walki trwały pod Bachmutem, przy czym Rosjanie na kluczowych kierunkach (okolice Berchiwki oraz Kurdiumiwki, Andrijiwki i Kliszczijiwki) zaangażowali swoje odwody, przede wszystkim z wojsk powietrznodesantowych. Ich kontrataki jak dotąd skutecznie hamowały ataki ukraińskie. Rosjanie utrzymywali inicjatywę na granicy obwodów charkowskiego, ługańskiego i donieckiego. W ostatnich dniach Rosjanie atakowali w okolicach Masiutiwki, Łyman Perszyj, Nowoseliwśkego, Karmazyniwki, Nowowodiane, Płoszczanki i Torśkego oraz w masywie leśnym nad Dońcem. Na kilku odcinkach oddziały rosyjskie odniosły niewielkie sukcesy, spychając Ukraińców w kierunku zachodnim. Odnotowano także zdobycie przez Rosjan niewielkiego przyczółku na zachodnim brzegu rzeki Żerebeć pod Karmazyniwką. Walki na froncie od Kupiańska do Dońca były ciężkie i prawdopodobnie wojska ukraińskie zostały zmuszone do skierowania tam swoich rezerw.
Odbyło się 14. spotkanie Grupy Kontaktowej ds. Obrony Ukrainy w formacie Ramstein. Sekretarz obrony USA Lloyd Austin, otwierając spotkanie, powiedział, że sojusznicy nie spoczną, dopóki Ukraina nie otrzyma potrzebnej jej broni i amunicji. Ministrowie obrony krajów Beneluksu ogłosili nowy wspólny pakiet pomocy wojskowej dla Ukrainy w postaci transporterów opancerzonych M113, które będą kupowane od przedsiębiorstw i naprawiane wspólnym wysiłkiem. Wraz z nimi Ukraina otrzyma części zamienne. Dowódca Wschodniego Zgrupowania generał Ołeksandr Syrski powiedział, że amerykańska amunicja kasetowa jest już na Ukrainie i zostanie użyta w najbliższych dniach.
Na Białoruś przybyła czwarta kolumna Grupy Wagnera, która rozciągała się na prawie 5 km. Kolumna posuwała się w kierunku Osipowicz i obozu we wsi Cel wzdłuż autostrady M5 z Bobrujska.

### 19 lipca

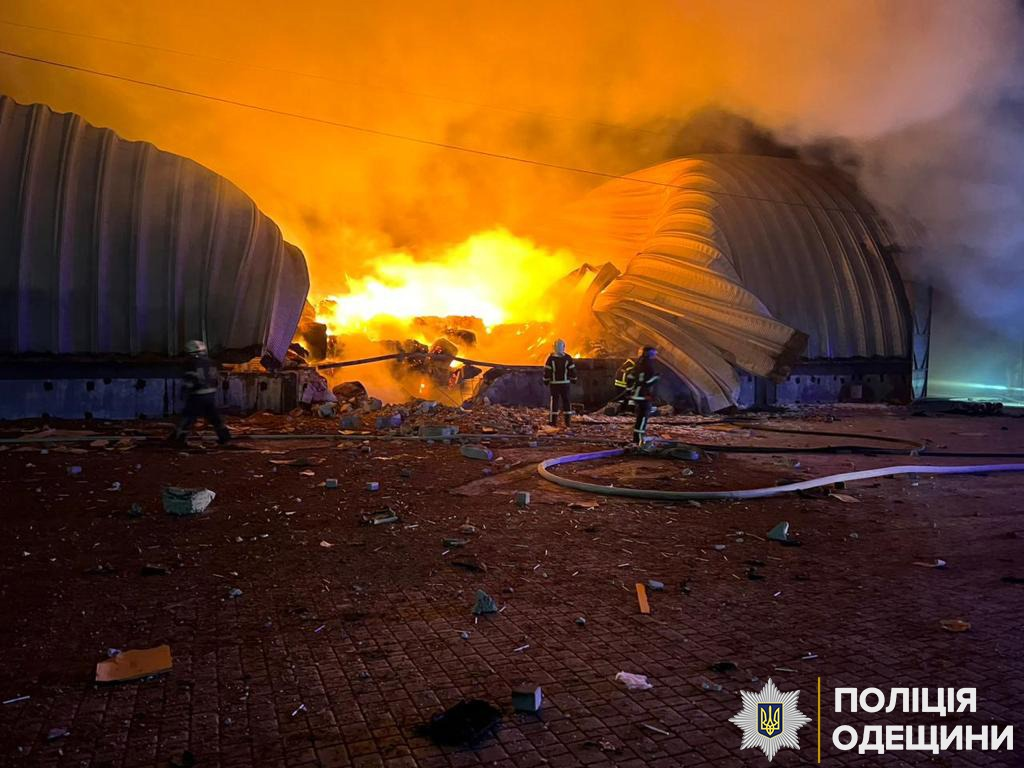
Zniszczenia w obwodzie odeskim po nocnym ataku rosyjskich dronów i rakiet.

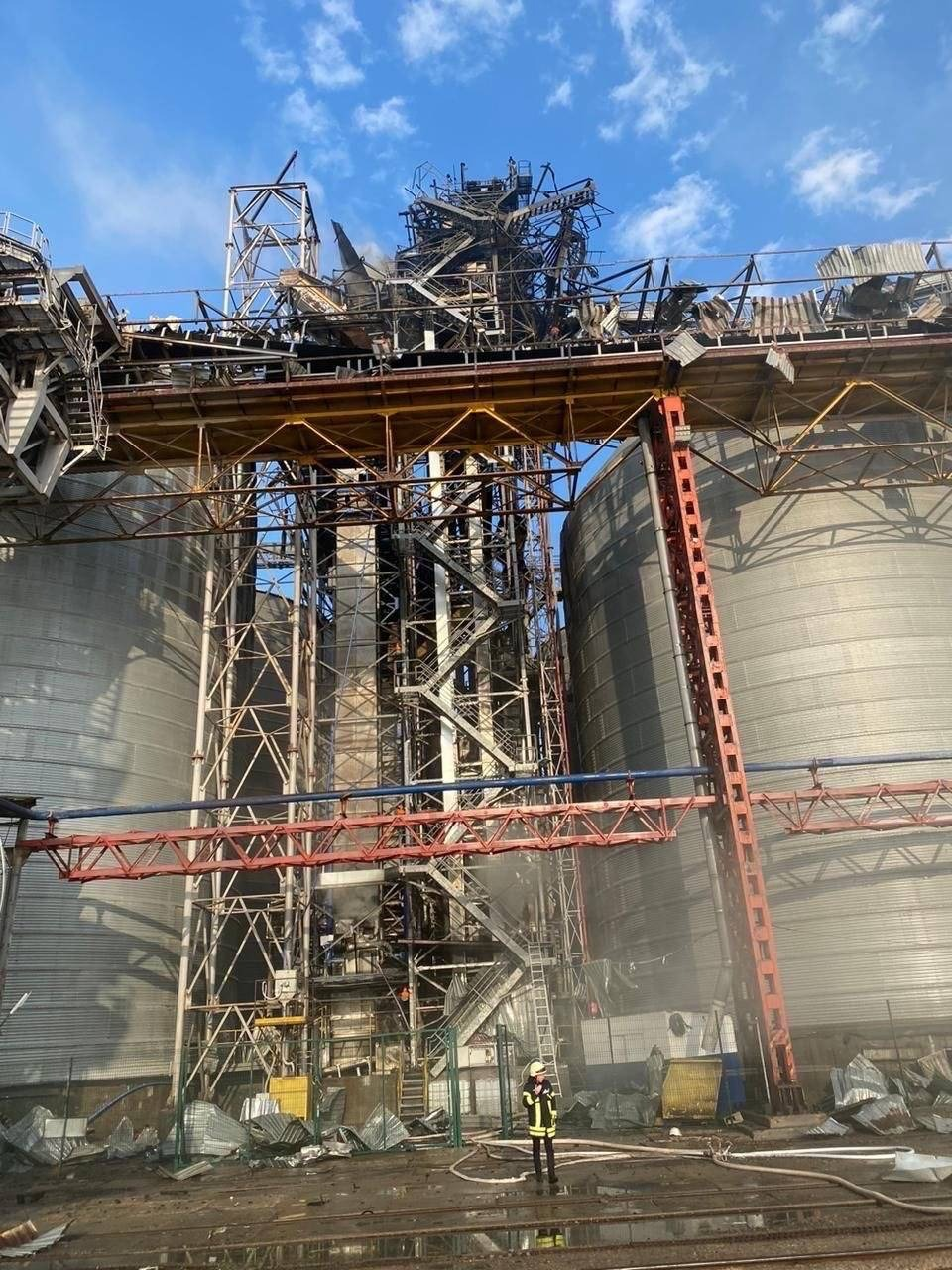
Infrastruktura portowa w obwodzie odeskim po rosyjskim ataku rakietowym i dronów.

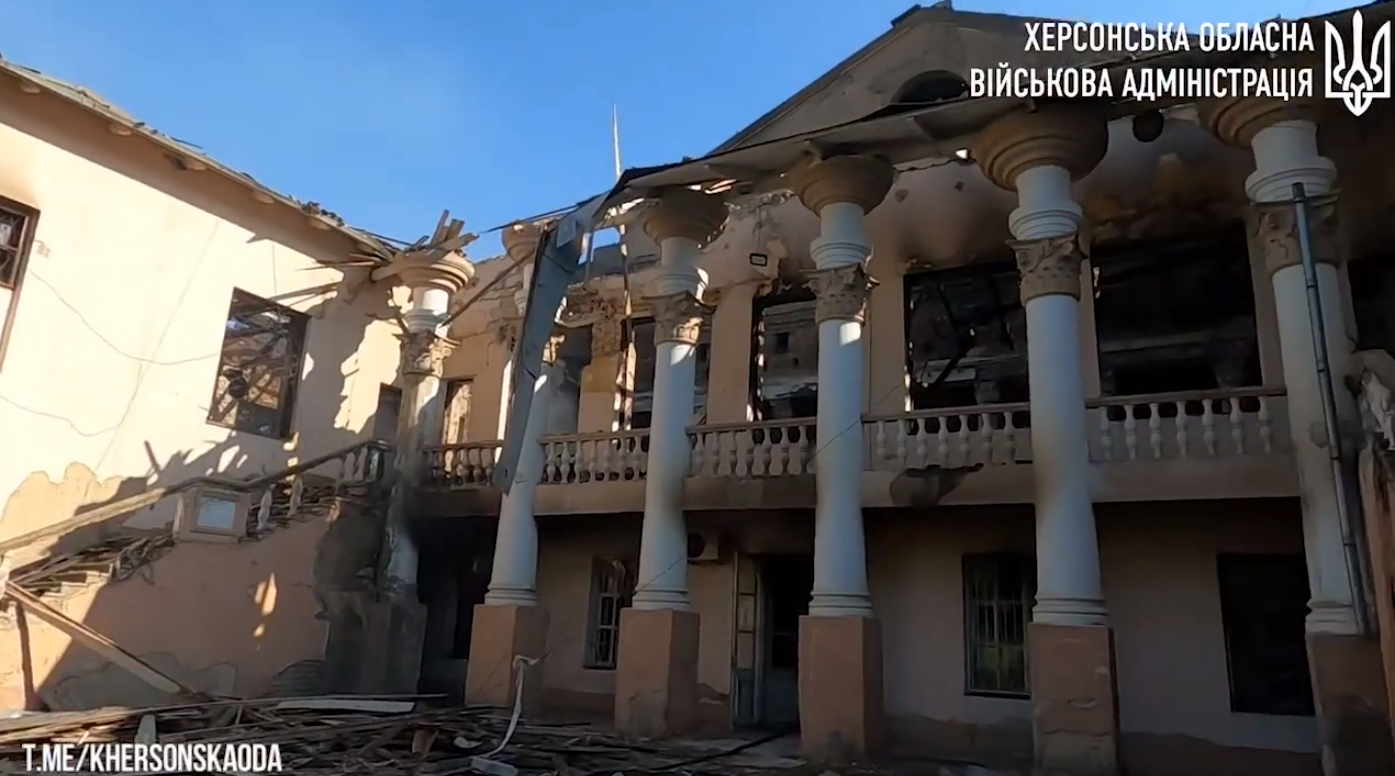
Pałac Kultury Nafciarzy w Chersoniu po nocnym rosyjskim ataku dronów.

Ukraińskie wojsko stwierdziło, że wyparło siły rosyjskie z pozycji w pobliżu wsi Orichowo-Wasyliwka, na północny zachód od Bachmutu. Rzecznik SG Ukrainy Andrij Kowalow poinformował, że Ukraińcy odnieśli sukcesy na froncie południowym, na dwóch kierunkach: Wełyka Nowosiłka–Staromajorśke oraz Nowosiłka–Staromajorśke (miejscowości w obwodzie donieckim przy granicy z obwodem zaporoskim), gdzie „umacniali się na zdobytych rubieżach”. Rzecznik wojsk ukraińskich na południu Walerij Szerszeń, powiedział, że ukraińscy żołnierze posunęli się naprzód na 1 km odcinku frontu i zajęli kluczowe wzniesienia we wsi Staromajorśke. Rosjanie próbowali zapobiec upadkowi innych umocnień na tym odcinku, wykorzystując drony kamikadze i sprowadzając rezerwy, ale ukraińskie jednostki nadal utrzymywały swoje pozycje. Szerszeń podkreślił, że Staromajorśke jest kluczowym punktem na tym odcinku frontu, ponieważ znajduje się na wzniesieniu i pozwala na utrzymanie nizin wokół niego pod kontrolą ognia.
Jednocześnie Siły Zbrojne Ukrainy kontynuują operację ofensywną na kierunku Melitopol i Berdiańsk, okopują się na osiągniętych granicach i prowadzą kontrbaterie.
Sztab Ukrainy podał, że kontynuowano ofensywę w kierunkach Melitopola i Berdiańska, okopując się na osiągniętych obszarach i prowadząc ogień kontrbateryjny. Siły rosyjskie atakowały w kierunkach Bachmutu, Awdijiwki, Marjinki i Szachtarska, gdzie odparto do 30 ataków. W kierunku bachmuckim odparto ataki rosyjskie w pobliżu Bohdaniwki. W kierunkach awdijiwskim, marjińskim i szachtarskim prowadzono nieudane ataki w pobliżu Newelskiego, Marjinki, Krasnohoriwki, Nowomychajliwki i Błahodatnego. Rosjanie przeprowadzili 78 nalotów i 69 ostrzałów na pozycje ukraińskie i tereny zaludnione. Lotnictwo Ukrainy dokonało siedmiu nalotów na miejsca koncentracji, natomiast artyleria uderzyła w cztery rejony koncentracji, magazyn amunicji, 11 jednostek artylerii, dwa systemy przeciwlotnicze i stację walki radioelektronicznej.
Rosja przeprowadziła drugi z rzędu zmasowany atak lotniczy na Odessę i Kijów przy użyciu dronów i rakiet. W Odessie 12 osób zostało rannych. Siły Powietrzne Ukrainy podały, że zestrzelono 23 z 32 dronów Shahed 136/131 oraz 14 rakiet, w tym 13 pocisków Kalibr wystrzelonych ze statku „Inguszetia” i fregaty „Admirał Essen” z Morza Czarnego i jeden kierowany pocisk lotniczy Ch-59. Rosjanie wystrzelili także sześć pocisków manewrujących Oniks z przybrzeżnego kompleksu rakietowego „Bastion” na Krymie i osiem pocisków manewrujących Ch-22 z samolotów Tu-22M3. Prezydent Zełenski i inni urzędnicy powiedzieli, że naloty w Odessie wymierzone były w infrastrukturę do eksportu zboża. Według armii ukraińskiej pociski Oniks i Ch-22 uderzyły w infrastrukturę krytyczną i portową Odessy i Czarnomorska. Odnotowano trafienia w terminale zbożowe i naftowe, uszkodzone zostały zbiorniki i sprzęt załadunkowy. W Odessie zapalił się także magazyn amunicji; według lokalnych władz był to magazyn fajerwerków. Przewodniczący obwodowej administracji Oleg Kiper powiedział, że przyczyną pożaru było trafienie rakietą. Według sił ukraińskich był to wynik zestrzelenia pocisku Ch-59. Ukraiński minister polityki rolnej i żywności Mykoła Solski poinformował, że ataki na port w Czarnomorsku zniszczyły lub uczyniły 60 tysięcy ton zboża bezużytecznymi. Ponadto pięć osób zginęło, a 38 zostało rannych w rosyjskich atakach w obwodach donieckim, charkowskim, mikołajowskim, odeskim i zaporoskim.
Na Krymie miały miejsce eksplozje w Sewastopolu. Gubernator Siergiej Aksionow podał, że eksplozje odnotowano także na poligonie wojskowym Krynyczky w pobliżu Starego Krymu w rejonie kirowskim, w wyniku czego ogłoszono tymczasową ewakuację ponad 2000 mieszkańców czterech wiosek, znajdujących się w bezpośrednim sąsiedztwie trafionego dużego składu amunicji. Zamknięto również pobliską autostradę Tavrida. Niepotwierdzone doniesienia mówiły, że wybuchy były spowodowane przez trzy ukraińskie naloty.
Według ISW Ukraińcy przeprowadzili operacje kontrofensywne na co najmniej trzech odcinkach frontu i osiągnęli na tych obszarach zdobycze terytorialne. Siły ukraińskie kontynuowały ataki w rejonie Kupiańska, w pobliżu Kreminnej, w rejonie Bachmutu i wzdłuż linii Awdijiwka–Donieck oraz zrobiły postępy w pobliżu Bachmutu. Kontynuowały także kontrofensywę w zachodnim obwodzie donieckim oraz wschodnim i zachodnim obwodzie zaporoskim, robiąc postępy w obu sektorach. Z kolei Rosjanie kontynuowali ataki wzdłuż linii Kupiańsk–Swatowe–Kreminna, w rejonie Bachmutu, wzdłuż linii Awdijiwka–Donieck oraz w zachodnim obwodzie donieckim i wschodnim obwodzie zaporoskim, osiągając ograniczone postępy na niektórych odcinkach frontu.
Stany Zjednoczone ogłosiły kolejny pakiet pomocy wojskowej dla Ukrainy o wartości 1,3 miliarda dolarów, który obejmował także m.in. cztery systemy ziemia-powietrze NASAMS, pociski artyleryjskie 152 mm, drony Phoenix Ghost i Switchblade, precyzyjną amunicję powietrzną, sprzęt do usuwania min, 165 pojazdów do holowania i transportu sprzętu, 150 cystern z paliwem i 50 pojazdów do odzyskania sprzętu. Doradca prezydenta Ukrainy oszacował, że do skutecznej kontrofensywy siły ukraińskie będą potrzebowały 60–80 myśliwców F-16 i 200–300 innych pojazdów opancerzonych.
Rosyjskie Ministerstwo Obrony poinformowało, że po wygaśnięciu umowy zbożowej 20 lipca br. rosyjskie wojska sklasyfikowały statki towarowe obsługujące ukraińskie porty na niektórych obszarach Morza Czarnego jako potencjalnie wrogie. Od północy 21 lipca statki będą klasyfikowane jako „potencjalni przewoźnicy ładunków wojskowych”. W odpowiedzi Ministerstwo Obrony Ukrainy zagroziło atakami na statki towarowe obsługujące rosyjskie i okupowane porty na Morzu Czarnym.

### 20 lipca

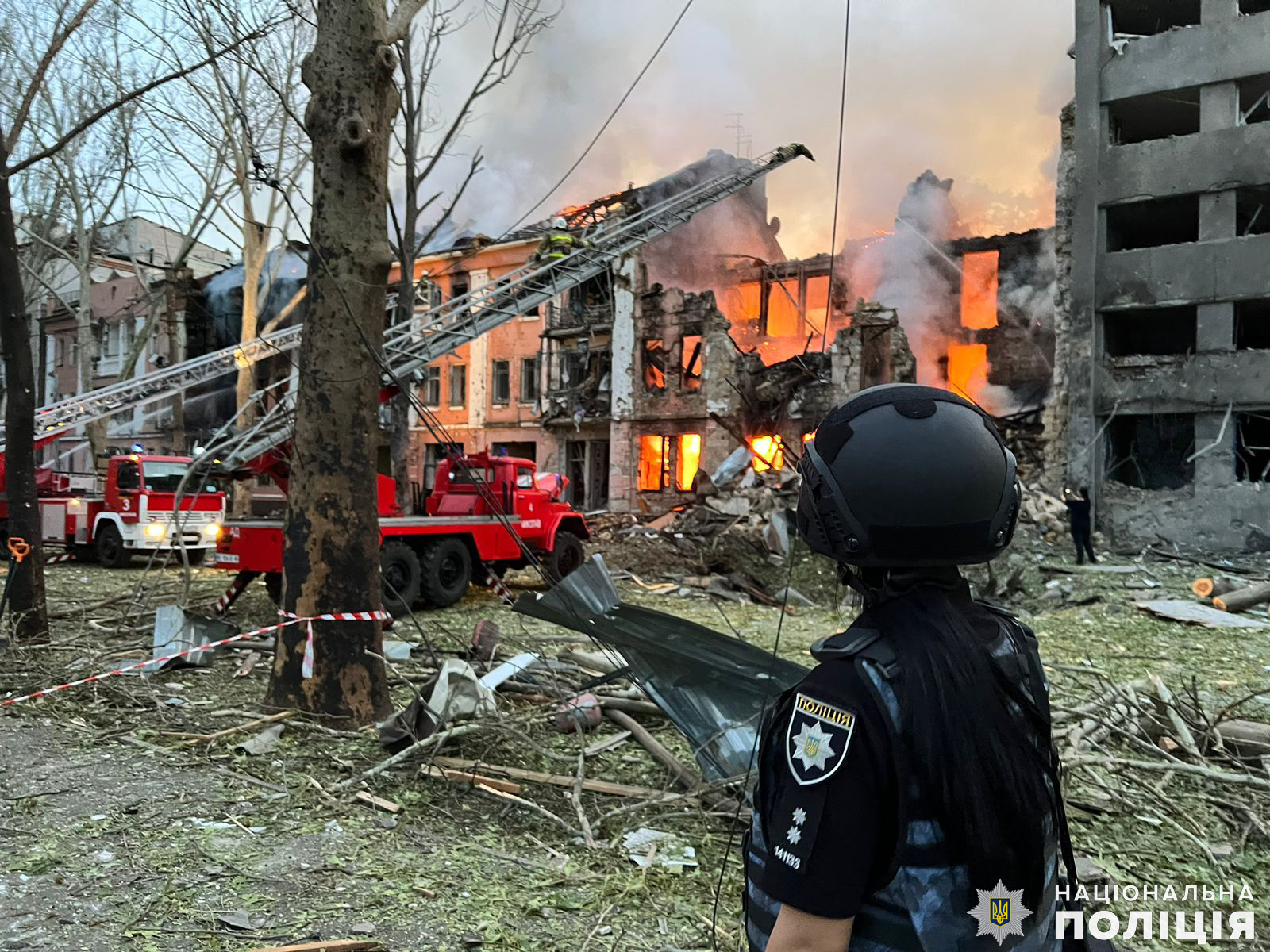
Budynek przy ul. Admiralskiej w Mikołajowie po rosyjskim ataku rakietowym. Budynek po prawej to hotel Inhul, zniszczony podczas bombardowania w zeszłym roku.

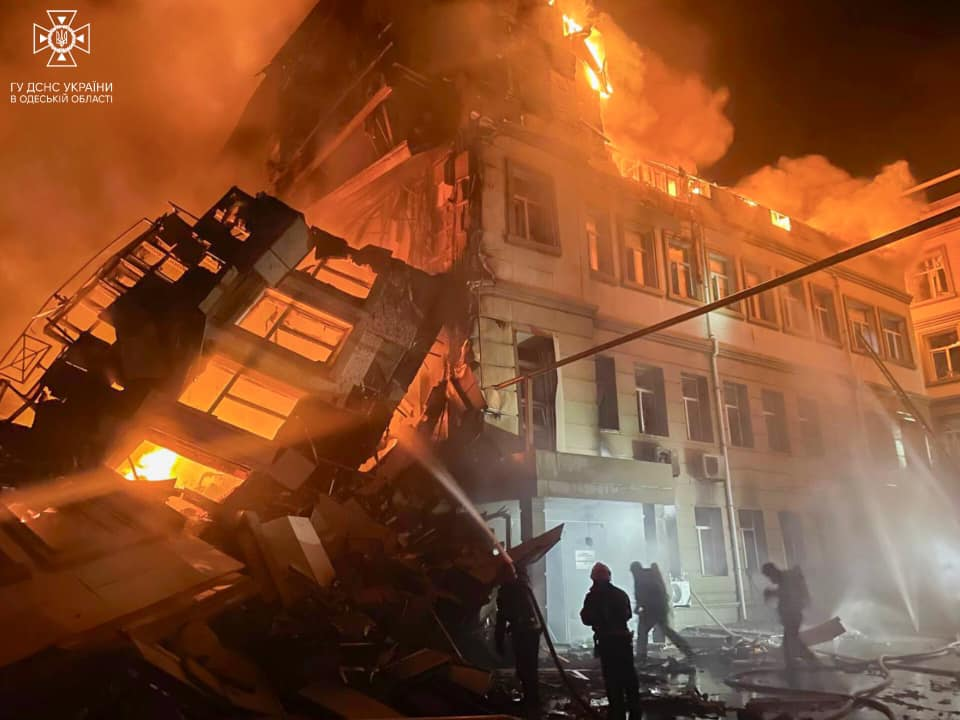
Zniszczenia w Odessie po nocnym rosyjskim ataku dronami i rakietami.

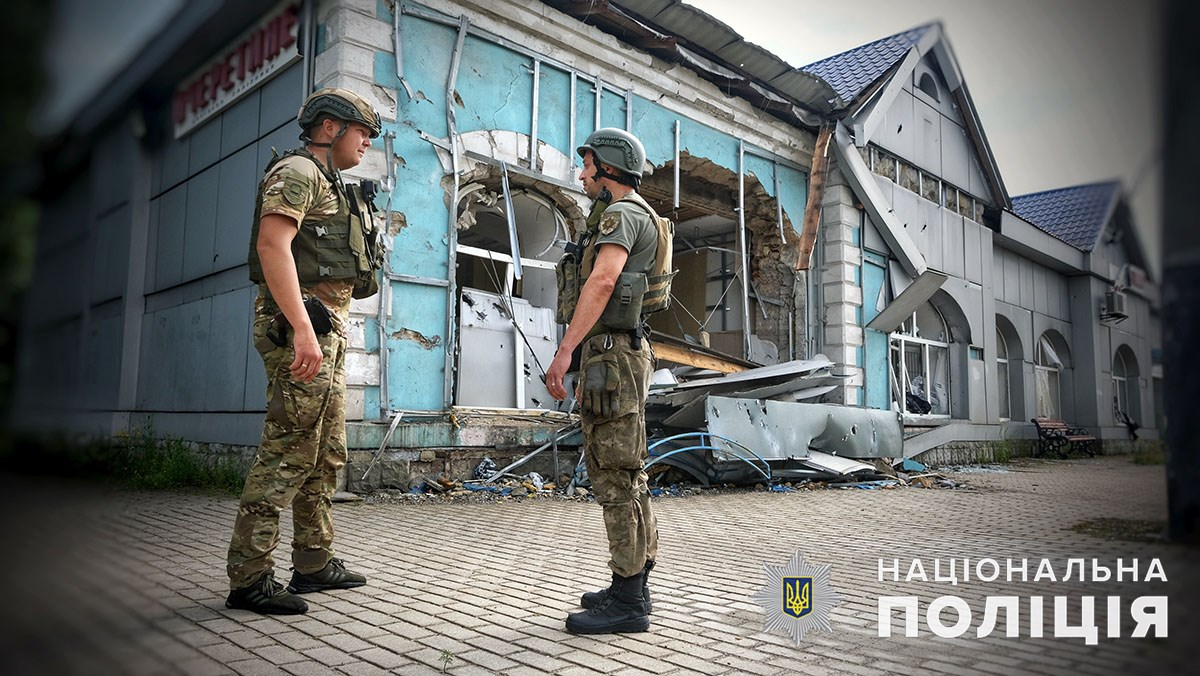
Dworzec kolejowy w Oczeretyne po rosyjskim ataku.

Generał Ołeksandr Syrski powiedział, że siły rosyjskie w Bachmucie zostały częściowo okrążone, gdy Ukraina stworzyła warunki do odbicia miasta; „W tej chwili rozmieszczenie wojsk rosyjskich przypomina łuk, skoncentrowany w Bachmucie. I są w półokrążeniu. Cóż, nie można tego nie wykorzystać”. Według niego odzyskanie miasta, zajętego przez Rosję, ma nie tylko symboliczną, ale i strategiczną wartość, ponieważ stanowi ważny węzeł komunikacyjny, umożliwiający rosyjskim siłom dalszy postęp. Oficerowie ukraińscy powiedzieli The Washington Post, że po raz pierwszy użyto amerykańskiej amunicji kasetowej przeciwko rosyjskim umocnieniom na froncie południowo-wschodnim. Amerykańscy urzędnicy potwierdzili to, mówiąc, że amunicja została użyta „skutecznie”.
Ukraiński Sztab oświadczył, że kontynuowano ofensywę w kierunkach Melitopola i Berdiańska, okopując się na osiągniętych obszarach, przeprowadzając ostrzał artyleryjski i ogień kontrbateryjny. Rosjanie atakowali w kierunkach Kupiańska, Bachmutu, Awdijiwki i Marjinki, gdzie odparto do 32 ataków. W kierunku kupiańskim odparto ataki na południowy zachód od Masiutiwki. W kierunku bachmuckim Ukraińcy odparli ataki w pobliżu Kliszczijiwki. W kierunkach awdijiwskim i marjińskim prowadzono nieudane ataki w pobliżu Newelskiego, Nowomychajliwki i Marjinki. W ciągu doby FR przeprowadziła 49 nalotów i 72 ostrzały na pozycje ukraińskie i tereny zaludnione (odnotowano ofiary wśród cywilów i zniszczoną infrastrukturę). Ukraińskie lotnictwo dokonało ośmiu nalotów na miejsca koncentracji, z kolei artyleria zaatakowała 10 jednostek artylerii, dwa systemy przeciwlotnicze i dwie stacje walki radioelektronicznej.
Około 2:00 Rosja przeprowadziła trzeci z rzędu atak dronów i rakiet na Odessę, Mikołajów i Sumy. Ukraińska armia podała, że łącznie wystrzelono 19 pocisków manewrujących, w tym siedem rakiet Oniks, cztery Ch-22, trzy Kalibry i pięć Iskander-K, a także 19 dronów Shahed 136/131; ukraińska obrona przeciwlotnicza zestrzeliła 5 z 19 pocisków i 13 dronów. Dwie osoby zginęły, a 18 zostało rannych w Mikołajowie po uderzeniu w budynki mieszkalne. W Odessie zginęła jedna osoba a osiem zostało rannych, oraz zniszczono budynek administracyjny, uszkodzono budynki biurowe i mieszkalne, placówkę oświatową, liceum, przedszkole i samochody; podczas ostrzału uszkodzony został także budynek Konsulatu Generalnego Chin. Z kolei w Sumach uderzono dronem Shahed 136 obóz dla dzieci, jednak nie odnotowano ofiar. Prezydent Wołodymyr Zełenski poinformował, że od 17 lipca br. Rosja użyła przeciwko Ukrainie niemal 70 rakiet i 90 dronów Shahed, głównie przeciwko Odessie, Mikołajowowi i innym miastom na południu kraju. Zaznaczył, że udało się strącić część rakiet i dronów, jednak w związku z niewystarczającą liczbą systemów przeciwlotniczych nie ma możliwości zestrzelenia wszystkich celów.
Siedem osób zginęło, a dziewięć zostało rannych w oddzielnych rosyjskich atakach w 10 obwodach, w tym donieckim, charkowskim i zaporoskim. Rosjanie ostrzelali obiekt w rejonie połohowskim, w wyniku czego zginęły cztery osoby, a dwie trafiły do szpitala. Szef Krymu Siergiej Aksionow stwierdził, że ukraiński dron trafił w jedno z osiedli w północno-zachodniej części półwyspu. Według niego zniszczone zostały cztery budynki oraz zginęła nastolatka. Z kolei proukraińscy urzędnicy podali, że centrum kulturalne „Dom Ukraiński” w Mariupolu zostało podpalone przez niezidentyfikowane osoby używające materiałów wybuchowych.
W opinii ISW nasilające się ataki rosyjskiego wojska na ukraińską infrastrukturę portową i zbożową oraz groźby eskalacji na morzu są prawdopodobnie częścią wysiłków Kremla, aby wykorzystać wyjście Rosji z Inicjatywy Zbożowej Morza Czarnego i wymusić ustępstwa na krajach Zachodu. Siły ukraińskie kontynuowały kontrofensywę na co najmniej trzech odcinkach frontu i prawdopodobnie posunęły się naprzód. Ukraińcy kontynuowali ograniczone operacje ofensywne na wschód od Kupiańska, w pobliżu Kreminnej i Bachmutu oraz wzdłuż linii Awdijiwka–Donieck, robiąc postępy w pobliżu Bachmutu. Kontynuowali także ofensywy w pobliżu Wuhłedaru, na granicy zachodniego obwodu donieckiego i wschodniego obwodu zaporoskiego oraz na południe od Orichiwa, dokonując ograniczonych zdobyczy terytorialnych w zachodnim obwodzie donieckim oraz wschodnim i zachodnim obwodzie zaporoskim. Z kolei wojska rosyjskie kontynuowały ograniczone ataki na linii Kupiańsk–Swatowe–Kreminna, gdzie posuwali się naprzód, oraz wokół Bachmutu i wzdłuż linii Awdijiwka–Donieck. Rosjanie kontynuowali bezskuteczne kontrataki na ukraińskie pozycje na granicy obwodów donieckiego i zaporoskiego.
W wywiadzie dla Fox News koordynator Rady Bezpieczeństwa Narodowego USA ds. komunikacji strategicznej, John Kirby, powiedział, że Ukraina otrzyma myśliwce F-16 do końca 2023 roku. Niemcy formalnie przekazały Ukrainie 10 pierwszych czołgów Leopard 1A5, które zostały dostarczone już wcześniej, a także 20 karabinów maszynowych MG3 do pojazdów opancerzonych, ponad 1000 pocisków 155 mm, ponad 2000 szt. amunicji dymnej 155 mm, jeden system mostowy, 10 naziemnych radarów obserwacyjnych i 80 dronów rozpoznawczych.
Kanał Telegram powiązany z Grupą Wagnera, opublikował oświadczenie jednego z dowódców o znaku wywoławczym „Marks”. Według niego w czasie wojny na Ukrainie w Grupie Wagnera uczestniczyło 78 tys. najemników, z czego 49 tys. było więźniami; w momencie przejęcia kontroli na Bachmutem zginęło 22 tys. najemników, a kolejne 40 tys. zostało rannych; 25 tys. przeżyło i uniknęło obrażeń. Spośród nich do 10 tysięcy żołnierzy wyjechało nad Białoruś, natomiast pozostałe 15 tys. wyjechało na wypoczynek.
Rzecznik Rady Bezpieczeństwa Narodowego USA Adam Hodge powiedział, że Rosja może zaatakować statki cywilne na Morzu Czarnym, a następnie zrzucić winę na Ukrainę, zwłaszcza po decyzji o wycofaniu się z Inicjatywy Zbożowej Morza Czarnego. Hodge powiedział: „Nasze informacje wskazują, że Rosja rozłożyła nowe miny w pobliżu ukraińskich portów. Uważamy, że jest to skoordynowany wysiłek mający na celu usprawiedliwienie wszelkich ataków na statki cywilne na Morzu Czarnym i zrzucenie winy za te ataki na Ukrainę”.

### 21 lipca

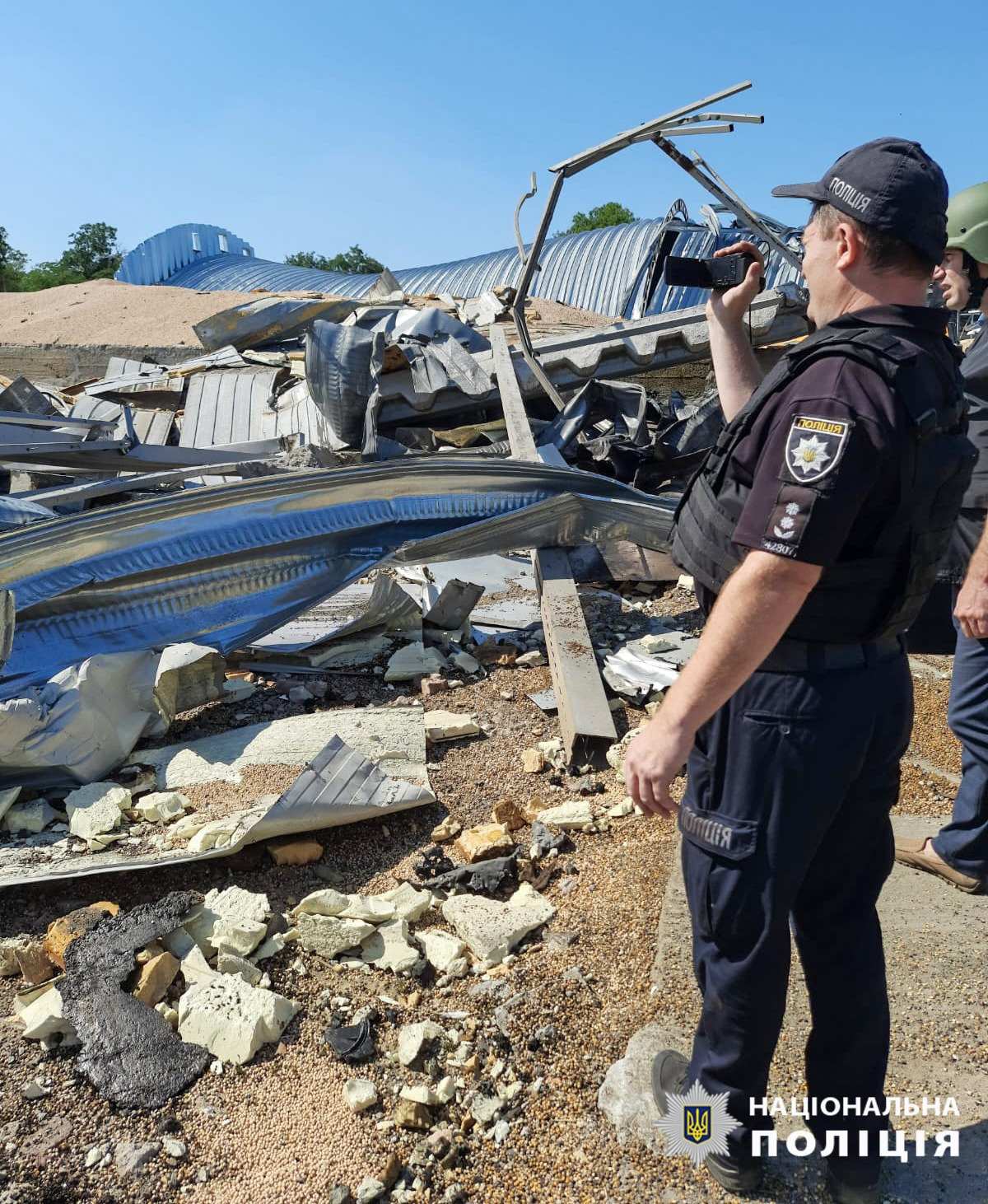
Zniszczenia w obwodzie odeskim po nocnym rosyjskim ataku rakietowym.

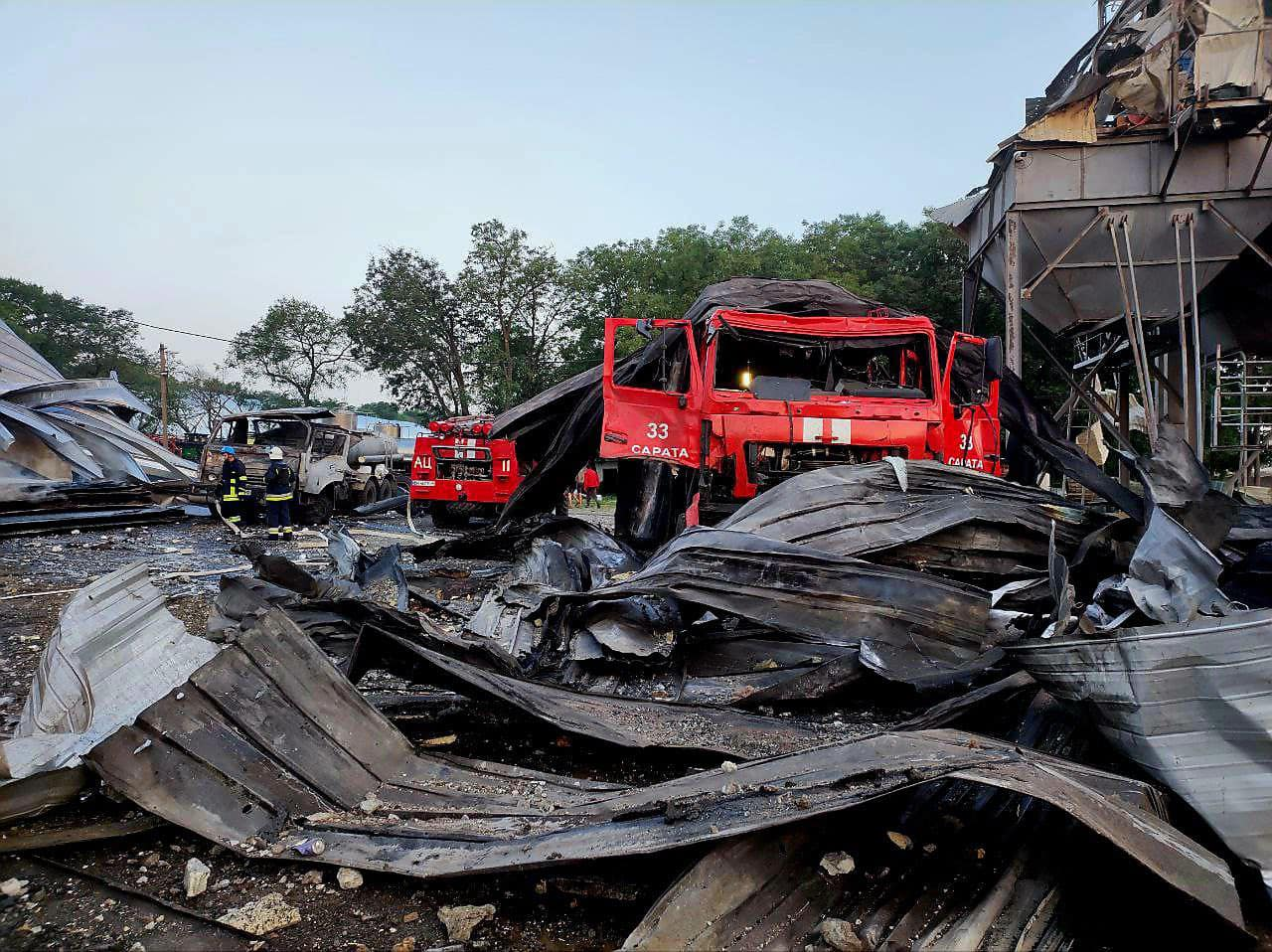
Zniszczony sprzęt strażacki po drugim ataku rakietowym.

Rzecznik Wschodniego Zgrupowania Serhij Czerewaty powiedział, że w rejonie Bachmutu, mimo zaciętego oporu Rosjan, oddziały ukraińskie utrzymywały inicjatywę i wywierały presję na wojska rosyjskie. Dodał jednak, że „Trzeba uwzględniać ten czynnik, że prowadzimy na kierunku Bachmutu bardzo miarowe i konsekwentne natarcie, biorąc pod uwagę, że nie mamy przewagi sił i środków nad przeciwnikiem. Tak więc maksymalnie stosujemy manewr, oskrzydlenie, wykorzystujemy rozmaite innowacje taktyczne, aby iść naprzód równomiernie, pewnie, ale z minimalnymi stratami”.
SG Ukrainy podał, że kontynuowano ofensywę w kierunkach Melitopola i Berdiańska, okopując się na osiągniętych obszarach. FR koncentrowała się na atakach w kierunkach Łymanu, Bachmutu, Awdijiwki, Marjinki i Szachtarska, gdzie odparto ponad 40 ataków. W kierunku łymańskim Rosjanie prowadzili bezskuteczne ataki w rejonie Makiejewki, Newskiego, leśnictwa Serebriańsk i Dibrowej. W kierunku bachmuckim Ukraińcy odparli ataki w pobliżu Hryhoriwki. W kierunkach awdijiwskim, marjińskim i szachtarskim prowadzono nieudane ataki w pobliżu Perwomajskiego, Krasnohoriwki, Marjinki, Nowomychajliwki i Błahodatnego. W ciągu 24h Rosja przeprowadziła 16 ataków rakietowych, 20 nalotów i 50 ostrzałów na pozycje ukraińskie i obszary zamieszkałe. Ukraińskie lotnictwo dokonało 14 nalotów na miejsca koncentracji i trzy na przeciwlotnicze systemy rakietowe; artyleria ostrzelała dwa rejony koncentracji, 5 jednostek artylerii i stację walki radioelektronicznej. Ponadto w pułku strzelców zmotoryzowanych, biorącym udział w działaniach wojennych w obwodzie ługańskim, rosyjscy żołnierze mieli niskie morale i stan psychiczny. Ustalono, że głównymi czynnikami negatywnie wpływającymi były duże straty osobowe w czasie walk, nieterminowe dostarczanie amunicji oraz niepewność co do warunków uzupełniania personelu jednostek, które poniosły straty. Wzrastała liczba chętnych do opuszczenia swoich jednostek i wycofania się z terenów działań wojennych do FR.
Rosja przeprowadziła dwa oddzielne ataki rakietowe na Odessę. Pierwszy atak miał miejsce w nocy i uderzył w terminal zbożowy jednego z przedsiębiorstw rolniczych (wykorzystano pociski Kalibr). Szef administracji wojskowej Oleg Kiper podał, że dwie osoby zostały ranne od odłamków, a 100 ton grochu i 20 ton jęczmienia zostało zniszczonych. Od ok. 10:00 Rosjanie wystrzelili siedem pocisków manewrujących Oniks zmierzających w kierunku południowego obwodu odeskiego. Odnotowano zniszczenia obiektów infrastruktury w obwodzie białogrodzkim. Według UNESCO podczas ataków na Odessę ucierpiały wpisane na listę światowego dziedzictwa Muzeum Archeologiczne, Muzeum Marynarki Wojennej i Muzeum Literatury. Ministerstwo Obrony FR ogłosiło wystrzelenie pocisków manewrujących i przeciwokrętowych na Morzu Czarnym w ramach „ćwiczeń izolacji obszaru czasowo zamkniętego dla żeglugi”.
Według źródeł ukraińskich co najmniej osiem osób, w tym dwoje dzieci, zginęło w oddzielnych rosyjskich atakach w obwodach czernihowskim, zaporoskim i donieckim. Ukraińskie wojsko stwierdziło, że udaremniono ataki rosyjskich grup dywersyjnych w obwodach sumskim i czernihowskim. Gubernator obwodu biełgorodzkiego stwierdził, że wieś Żurawlewka została zaatakowana przez Ukrainę za pomocą amunicji kasetowej. Nie zgłoszono żadnych ofiar.
W nagraniu dla Aspen Security Forum prezydent Wołodymyr Zełenski przyznał się do opóźnienia kontrofensywy, zrzucając winę na brak amunicji, wyszkolenia i sprzętu. Oświadczył, że operacje wkrótce „nabiorą tempa”, mimo że Rosja zyska więcej czasu na położenie min przeciwpiechotnych i wzmocnienie swojej obrony.
Według ISW siły ukraińskie kontynuowały kontrofensywę na co najmniej trzech odcinkach frontu i osiągnęły postępy w niektórych obszarach. Ukraińcy przeprowadzili operacje kontrofensywne w rejonie Bachmutu, gdzie posuwali się naprzód, oraz wzdłuż linii Kupiańsk–Swatowe–Kreminna i linii Awdijiwka–Donieck. Przeprowadzili także kontrofensywę w zachodnim obwodzie donieckim oraz wschodnim i zachodnim obwodzie zaporoskim, robiąc postępy na tych odcinkach. Z kolei wojska rosyjskie prowadziły ataki w pobliżu Kupiańska, Kreminnej, Bachmutu i wzdłuż linii Awdijiwka–Donieck; prawdopodobnie posuwali się naprzód w rejonie Kupiańska i Kreminnej. Siły rosyjskie przeprowadziły również ograniczone ataki w zachodnim obwodzie donieckim i wschodnim obwodzie zaporoskim oraz na południe od Orichiwa, gdzie podobno posunęły się naprzód.
Według OSW w dniach 18–21 lipca nie doszło do większych zmian na froncie. Trwały ciężkie walki na froncie zaporoskim (głównie Robotyne–Werbowe i Pryjutne–Staromajorśke–Urożajne), pod Awdijiwką i Bachmutem oraz na odcinku pomiędzy granicą ukraińsko-rosyjską i rzeką Doniec (w okolicach Nowoseliwśkego oraz na południe wzdłuż rzeki Żerebeć). Odnotowano wysoką aktywność ukraińskiej artylerii i dronów, które zadawały znaczne straty rosyjskiej artylerii, logistyce i punktom dowodzenia. Obie strony zintensyfikowały w ostatnich dniach ataki na tyły przeciwnika z użyciem rakiet i dronów, przy czym przewagę pod względem zastosowanych środków rażenia mieli Rosjanie.
Bułgarski parlament zatwierdził przekazanie Ukrainie ok. 100 radzieckich transporterów opancerzonych.
W związku z pobytem najemników Grupy Wagnera i infiltracją rosyjską, Polska ogłosiła zwiększenie obecności wojskowej na granicy z Białorusią. Następnie prezydent Władimir Putin stwierdził m.in., że „rozpętanie agresji na Białoruś” oznaczałoby „agresję na Federację Rosyjską”. Według niego Polska chce okupować zachodnią Ukrainę poprzez rzekomo planowane utworzenie polsko-litewsko-ukraińskiej jednostki wojskowej. Stwierdził również, że części wschodnich ziem Rzeszy Niemieckiej, które zostały przekazane Polsce po II wojnie światowej, były darem Józefa Stalina. Po wypowiedziach Putina polski rząd Mateusza Morawieckiego wezwał ambasadora Rosji.
Rosyjski nacjonalista Igor Girkin, który dowodził separatystycznymi bojownikami podczas wojny w Donbasie i został skazany zaocznie przez holenderski sąd za zestrzelenie Lotu 17 linii Malaysia Airlines w 2015 roku, został zatrzymany przez FSB pod zarzutem „ekstremizmu” i osadzony w areszcie śledczym. Był jawnym krytykiem prowadzenia przez Putina i jego generałów wojny na Ukrainie i wzywał do jego obalenia na początku tygodnia. Gazeta RBC poinformowała, że jego aresztowanie było prawdopodobnie związane z petycją członka Grupy Wagnera.

### 22 lipca

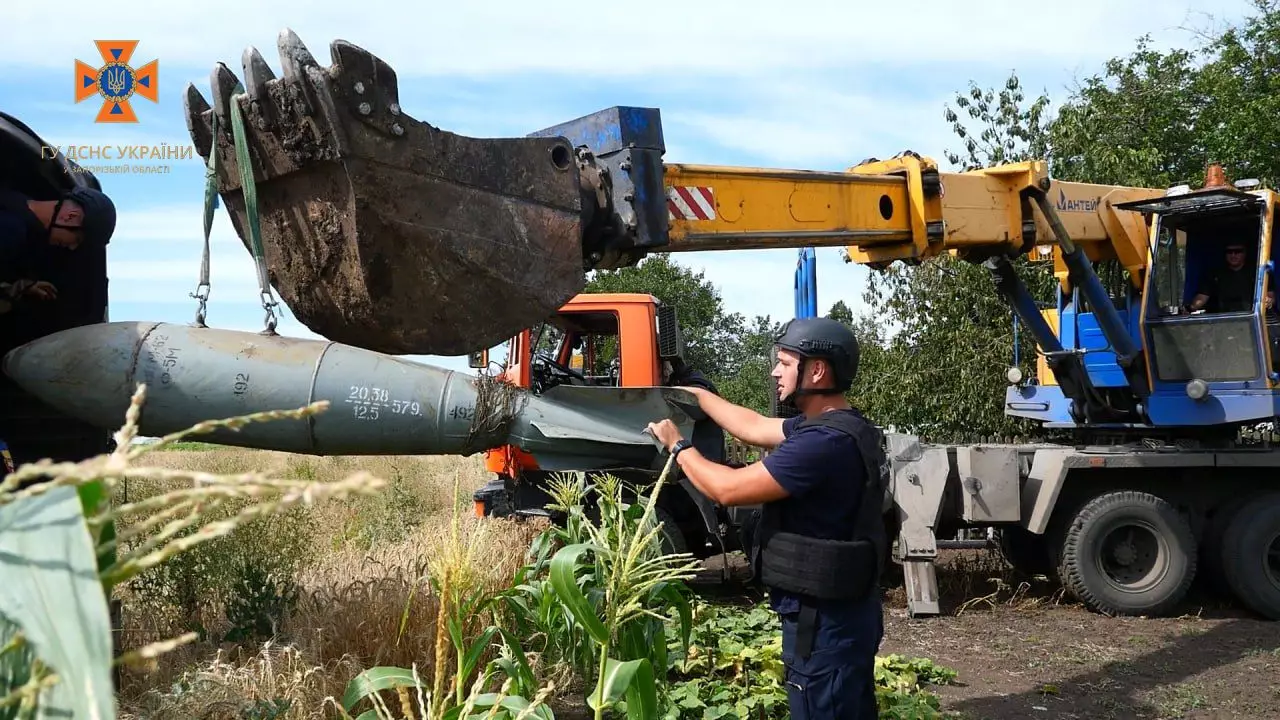
Państwowa Służba Ratunkowa Ukrainy usuwa niewybuch bomby lotniczej FAB-500 znalezioną w obwodzie zaporoskim.

Ukraiński Sztab poinformował, że Rosjanie koncentrowali się na atakach w kierunkach Łymanu, Bachmutu, Awdijiwki, Marjinki i Szachtarska, gdzie odparto do 40 ataków. W kierunku łymańskim siły rosyjskie prowadziły bezskuteczne ataki w rejonie Nadii, Torśkego i Hryhoriwki. W kierunku bachmuckim Ukraińcy odparli ataki w okolicy Bohdaniwki i Iwaniwskiego. W kierunkach awdijiwskim, marjińskim i szachtarskim prowadzono nieudane ataki w pobliżu Awdijiwki, Krasnohoriwki, Marjinki i Nowomychajliwki. W ciągu doby armia rosyjska przeprowadziła cztery ataki rakietowe, 58 nalotów i 81 ostrzałów na pozycje ukraińskie i obszary zaludnione (odnotowano ofiary wśród cywilów i zniszczoną infrastrukturę). Lotnictwo Ukrainy dokonało 12 nalotów na miejsca koncentracji, z kolei artyleria zniszczyła 21 jednostek artylerii i kompleks rakiet przeciwlotniczych. Ponadto w Enerhodarze Rosjanie nasilili represje wobec pracowników elektrowni jądrowej, którzy odmawiali współpracy i zawierania umów z rosyjską administracją. Zamiast tego Ukraińcy nadal stawiali opór: nie chodzili do pracy, sabotowali wykonywanie decyzji administracji okupacyjnej itp. Z kolei siły rosyjskie stosowały środki psychologicznego i fizycznego wpływu na takich pracowników. Funkcjonariusze Rosgwardii i FSB stosowali zastraszanie, groźby, szantaż, a także bili ukraińskich specjalistów, zabierali gotówkę, środki z kart bankowych i konfiskowali telefony. Rosyjskie władze przymusowo zmobilizowały i wysłały na front obywateli Uzbekistanu, którzy przyjechali do Mariupola, aby wykonywać prace budowlane; według SG „po przyjeździe odebrano im paszporty i zmobilizowano do wojsk okupacyjnych jako ochotników”.
Według źródeł ukraińskich atak na bazę paliwową i skład amunicji w rejonie krasnohwardijskim na Krymie doprowadził do eksplozji i dużego pożaru oraz w rezultacie do ewakuacji ludności w promieniu 5 km. Na krótko wstrzymano również ruch na Moście Krymskim. Szef Krymu Siergiej Aksionow poinformował w Telegramie, że doszło do „ataku wrogiego drona”. Około siedmiu osób zginęło, a co najmniej 18 zostało rannych w wyniku rosyjskich ostrzałów w obwodach donieckim, sumskim i charkowskim. Armia rosyjska uderzyła w wioskę Nju-Jork bombą FAB-250, w wyniku czego cztery osoby zginęły, a trzy zostały ranne. Według rosyjskiego MON czterech rosyjskich dziennikarzy zostało rannych na froncie zaporoskim w pobliżu Pjatychatek w wyniku ukraińskiego ostrzału. Jeden z nich, Rostisław Żurawliow z RIA Nowosti, zmarł później z powodu ran podczas ewakuacji. Rosja stwierdziła, że użyto amunicji kasetowej, bez przedstawienia dowodów. W międzyczasie operator kamery Deutsche Welle został ranny w trakcie rosyjskiego bombardowania kasetowego ukraińskich pozycji w pobliżu Drużkowki, w którym zabity został również jeden ukraiński żołnierz i ciężko ranionych kilku kolejnych.
Brytyjskie Ministerstwo Obrony podało, że w ostatnich dniach nastąpił wzrost ostrzałów artyleryjskich i ataków małych jednostek wzdłuż kluczowej dla Rosji północnej linii frontu, w obwodach ługańskim i charkowskim. Według Ministerstwa Rosja prawdopodobnie osiągnęła marginalne zyski, ale wznowiona aktywność na północy podkreślała jej znaczenie dla Kremla, który stoi w obliczu znacznej presji w obwodzie zaporoskim. Rosyjska Zachodnia Grupa Wojsk prawdopodobnie próbowała cofnąć się do rzeki Oskoł, aby stworzyć strefę buforową wokół obwodu ługańskiego. W opinii ISW ukraińska kampania skutecznie osłabiała rosyjską logistykę i zdolności walki kontrbateryjnej przez ataki artyleryjskie i rakietowe w zaplecze przeciwnika, które wyczerpywały zasoby przeciwnika bez bliskiego kontaktu. Ukraińcy kontynuowali kontrofensywę na co najmniej trzech odcinkach frontu. Tymczasem siły ukraińskie prowadziły ataki wzdłuż linii Kupiańsk–Swatowe–Kreminna, w rejonie Bachmutu i wzdłuż zachodniego obwodu donieckiego oraz wschodniego i zachodniego obwodu zaporoskiego; nie odnotowano postępów na żadnym z odcinków frontu. Z kolei Rosjanie przeprowadzili ataki w rejonie Kupiańska i Bachmutu oraz wzdłuż linii Awdijiwka–Donieck; poczynili postępy w rejonie Kupiańska. Siły rosyjskie przeprowadziły także ataki wzdłuż zachodniego obwodu donieckiego oraz wschodniego i zachodniego obwodu zaporoskiego, lecz nie dokonały żadnych potwierdzonych postępów.
Wiceprzewodniczący komisji obrony Rady Najwyższej i szef delegacji parlamentarnej Ukrainy przy NATO Jehor Czerniew ogłosił, że jego kraj opracowuje własne systemy obrony powietrznej średniego zasięgu, podobne do systemu obrony MIM-23 Hawk, opisując wyniki wstępnych testów jako „całkiem pomyślne”. Minister obrony narodowej Mariusz Błaszczak poinformował, że rozpoczął działalność warsztat remontowy dla czołgów Leopard w Gliwicach, w związku z czym dwa pierwsze Leopardy z Ukrainy trafiły do zakładów Bumar-Łabędy.
Ukraińskie Ministerstwo Gospodarki poinformowało, że Szwecja zobowiązała się do przekazania 522,6 mln euro na odbudowę Ukrainy, przy czym fundusze zostaną skierowane na strategię współpracy na rzecz odbudowy i reform na Ukrainie w latach 2023–2027 oraz posłużą odbudowie infrastruktury, zielonemu rozwojowi, przedsiębiorczości, handlowi, rozminowywaniu i inicjatywom medialnym.

### 23 lipca

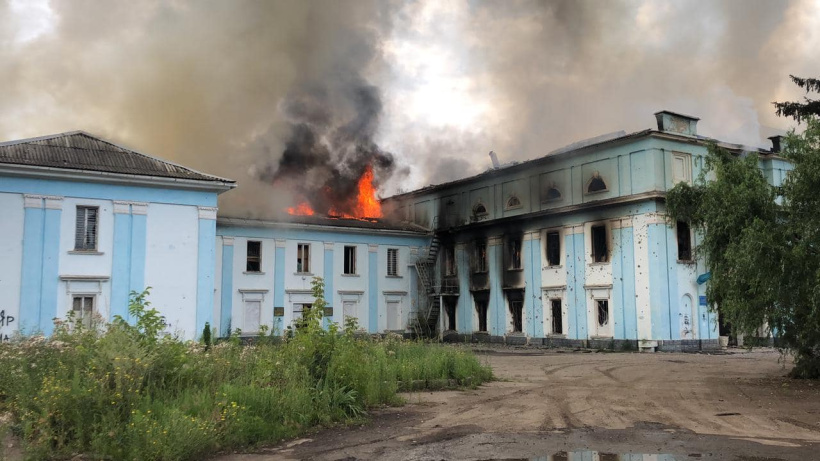
Pałac Kultury w Czasiw Jarze po rosyjskim ostrzale.

Wiceminister obrony Hanna Malar podała, że siły ukraińskie wyzwoliły w ciągu tygodnia 12,7 km² terytorium (łącznie ponad 192 km²) na froncie południowym i ok. 4 km² (łącznie ok. 35 km²) na kierunku Bachmutu. Dodała także, że na południu Ukraińcy kontynuowali ataki na kilku odcinkach w kierunku Melitopola i Berdiańska, natomiast na wschodzie trwały walki w okolicach Kliszczijiwki, Andrijiwki i Kurdiumiwki.
Według Sztabu Ukrainy FR atakowała w kierunkach Łymanu, Bachmutu, Awdijiwki, Marjinki i Szachtarska, gdzie odparto do 35 ataków. W kierunku łymańskim siły rosyjskie prowadziły bezskuteczne ataki w okolicy Torśkego. W kierunku bachmuckim Ukraińcy odparli ataki w okolicy Bohdaniwki, Kliszczijiwki i północno-wschodniej części Orichowo-Wasyliwki. W kierunkach awdijiwskim, marjińskim i szachtarskim prowadzono nieudane ataki w pobliżu Awdijiwki, Newelskiego, Krasnohoriwki, Marjinki i Nowomychajliwki. W ciągu 24h Rosjanie przeprowadzili 19 ataków rakietowych, 39 nalotów i 49 ostrzałów na pozycje ukraińskie i obszary zaludnione (odnotowano ofiary wśród cywilów i zniszczoną infrastrukturę). Ukraińskie lotnictwo dokonało siedmiu nalotów na miejsca koncentracji, natomiast artyleria zniszczyła obszar koncentracji, sześć jednostek artylerii, stanowisko dowodzenia, system przeciwlotniczy i stację walki radioelektronicznej.
W godzinach nocnych Rosja przeprowadziła kolejny atak rakietowy na Odessę i obwód odeski, zabijając jedną osobę i raniąc 22 inne, w tym czworo dzieci. Ukraińska armia podała, że z Krymu i Morza Czarnego wystrzelono 19 pocisków pięciu typów: pięć pocisków Oniks, trzy Ch-22, cztery Kalibry i siedem rakiet Iskander-K i Iskander-M. Ukraińskie Siły Powietrzne podały, że zestrzelono 9 z 19 pocisków, w tym wszystkie pociski Kalibr i Iskander-K. Uszkodzona została infrastruktura portowa i ponad 40 innych budynków, w tym co najmniej sześć budynków mieszkalnych oraz kilkadziesiąt samochodów. Według gubernatora Ołeha Kipera największa cerkiew w mieście, Sobór Przemienienia Pańskiego, której odbudowę ukończono dopiero w 2010 roku, została trafiona jednym z pocisków i poważnie uszkodzona. Ponadto lokalne władze stwierdziły, że 25 zabytków architektury zostało uszkodzonych w historycznym centrum Odessy, m.in. na bulwarze Michaiła Żwaneckiego został poważnie uszkodzony Dom Naukowców czy Liceum Muzyczne. Rosyjskie Ministerstwo Obrony stwierdziło, że siły rosyjskie zaatakowały obiekty, w których ich zdaniem przygotowywane były akty terrorystyczne przeciwko FR przy użyciu łodzi bezzałogowych, a także miejsca, w których były one produkowane. Po doniesieniach o ataku na Sobór Przemienienia Pańskiego MON Rosji poinformowało, że jego zniszczenie było konsekwencją upadku ukraińskiego systemu obrony przeciwrakietowej w wyniku nieokreślonych działań operatorów systemów przeciwlotniczych, które według Ministerstwa Obrony znajdowały się na terenach mieszkalnych.
Odnotowano także co najmniej trzy ofiary śmiertelne we wschodniej i północno-wschodniej Ukrainie. Gubernator obwodu donieckiego Pawło Kyrylenko poinformował, że Rosjanie zniszczyli Pałac Kultury w Czasiw Jarze za pomocą amunicji kasetowej. Budynek służył jako siedziba pomocy humanitarnej miasta oraz miejsce udzielania pomocy medycznej. Nie zgłoszono żadnych ofiar. Sześć budynków mieszkalnych i linia energetyczna zostały uszkodzone przez rosyjski ciężki ostrzał Nikopola.
Sekretarz Stanu USA Antony Blinken w rozmowie z CNN stwierdził, że siły ukraińskie wyzwoliły ok. 50% terytorium zajętego przez wojska rosyjskie od czasu rozpoczęcia rosyjskiej inwazji na pełną skalę. Podczas wizyty prezydenta Białorusi Aleksandra Łukaszenki prezydent Putin nazwał ukraińską kontrofensywę porażką. Według ISW Grupa Wagnera przebywająca na Białorusi, nie stanowiła zagrożenia militarnego dla Polski ani dla Ukrainy, o ile nie zostanie wyposażona w ciężką broń; w razie jej doposażenia „nie stanowiła istotnego zagrożenia dla NATO”. Siły ukraińskie kontynuowały kontrofensywę na co najmniej trzech odcinkach linii frontu i posunęły się naprzód. Tymczasem Rosjanie kontynuowali ataki wzdłuż linii Swatowe–Kreminna, prawdopodobnie osiągając znaczące postępy taktyczne. Siły rosyjskie kontynuowały ataki w rejonie Bachmutu i linii Awdijiwka–Donieck, ale nie posuwały się naprzód, oraz przeprowadziły ograniczone ataki na granicy zachodniego obwodu donieckiego i wschodniego obwodu zaporoskiego. Z kolei wojska ukraińskie kontynuowały kontrofensywę wzdłuż linii Swatowe–Kreminna oraz w rejonie Bachmutu, osiągając postępy w pobliżu miasta. Ukraińcy kontynuowali także ataki na granicy zachodniego obwodu donieckiego i wschodniego obwodu zaporoskiego oraz w zachodnim obwodzie zaporoskim, posuwając się naprzód. Ponadto rosyjskie władze sprowadzały obcokrajowców na Ukrainę, aby sztucznie zmienić demografię regionu.

### 24 lipca

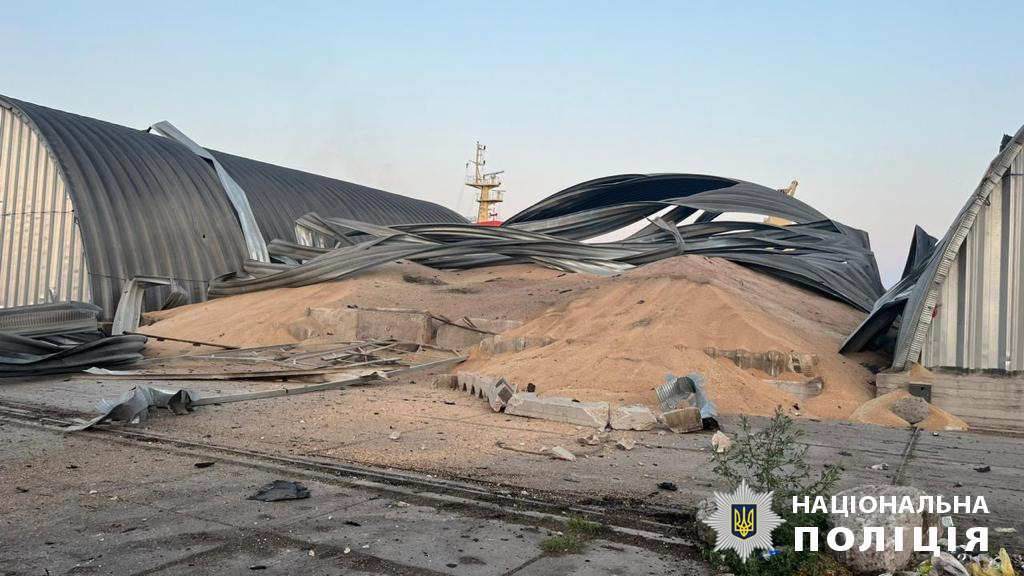
Infrastruktura portowa na Dunaju w obwodzie odeskim po nocnym rosyjskim ataku dronów; sześć osób zostało rannych.

Rzecznik sił ukraińskich Tauryda Wałerij Szerszeń stwierdził, że „jednostki szturmowe odniosły częściowy sukces i ruszyły w głąb linii wroga na głębokość od 350 m do 1,4 km” w kierunku Berdiańska. W kierunku Melitopola nie odnotowano większych zmian i trwały ciężkie walki o Perwomajskie. Wojska rozminowywały teren, a jednostki szturmowe umacniały nowo zajęte pozycje. Według Szerszenia podczas walk na froncie południowym zginęło 63 żołnierzy rosyjskich, 110 zostało rannych oraz zniszczono 21 jednostek sprzętu. Rzecznik Wschodniego Zgrupowania Serhij Czerewaty podał, że „na kierunku bachmuckim siły ukraińskie kontynuowały kontrofensywę, utrzymywały inicjatywę, naciskały na wroga”. Dodał, że Rosjanie „desperacko stawiali opór. W ciągu tego tygodnia 493 razy ostrzeliwali [ukraińskie] pozycje z artylerii różnego typu i kalibru. Miało miejsce siedem starć i dwa ataki lotnicze”, a podczas walk zginęło 94 rosyjskich żołnierzy, a 152 zostało rannych.
Minister obrony Ołeksij Reznikow stwierdził, że „ukraińska kontrofensywa przebiegała wolniej, niż zakładano, ale rozwijała się zgodnie z planem”. „Nie martwił się rozwojem sytuacji na froncie”, ponieważ nie „każda ofensywa musi być błyskawiczna”. Dodał, że czynnikami, które ją spowalniały, były brak systemów artyleryjskich i amunicji do niej oraz problem obrony powietrznej. Stwierdził także, że walki toczyły się na bardzo długiej linii frontu, a „dla nas najważniejsze było życie ukraińskich żołnierzy”. Rzecznik Serhij Czerewaty powiedział, że rosyjskie systemy walki elektronicznej (w tym Borisoglebsk-2, Żytiel i Pole) były priorytowymi celami dla armii ukraińskiej, ponieważ stanowiły duże wyzwanie na polu walki; zadaniem tych systemów jest m.in. ograniczanie do minimum komunikacji u przeciwnika.
SG Ukrainy podał, siły ukraińskie kontynuowały ofensywę na kierunku Melitopola i Berdiańska, okopując się na zajętych obszarach. Rosja atakowała w kierunkach Bachmutu, Awdijiwki, Marjinki i Szachtarska, gdzie odparto ponad 35 ataków. W kierunku bachmuckim Ukraińcy odparli ataki na północny zachód od Orichowo-Wasyliwki, na południe od Iwaniwskiego i na zachód od Kliszczijiwki. W kierunkach awdijiwskim, marjińskim i szachtarskim prowadzono nieudane ataki w pobliżu Pierwomajskiego, Krasnohoriwki, Marjinki i Riwnopila. W ciągu doby armia rosyjska przeprowadziła jeden atak rakietowy, 72 naloty i ponad 50 ostrzałów na pozycje ukraińskie i obszary zaludnione (odnotowano ofiary wśród cywilów i zniszczoną infrastrukturę). Ukraińskie lotnictwo dokonało ośmiu nalotów na miejsca koncentracji i sześć na przeciwlotnicze systemy rakietowe; artyleria uderzyła w cztery punkty kontrolne, trzy systemy przeciwlotnicze, dziewięć jednostek artylerii i cztery stacje walki radioelektronicznej.
W godzinach nocnych Rosja po raz pierwszy przeprowadziła naloty dronów na naddunajskie porty Reni i Izmaił w obwodzie odeskim, wzdłuż granicy z Rumunią. Władze poinformowały, że sześciu pracowników portu zostało rannych oraz zniszczono hangar ze zbożem, zbiorniki magazynowe i trzy inne magazyny. Według armii ukraińskiej 3 z 15 dronów Shahed 136 zostały zestrzelone. Gubernator Pawło Kyrylenko podał, że ok. 19:00 siły rosyjskie zaatakowały Konstantynówkę za pomocą amunicji kasetowej, zabijając 11-letnie dziecko i raniąc co najmniej sześć osób, w tym troje innych dzieci. Zdaniem gubernatora do ataku użyto systemów rakietowych BM-30 Smiercz. Urzędnicy na Krymie powiedzieli, że ukraiński dron spowodował eksplozję składu amunicji na lotnisku w pobliżu wsi Wesełe w rejonie dżankojskim, co doprowadziło do ewakuacji ludności w promieniu 5 km. Inny dron uszkodził dom w rejonie kirowskim. Podobno zestrzelono 11 dronów, a połączenia kolejowe rejonie dżankojskim i autostrada Dżankoj–Symferopol zostały zamknięte.
Nalot dronów uderzył w dwa niezamieszkane budynki, w tym wieżowiec w centrum biznesowym w Moskwie, zmuszając do zamknięcia kilku arterii komunikacyjnych w centrum miasta. W grę wchodziły dwa drony, które zostały „stłumione” przed awarią. Nie było doniesień o ofiarach lub „poważnych” uszkodzeniach. Zniszczony został dach budynku administracyjnego na Prospekcie Komsomolskim (obok kilku obiektów wojskowych) oraz uszkodzone zostało budowane centrum biznesowe na Prospekcie Lichaczewskim. Do ataku doszło ok. 2 km od Ministerstwa Obrony Rosji.
W opinii ISW wojska ukraińskie kontynuowały kontrofensywę w co najmniej trzech sektorach frontu i prawdopodobnie posunęły się naprzód na niektórych obszarach. Rosjanie prowadzili ataki wzdłuż linii Kupiańsk–Swatowe–Kreminna, w rejonie Bachmutu oraz wzdłuż linii Awdijiwka–Donieck; osiągnęli marginalne zdobycze na południe od Kreminnej. Przeprowadzili także ataki w zachodnim obwodzie donieckim, lecz nie osiągnęli żadnych potwierdzonych postępów. Z kolei siły ukraińskie prowadziły ataki wzdłuż linii Kupiańsk–Swatowe–Kreminna oraz w rejonie Bachmutu, gdzie podobno posuwały się naprzód. Ukraińcy prowadzili również ataki w zachodnim obwodzie donieckim i zachodnim obwodzie zaporoskim oraz prawdopodobnie posuwali się naprzód w rejonie Orichiwa.
Obserwatorzy z MAEA prawdopodobnie zauważyli miny przeciwpiechotne na terenie zajętej przez Rosjan Zaporoskiej Elektrowni Jądrowej. Miny znaleziono między wewnętrznym a zewnętrznym obwodem obiektu, na obszarze, do którego MAEA nie miała dostępu. Ukraińskie władze oskarżyły wcześniej Rosję m.in. o zaminowanie dachu elektrowni atomowej. MAEA stwierdziła, że nie widziała śladów takich działań, jednakże też nie miała dostępu do każdego obszaru elektrowni.

### 25 lipca
Gubernator obwodu donieckiego Pawło Kyrylenko i rzecznik Andrij Kowalow poinformowali, że Ukraińcy kontynuowali ataki na północ i południe od Bachmutu oraz wkroczyli do wsi Andrijiwka na południe od miasta, jednakże walki w jej pobliżu nadal trwały. SG Ukrainy podał także, że wyparto siły rosyjskie ze Staromajorśkego w południowym obwodzie donieckim. Andrij Kowalow stwierdził, że „w rejonie miejscowości Staromajorśke wojska ukraińskie osiągnęły powodzenie i umacniały się na zajętych rubieżach”. Ponadto Rosjanie próbowali odzyskać utracone pozycje na północny wschód od Robotyne w obwodzie zaporoskim. Potwierdzono także użycie w Bachmucie amunicji kasetowej dostarczonej przez Stany Zjednoczone.
SG Ukrainy poinformował, że Rosjanie koncentrowali się na atakach w kierunkach Łymanu, Bachmutu, Awdijiwki i Marjinki, gdzie odparto do 26 ataków. W kierunku łymańskim siły rosyjskie prowadziły nieudane ataki na południe od Dibrowej. W kierunku bachmuckim Ukraińcy odparli ataki na wschód od Stupoczki i w pobliżu Dilijiwki. W kierunkach awdijiwskim i marjińskim prowadzono bezskuteczne ataki w pobliżu Awdiwjiwki i Marjinki. W ciągu 24h FR przeprowadziła jeden atak rakietowy, 65 nalotów i ponad 84 ostrzały na pozycje ukraińskie i obszary zaludnione (odnotowano ofiary wśród cywilów i zniszczoną infrastrukturę). Ukraińskie lotnictwo dokonało dziewięciu nalotów na miejsca koncentracji, z kolei artyleria zaatakowała obszar koncentracji, siedem jednostek artylerii, dwie stacje walki radioelektronicznej i dwa przeciwlotnicze systemy rakietowe. Minister obrony Ołeksij Reznikow w wywiadzie dla CNN powiedział, że Ukraina nadal będzie atakować Krym i most łączący półwysep z Rosją, twierdząc, że są to „legalne cele, uderzanie w nie zmniejszy zdolność Rosjan do walki i pomoże uratować życie wielu Ukraińców”. Dodał także, że celem wojsk ukraińskich jest całkowite wyłączenie mostu z użytkowania: „To normalna taktyka, aby zakłócić logistykę wroga, powstrzymać możliwości transportu amunicji, paliwa, żywności itd. Dlatego użyjemy tej taktyki”.
W godzinach nocnych Rosja przeprowadziła kolejny atak dronów Shahed 136, w tym na stolicę. Lokalne władze poinformowały, że wszystkie drony zostały zestrzelone podczas zbliżania się do miasta; nie odnotowano ofiar ani zniszczeń. Drony zestrzelono również w rejonie Połtawy i Sum. Kolejne trzy drony uderzyły w rejon czerkaski, jeden w pusty magazyn rolniczy, a dwa rozbiły się na polach. Ataki odnotowano także w obwodach żytomierskim (uszkodzono obiekt infrastruktury) i charkowskim, gdzie uszkodzono obiekty przemysłowe. Cztery osoby zginęły, a pięć zostało rannych w wyniku rosyjskich ostrzałów w obwodach donieckim i chersońskim. Gubernator Ołeksandr Prokudin powiedział, że obwód chersoński został zaatakowany 55 razy w ciągu ostatniej doby; siły rosyjskie wystrzeliły łącznie 300 pocisków z czołgów, samolotów, wyrzutni rakietowych, artylerii i dronów.
W ocenie ISW siły ukraińskie kontynuowały kontrofensywę na co najmniej trzech odcinkach frontu i posunęły się naprzód. Ukraińcy prowadzili ataki w okolicach Kreminnej, w rejonie Bachmutu, na linii Awdijiwka–Donieck, wzdłuż granicy obwodu zaporoskiego i donieckiego oraz w zachodnim obwodzie zaporoskim; posuwali się naprzód w rejonie Bachmutu, na niektórych obszarach wzdłuż obwodu zaporoskiego i donieckiego oraz na zachód od Orichiwa. Z kolei siły rosyjskie przeprowadziły ataki w pobliżu Swatowego i Kreminnej, w rejonie Bachmutu, na linii Awdijiwka–Donieck oraz na granicy obwodu zaporoskiego i donieckiego, robiąc według strony rosyjskiej postępy w pobliżu Swatowego, Kreminnej i Bachmutu.
Według OSW wojska ukraińskie wyparły Rosjan z części pozycji na południowy zachód od Bachmutu, pomiędzy kanałem Doniec–Donbas a Kliszczijiwką i Andrijiwką. Niepowodzeniem zakończyły się rosyjskie kontrataki w tym rejonie oraz próby ataków na północny zachód od Bachmutu i w okolicy Awdijiwki i Marjinki. Do znaczących zmian nie doprowadziły także ataki obu stron na zachód od Kreminnej oraz w rejonach rosyjskich przyczółków na zachodnim brzegu rzeki Żerebeć na granicy obwodów ługańskiego i charkowskiego. Niepowodzeniem zakończyły się także ukraińskie ataki i rosyjskie kontrataki na południu Ukrainy.
Brytyjskie MON podało, że od wycofania się Rosji z Inicjatywy Zbożowej, rosyjska Flota Czarnomorska zmieniła swoje rozmieszczenie w przygotowaniu do egzekwowania blokady Ukrainy, m.in. korweta Siergiej Kotow została wysłana na południe Morza Czarnego, aby patrolować szlak żeglugowy między Bosforem a Odessą, i prawdopodobnie wejdzie w skład grupy mającej na celu przechwytywanie statków handlowych. Wcześniej Rosja oświadczyła, że udaremniła atak dwóch wodnych dronów na statek Siergiej Kotow na Morzu Czarnym.
Stany Zjednoczone ogłosiły kolejny pakiet pomocy wojskowej dla Ukrainy o wartości 400 milionów dolarów, który obejmował m.in. amunicję do systemów Patriot i NASAMS, amunicję do M142 HIMARS, systemy przeciwlotnicze Stinger, pociski artyleryjskie 155 mm i 105 mm, pociski moździerzowe 120 mm i 60 mm, 32 transportery Stryker, systemy przeciwpancerne Javelin, drony Hornet i rakiety Hydra 70. Minister gospodarki Ukrainy Julia Swyrydenko powiedziała, że zagraniczne rządy i organizacje pozarządowe zobowiązały się do przekazania 244 milionów dolarów w funduszach i sprzęcie na rozminowywanie kraju. Norwegia przekazała 24 miliony dolarów na program Unii Europejskiej, European Peace Facility (EPF), na zakup amunicji i części zamiennych do czołgów Leopard 2.
Deputowani do Dumy Państwowej Rosji w drugim i trzecim czytaniu zaaprobowali projekt ustawy o podniesieniu wieku poborowego do 30 lat, więc po projekcie ustawy do Sił Zbrojnych FR zostaną powołani poborowi w wieku 18–30 lat. Projekt zawierał również poprawki do ustawy federalnej regulującej obrót bronią. Zgodnie z dokumentem szefowie rosyjskich regionów mogą tworzyć wyspecjalizowane przedsiębiorstwa paramilitarne. Odbywa się to, jak stwierdziła Duma Państwowa, „w celu wzmocnienia ochrony porządku publicznego i zapewnienia bezpieczeństwa publicznego w okresie mobilizacji, stanu wojennego i wojny”.

### 26 lipca
Wojskom rosyjskim udało się posunąć naprzód w kierunku Swatowego, w wyniku czego zdobyto wsie Nadija, Serhijiwka i Nowojehoriwka; ofensywa toczyła się na odcinku 7 km w obwodzie ługańskim. Rzecznik Wschodniego Zgrupowania Serhij Czerewaty powiedział: „Nie potwierdzamy tego. Linia taktyczna niewiele się tam zmieniła”. Walki trwały także w kierunku Berdiańska i Bachmutu, głównie w Kliszczijiwce, w pobliżu Andrijiwki i Kurdiumiwki.
The New York Times, powołując się na ukraińskich urzędników, podał, że wojsko ukraińskie rozpoczęło nową fazę kontrofensywy oraz rozmieszczanie na Ukrainie wyszkolonych na Zachodzie żołnierzy, którzy byli trzymywani w rezerwie do kontrofensywy na froncie zaporoskim. Ukraińcy poinformowali też, że zwiększone siły planują atak na południe, mający na celu przedostanie się przez rosyjskie pola minowe i umocnienia w drodze do Tokmaku; jeśli natarcie się powiedzie, następnym celem będzie Melitopol i wybrzeże Morza Azowskiego. Według ISW Ukraińcy przeprowadzili „znaczącą zmechanizowaną kontrofensywę” na zachodzie obwodu zaporoskiego i prawdopodobnie zdołali przerwać pierwszą linię rosyjskiej obrony na południe od Orichiwu. Według źródeł rosyjskich siły ukraińskie przeprowadziły atak w kierunku Robotyne (10 km na południe od Orichiwa) i przełamały umocnienia na północny wschód od tej miejscowości, czemu zaprzeczyli rosyjscy urzędnicy. W tym samym czasie władze rosyjskie zamknęły dostęp do Mierzei Arabackiej, łączącej Krym z Ukrainą kontynentalna.
Według SG Ukrainy wojska rosyjskie atakowały w kierunkach Kupiańska, Łymanu, Bachmutu, Awdijiwki, Marjinki i Szachtarska, gdzie odparto do 28 ataków. W kierunku kupiańskim łymańskim Rosjanie prowadzili nieudane ataki na południe od Nowoseliwśkego i na południe od Dibrowej. W kierunku bachmuckim Ukraińcy odparli ataki na północ od Chromowego, na wschód od Drużby i na północ od Kliszczijiwki. W kierunkach awdijiwskim, marjińskim i szachtarskim prowadzono bezskuteczne ataki w pobliżu Awdiwjiwki, Marjinki i Staromajorśkego. W ciągu doby Rosja przeprowadziła 49 ataków rakietowych, 37 nalotów i 64 ostrzały na pozycje ukraińskie i obszary zaludnione (odnotowano ofiary wśród cywilów i zniszczoną infrastrukturę). Ukraińskie lotnictwo dokonało 11 nalotów na miejsca koncentracji i dwa na przeciwlotnicze kompleksy rakietowe; artyleria ostrzelała 11 jednostek artylerii, dwa punkty kontrolne, skład amunicji i obszar koncentracji.
Około 17:30 Rosja przeprowadziła kolejny atak rakietowy na Ukrainę, wystrzeliwując 36 pocisków Ch-101/Ch-555 z ośmiu bombowców Tu-95 znad Morza Kaspijskiego; wystrzelono także cztery rakiety balistyczne Kindżał z myśliwców MiG-31K. Siły Powietrzne Ukrainy podały, że obrona przeciwlotnicza zestrzeliła w ciągu dnia 33 rakiety Ch-101/Ch-555 i trzy pociski Kalibr, w tym część pocisków została zestrzelona nad obwodami kijowskim, charkowskim i dniepropetrowskim. Rzecznik Sił Powietrznych Jurij Ihnat podał, że niektóre rakiety były wycelowane w lotnisko w rejonie Starokonstantynowa w obwodzie chmielnickim; nie odnotowano żadnych ofiar, a szczątki pocisków spadły na dom i uszkodziły samochód. W nocy doszło do próby ataku dronem Shahed na miejscowość Perwomajski w obwodzie charkowskim. Dron uderzył w lokalny obiekt przemysłowy, w wyniku czego wybuchł pożar.
Zdaniem ISW siły ukraińskie kontynuowały kontrofensywę wzdłuż co najmniej trzech sektorów frontu i posunęły się naprzód na niektórych obszarach. Siły rosyjskie przeprowadziły ataki wzdłuż linii Kupiańsk–Swatowe–Kreminna, w rejonie Bachmutu, wzdłuż linii Awdijiwka–Donieck, w zachodnim obwodzie donieckim i zachodnim obwodzie zaporoskim, robiąc postępy na niektórych obszarach.
Premier Ukrainy Denys Szmyhal ogłosił, że rząd przeznaczy 40 miliardów hrywien (1,08 miliarda dolarów) na rozwój krajowego przemysłu dronów. Rzecznik Rady Bezpieczeństwa Narodowego USA John Kirby powiedział, że ukraińscy piloci mają przejść szkolenie na myśliwcach F-16 w Danii i Rumunii, podczas gdy Wielka Brytania udzieli pilotom lekcji języka angielskiego. Według Kirby’ego nieprawdą było, że powodem spowolnienia ukraińskiej kontrofensywy były niedobory uzbrojenia, ponieważ Ukraina otrzymała wszystko, o co prosiła przed rozpoczęciem kontrofensywy. Zapewnił także, że pomoc będzie kontynuowana.
Brytyjskie Ministerstwo Obrony poinformowało, że Rosja wzmocniła siły na południu Ukrainy ulepszoną wersją śmigłowca Ka-52, który odgrywa kluczową rolę w walkach na tym obszarze. Rosja prawdopodobnie straciła ok. 40 Ka-52 od początku inwazji, jednak ten typ śmigłowca spowodował wysokie straty na Ukrainie. W ostatnich miesiącach Rosja wzmocniła swoje siły na Ukrainie niewielką liczbą nowych maszyn w wersji Ka-52M, która powstała w oparciu o doświadczenia sił rosyjskich w Syrii; jednym z najważniejszych ulepszeń śmigłowca jest integracja nowego pocisku przeciwpancernego LMUR o zasięgu ok. 15 km.

### 27 lipca
Ukraińskie wojsko oświadczyło, że żołnierze 35 Brygady i 7 Batalionu „Arej” ze 129 Brygady Obrony Terytorialnej wyzwolili wieś Staromajorśke w południowym obwodzie donieckim po uprzednim wyparciu z miejscowości sił rosyjskich. Wiceminister obrony Hanna Malar potwierdziła te doniesienia. Malar dodała: „Na południe od Bachmutu siły ukraińskie stopniowo posuwały się naprzód, podczas gdy na północy odpierały ataki rosyjskie. Walki toczyły się w rejonie Kliczczijiwki, Kurdiumiwki i Andrijiwki”, z kolei w sektorze Łymanu i Kupiańska Ukraińcy odparli kilka ataków rosyjskich, nie tracąc zajmowanych pozycji.
Ukraiński SG podał, że Rosjanie atakowali w kierunkach Łymanu, Bachmutu, Awdijiwki, Marjinki i Szachtarska, gdzie odparto do 30 ataków. W kierunku łymańskim prowadzono nieudane ataki w rejonie Nadiji. W kierunku bachmuckim Ukraińcy odparli ataki na zachód i południe od Kliszczijiwki. W kierunkach awdijiwskim, marjińskim i szachtarskim prowadzono bezskuteczne ataki w pobliżu Awdijiwki, Marjinki, Riwnopila i Makariwki. W ciągu 24h siły rosyjskie przeprowadziły trzy ataki rakietowe, 29 nalotów i 70 ostrzałów na pozycje ukraińskie i obszary zaludnione (odnotowano ofiary wśród cywilów i zniszczoną infrastrukturę). Lotnictwo Ukrainy dokonało siedmiu nalotów na miejsca koncentracji i jeden na przeciwlotnicze kompleksy rakietowe, z kolei artyleria uderzyła w punkt kontrolny, rejon koncentracji, pięć jednostek artylerii, magazyn paliw i smarów oraz stację walki radioelektronicznej. Ponadto Rosja nadal rzucała do walki nowo zmobilizowanych żołnierzy bez wcześniejszego przeszkolenia bojowego; m.in. ok. 110 zmobilizowanych z terytorium FR przybyło do obozu szkoleniowego w miejscowości Rogowe w obwodzie ługańskim. Po dostarczeniu im sprzętu i broni rosyjskie dowództwo poinformowało nowo przybyłych, że zostaną włączeni do oddziałów szturmowych i zostaną wysłani do wykonywania zadań bojowych na linii frontu. Amerykański magazyn Forbes i rosyjski bloger wojenny Rybar poinformowali, że Ukraina użyła pocisków Storm Shadow do ataku na skład pojazdów na Krymie. Nie wiadomo, ile rosyjskich pojazdów wojskowych znajdowało się w parku naprawczym w czasie ataku.
Rosja przeprowadziła kolejny nocny atak na Ukrainę przy pomocy dwóch pocisków manewrujących Kalibr i ośmiu dronów Shahed 136/131. Ukraińska obrona przeciwlotnicza zestrzeliła wszystkie drony w obwodach chmielnickim, dniepropietrowskim i donieckim. Gubernator Ołeh Kiper podał, że Rosjanie wystrzelili rakiety Kalibr w infrastrukturę portową w obwodzie odeskim, zabijając cywilnego strażnika. Budynek wartowniczy i dwa samochody zostały zniszczone, a wyposażenie terminala cargo zostało uszkodzone. Gubernator obwodu charkowskiego Ołeh Siniehubow poinformował, że jedna osoba zginęła, a cztery zostały ranne w nalocie na budynek mieszkalny w Kiwszariwce. Według niego Rosjanie użyli bomby FAB-250, która zniszczyła część 5-piętrowego budynku; pobliski 9-piętrowy budynek został uszkodzony. Armia rosyjska siedem razy ostrzeliwała Nikopol. Prawie trzy tuziny pocisków z ciężkiej artylerii trafiły w hromady Nikopola, Pokrowska i Czerwonogrigoriwska. Uszkodzona została instytucja edukacyjna, budynek administracyjny, firma komunikacyjna, poczta i kościół oraz dwa dwupiętrowe domy i budynek gospodarczy. Z kolei prorosyjski urzędnik Władimir Rogow stwierdził, że jedna osoba została ranna w wyniku ukraińskiego ataku rakietowego na Tokmak. Według Rogowa cztery rakiety uderzyły w miasto ok. 17:00 czasu lokalnego; trzy pociski eksplodowały, a czwarty spadł w pobliżu stacji kolejowej, jednak nie wybuchł.
W opinii ISW wojska ukraińskie osiągały postępy na co najmniej trzech odcinkach frontu, lecz nie posuwały się naprzód w zachodnim obwodzie zaporoskim. Ukraińcy po ciężkich walkach wyzwolili Staromajorśke, 9 km na południe od Wełykiej Nowosiłki oraz zrobili niewielkie postępy na północ od Kliszczijiwki, 7 km na południowy zachód od Bachmutu. Według nagrań filmowych osiągnęli także dodatkowe postępy na wschód od Robotyne, 10 km na południe od Orichowa. Tymczasem Rosjanie przeprowadzili ataki wzdłuż linii Kupiańsk–Swatowe–Kreminna, w Bachmucie, wzdłuż linii Awdijiwka–Donieck oraz na granicy obwodu donieckiego i zaporoskiego, nie dokonując żadnych postępów.
Prezydent Joe Biden i premier Włoch Giorgia Meloni we wspólnym oświadczeniu oznajmili, że „Stany Zjednoczone i Włochy będą kontynuowały dostarczanie politycznej, wojskowej, finansowej i humanitarnej pomocy Ukrainie tak długo, jak będzie to konieczne, w celu osiągnięcia sprawiedliwego i trwałego pokoju, który w pełni respektuje Kartę Narodów Zjednoczonych i integralność terytorialną oraz suwerenność Ukrainy”.

### 28 lipca

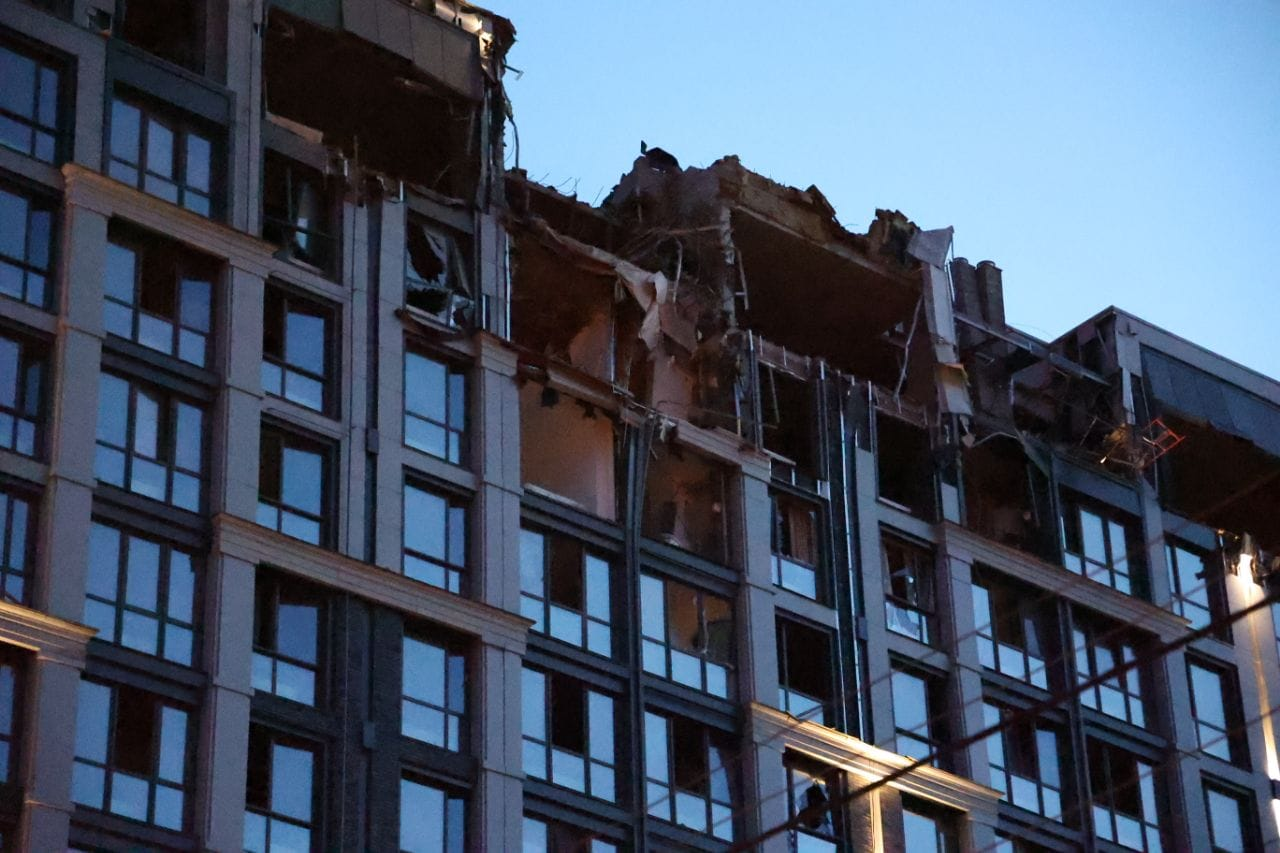
Budynek mieszkalny w Dnieprze po rosyjskim ataku rakietowym.

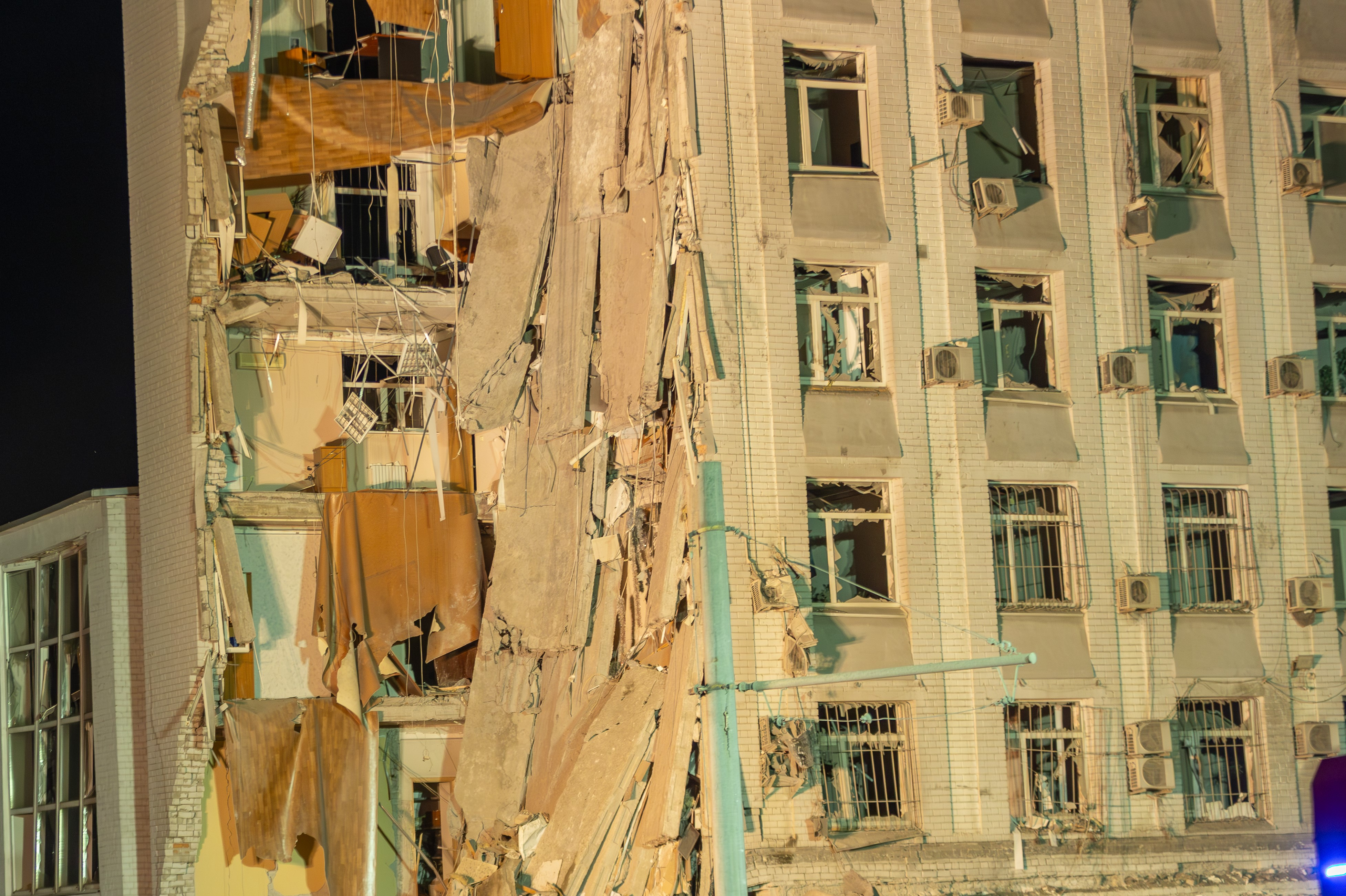
Budynek w Dnieprze po rosyjskim ataku rakietowym.

Sztab Ukrainy poinformował, że siły ukraińskie kontynuowały ofensywę w kierunkach Melitopola i Berdiańska, okopując się na zdobytych obszarach, przeprowadzając ataki artyleryjskie i prowadząc ogień kontrbateryjny. Z kolei Rosjanie skupiali się na atakach głównie w kierunkach Łymanu i Marjinki, gdzie odparto do 27 ataków. W kierunku łymańskim prowadzono bezskuteczne ataki w Leśnictwie Serebriańsk i Biłohoriwce. W kierunku marjińskim prowadzono nieudane ataki w pobliżu Marjinki. W ciągu dnia Rosja przeprowadziła jeden atak rakietowy, 11 nalotów i 38 ostrzałów na pozycje ukraińskie i obszary zaludnione (odnotowano ofiary wśród cywilów i zniszczoną infrastrukturę). Lotnictwo ukraińskie dokonało trzech nalotów na miejsca koncentracji, natomiast artyleria zaatakowała osiem jednostek artylerii, dwie stacje walki radioelektronicznej, magazyn amunicji oraz magazyn paliw i smarów. Ponadto nadal trwały przymusowe paszportyzacje obywateli Ukrainy.
O 21:09 Rosja przeprowadziła atak rakietowy za pomocą dwóch pocisków Iskander-M na Dniepr, uderzając w 12-piętrowy budynek SBU i w wieżowiec „Genewa”, który nie został jeszcze oddany do użytku. Dziewięć osób zostało rannych, w tym dwoje dzieci. Jedna osoba zginęła w eksplozji niewypału kasetowego podczas prac rolniczych w Lepetiha w obwodzie mikołajowskim. Mer Mariupola Petro Andriuszczenko poinformował, że siedziba „Ministerstwa Spraw Wewnętrznych DRL” w Doniecku została podobno uszkodzona przez ukraiński nalot. Z kolei ukraiński wywiad wojskowy stwierdził, że sabotażyści wysadzili w powietrze magazyn amunicji w zatoce Kozacha niedaleko Sewastopola, w kwaterze głównej rosyjskiej 810 Samodzielnej Gwardyjskiej Brygady Piechoty Morskiej na Krymie. Według doniesień ok. 22:00 miały miejsce dwie eksplozje i odgłosy detonacji amunicji; na miejsce przybyło kilka karetek pogotowia i policja.
W Rosji miał miejsce atak rakietowy w pobliżu kawiarni w Taganrogu w obwodzie rostowskim, 40 km od granicy z Ukrainą. Armia rosyjska stwierdziła, że zestrzeliła rakietę, której szczątki spadły na miasto. Ministerstwo Obrony Rosji podało, że to „Reżim kijowski przeprowadził atak terrorystyczny przy użyciu pocisku (...) S-200 przerobionego na wersję uderzeniową”. Gubernator Wasilij Gołubiew stwierdził, że cztery osoby zostały lekko ranne, z kolei później rosyjskie Ministerstwo Zdrowia podało, że rannych zostało 14 osób. Później kolejny pocisk został przechwycony na pustynnym obszarze w pobliżu Azowa. Podano również, że ładunek wybuchowy został zdetonowany w rafinerii ropy naftowej w Kujbyszewie w obwodzie samarskim; nie odnotowano żadnych ofiar ani poważnych uszkodzeń. Mer Moskwy Siergiej Sobianin stwierdził, że zniszczono drona w obwodzie moskiewskim.
Brytyjskie MON podało, że w ciągu ostatnich 48h doszło do nasilenia walk w dwóch sektorach na południu Ukrainy. Na południe od Orichiwa walki koncentrowały się w pobliżu Robotyne, w strefie odpowiedzialności rosyjskiej 58 Armii Ogólnowojskowej, a 80 km na wschód Ukraińcy pokonali elementy 247. Gwardyjskiego Pułku Desantowo-Szturmowego, zdobywając wioskę Staromajorśke. Inne jednostki WDW kontynuowały ataki w Lesie Serebriańskim na zachód od Kreminnej, ale nie zrobiły większych postępów. Według ISW armia ukraińska przesunęła się naprzód pod Bachmutem i w kierunku berdiańskim. Siły ukraińskie przeprowadziły kontrofensywę na co najmniej trzech odcinkach frontu, kontynuując ją na północnej i południowej flance Bachmutu, wzdłuż granicy obwodu donieckego i zaporoskiego oraz posuwając się naprzód wzdłuż linii Swatowe–Kreminna. Na kierunku berdiańskim przesunęli się o ok. 10–12 km od głównej linii obrony Rosjan. Rosyjscy blogerzy wojskowi donosili, że w zachodnim obwodzie zaporoskim Rosjanie odparli ukraińskie ataki w trzech punktach. Ukraińcy przeprowadzili ataki na granicy obwodu donieckiego i zaporoskiego w okolicach miejscowości Urożajne i Staromajorśke. Siły rosyjskie przeprowadziły ataki wzdłuż linii Swatowe–Kreminna, w pobliżu Bachmutu oraz na granicy obwodu donieckiego i zaporoskiego, robiąc postępy na niektórych obszarach.
W podsumowaniu OSW 27 lipca Ukraińcy wyzwolili Staromajorśke, pogłębiając wdarcie w tereny kontrolowane przez Rosjan do 8,5 km. Walki o utrzymanie miejscowości były podejmowane przez siły rosyjskie, jednak kontrataki zakończyły się niepowodzeniem. Zajęcie Staromajorśkego przybliżyło siły ukraińskie do pierwszej linii umocnień Rosjan (w rejonie Staromłyniwki) i ułatwiło im atak na sąsiednie Urożajne. Niepowodzeniem zakończyły się kolejne ukraińskie ataki na południe od Orichiwa. 25 i 26 lipca Rosjanie utworzyli i poszerzyli przyczółek po zachodniej stronie rzeki Żerebeć w obwodzie ługańskim, wchodząc w pozycje ukraińskie na głębokość do 3 km. Wojska rosyjskie zajęły Serhijiwkę, Nadiję i częściowo Nowojehoriwkę. Według SG Ukrainy Rosjanie wyprowadzili kontrataki na południowy zachód od Bachmutu, oskrzydlając tam siły ukraińskie i atakując leżące po zachodniej stronie kanału Doniec–Donbas miejscowości Stupoczky i Dylijiwka, co prawdopodobniej wpłynęło na wyhamowanie ukraińskich ataków. Kolejne rosyjskie ataki na zachodnich obrzeżach Bachmutu, w masywie leśnym na południowy zachód od Kreminnej oraz w okolicach Awdijiwki i Marjinki, nie przyniosły zmian.
Serwis Politico, powołując się na źródła w Pentagonie i Kongresie USA, poinformował, że amerykańskie czołgi M1 Abrams (w starszej wersji M1A1) w sierpniu 2023 roku zostaną poddane renowacji w Niemczech, a prawdopodobnie we wrześniu pojawią się na froncie na Ukrainie. Pierwsza partia będzie obejmować od sześciu do ośmiu czołgów. Wówczas ok. 400 ukraińskich żołnierzy będzie szkoliło się w obsłudze tych maszyn.
Prokurator Generalny Ukrainy wniósł oskarżenie karne przeciwko Serhijowi Jewsiukowowi, szefowi więzienia w Ołeniwce w obwodzie donieckim, i jego zastępcy Kyryło Szakurowowi, za naruszenie międzynarodowego prawa humanitarnego poprzez nieludzkie traktowanie, znęcanie się i torturowanie co najmniej 100 ukraińskich jeńców wojennych.

### 29 lipca

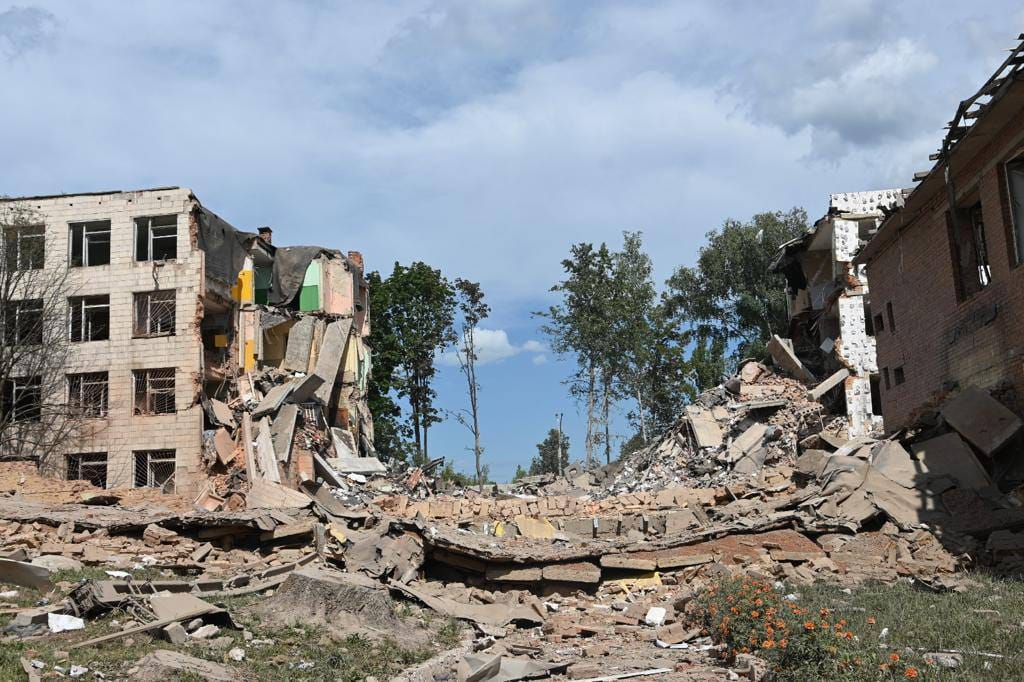
Placówka edukacyjna w Sumach zniszczona przez rosyjski atak rakietowy; dwie osoby zginęły, a 20 zostało rannych.

Wiceminister obrony Hanna Malar podała, że na froncie wschodnim kontynuowano walki wokół Bachmutu, gdzie siły ukraińskie kontynuowały ataki na południowej flance miasta, z kolei na północnej pozycje obu stron pozostawały bez zmian. Rosjanie ściągali dodatkowe siły i zasoby w kierunku Bachmutu. Siły rosyjskie podejmowały także próby ataków w kierunku Kupiańska, Łymanu, Awdijiwki i Marjinki, lecz zostały odparte przez Ukraińców. Na froncie południowym wojska ukraińskie posuwały się w kierunku Berdiańska i Melitopola, a walki trwały na wszystkich kierunkach ofensywy.
Według Sztabu Ukrainy Rosja koncentrowała się na atakach głównie w kierunkach Łymanu i Marjinki, gdzie odparto do 36 ataków. W kierunku łymańskim siły rosyjskie prowadziły bezskuteczne ataki w Nowojehoriwce i Biłohoriwce. W kierunku marjińskim prowadzono nieudane ataki w rejonie Marjinki. W ciągu doby FR przeprowadziła osiem ataków rakietowych, 33 naloty i 53 ostrzały na pozycje ukraińskie i obszary zaludnione (odnotowano ofiary wśród cywilów i zniszczoną infrastrukturę). Ukraińskie lotnictwo dokonało dziewięciu nalotów na miejsca koncentracji, z kolei artyleria uderzyła w jedną jednostkę artylerii, magazyn amunicji, stację walki radioelektronicznej i obszar koncentracji wojsk.
Dwie osoby zginęły, a jedna została ranna w rosyjskim ataku rakietowym na Zaporoże. Sekretarz rady miejskiej Anatolij Kurtiew powiedział, że fala uderzeniowa wywołana przez „wrogi pocisk” uszkodziła placówkę oświatową, supermarket i zbiła okna w mieszkaniach. O 21:30 wojska rosyjskie przypuściły atak rakietowy na instytucję edukacyjną w Sumach, w którym zginęły dwie osoby, a 20 zostało rannych. W wyniku ataku zniszczono i uszkodzono cztery budynki, w tym szkoły zawodowej i technicznej oraz dwa akademiki i budynki wielopiętrowe. Prorosyjscy urzędnicy w obwodzie chersońskim powiedzieli, że nad ranem Ukraina przeprowadziła ataki rakietowe na linię kolejową między Geniczeskiem a Dżankojem na Krymie. Ukraińskie wojsko potwierdziło później, że uderzyło w most Czonharski, aby zakłócić logistyczne dostawy broni. Według prorosyjskiego szefa obwodu chersońskiego Wołodomyra Saldo Ukraińcy wystrzelili 12 pocisków Storm Shadow w kierunku mostu, jednak rosyjska obrona przeciwlotnicza przechwyciła wszystkie pociski.
W ocenie ISW rosyjskie platformy prowojenne i blogerzy wojenni zaczęli wspierać kremlowską narrację, aby przedstawić ukraińską kontrofensywę jako porażkę, coraz bardziej wyolbrzymiając ukraińskie straty oraz pisząc mniej niż wcześniej o stratach i wyzwaniach Rosji. Ukraińcy przeprowadzili kontrofensywę na co najmniej trzech odcinkach frontu i posuwali się naprzód na niektórych obszarach. Siły ukraińskie przeprowadziły ataki na linii Swatowe–Kreminna, wokół Bachmutu (odnotowano postępy wokół miasta), na linii Awdijiwka–Donieck, wzdłuż granicy zachodniego obwodu donieckiego i wschodniego obwodu zaporoskiego oraz na południe od Orichiwa. Z kolei Rosjanie przeprowadzili ataki wzdłuż linii Awdijiwka–Donieck i Swatowe–Kreminna, gdzie według źródeł rosyjskich zrobili postępy. Przeprowadzili także ataki wzdłuż granicy zachodniego obwodu donieckiego i wschodniego obwodu zaporoskiego oraz na południe od Orichiwa, ale nie dokonali żadnych postępów. Ponadto według źródeł ukraińskich władze rosyjskie kontynuowały mobilizację na zajętej Ukrainie w celu uzupełnienia strat.
Według doniesień Financial Times Ukraina używała rakiet Grad wyprodukowanych przez Koreę Północną, które zostały dostarczone do kraju przez „przyjazne” państwo. Dowódca załogi artylerii powiedział, że jego podwładni wolą nie używać tych pocisków, jeśli istnieje alternatywa, natomiast jeden z żołnierzy stwierdził, że podczas ich wystrzeliwania lepiej nie zbliżać się do wyrzutni, ponieważ są „bardzo zawodne i czasami dziwnie się zachowują”.
Prezydent Wołodymyr Zełenski spotkał się z żołnierzami ukraińskich sił specjalnych w Czasiw Jarze (rejon bachmucki) z okazji Dnia Sił Operacji Specjalnych na Ukrainie.
Podczas swojej wizyty w Rosji prezydent RPA Cyril Ramaphosa opowiedział się za wznowieniem ukraińskiego eksportu zboża przez Morze Czarne. Prezydent Władimir Putin po spotkaniu z przywódcami afrykańskimi w Petersburgu powiedział, że jest otwarty na rozmowy pokojowe, ale zapewnił, że nie dojdzie do nich, dopóki Ukraina będzie kontynuowała kontrofensywę.
Brytyjskie Ministerstwo Obrony opublikowało zdjęcia satelitarne bazy w Cel w środkowej Białorusi. Od połowy lipca br. wprowadziło się tam co najmniej kilka tysięcy najemników Grupy Wagnera. W obiekcie zidentyfikowano ok. 300 dużych namiotów i 200 pojazdów, z czego większość to ciężarówki i minibusy, i niewielką ilość opancerzonych pojazdów bojowych.

### 30 lipca
Dowódca wojsk ukraińskich Tauryda generał Ołeksandr Tarnawski poinformował, że Ukraińcy posuwali się naprzód na froncie południowym, robiąc „duże postępy na tym kierunku”. Dodał również, że podczas walk Rosjanie stracili „ponad dwie kompanie” zabitych i rannych żołnierzy, oraz że zniszczono 20 jednostek sprzętu wojskowego.
SG Ukrainy poinformował, że Rosjanie koncentrowali się na atakach głównie w kierunkach Kupiańska i Marjinki, gdzie odparto ponad 20 ataków. W kierunku kupiańskim siły rosyjskie prowadziły bezskuteczne ataki na wschód od Berestowego. W kierunku marjińskim prowadzono nieudane ataki w rejonie Marjinki i Pobiedy. W ciągu 24h Rosja przeprowadziła cztery ataki rakietowe, 42 naloty i 76 ostrzałów na pozycje ukraińskie i obszary zaludnione (odnotowano ofiary wśród cywilów i zniszczoną infrastrukturę). Ukraińskie lotnictwo dokonało siedmiu nalotów na miejsca koncentracji; artyleria zniszczyła przeciwlotniczy kompleks rakietowy, osiem jednostek artylerii, dwie stacje walki radioelektronicznej i dwa rejony koncentracji. SG podał także, że ataki ukraińskie w obwodzie ługańskim spowodowały zwiększone straty rosyjskiej armii. Liczba poległych w Swatowem była na tyle duża, że Rosjanie nie nadążali z wywożeniem ciał z miejscowych kostnic, w związku z czym w mieście było „czuć nieznośny zapach rozkładających się zwłok”. Rzecznik wywiadu wojskowego Andrij Czerniak podał, że od początku inwazji w 2022 roku Rosja przymusowo zmobilizowała 55–60 tys. mężczyzn na okupowanych terytoriach Ukrainy.
W godzinach nocnych nad Ukrainą zestrzelono cztery drony Shahed 136/131, w tym dwa w obwodzie chersońskim i dwa w obwodzie dniepropetrowskim; zniszczono także cztery drony rozpoznawcze. Rosjanie po raz trzeci w lipcu zaatakowali Wyspę Wężową na Morzu Czarnym przy pomocy samolotów taktycznych. Nad ranem wojska rosyjskie zaatakowały wieś Predteczyne w rejonie konstantynowskim, w wyniku czego zginął 57-letni mężczyzna. Następnie jedna osoba zginęła, a dwie zostały ranne podczas rosyjskiego ostrzału Konstantynówki. Ataki uszkodziły co najmniej 12 budynków mieszkalnych i gazociąg. Według lokalnych władz w ciągu ostatniej doby Rosjanie zaatakowali dziewięć obwodów, zabijając co najmniej dwie osoby i raniąc 19 kolejnych; m.in. koło północy zaatakowano Charków za pomocą pocisku S-300, wywołując pożar w budynku handlowym i raniąc ochroniarza. Ministerstwo Obrony FR poinformowało, że Ukraina przeprowadziła nocny atak dronów na Krym, twierdząc, że rosyjskie systemy przeciwlotnicze i walki elektronicznej zniszczyły wszystkie 25 dronów.
Atak ukraińskiego drona na Moskwę uszkodził dwa budynki biurowe (w tym 50-piętrowy wieżowiec na Nabrzeżu Presneńskim) i doprowadził do godzinnego zawieszenia lotów na międzynarodowym lotnisku Wnukowo. Rosyjskie wojsko stwierdziło, że zneutralizowano trzy drony, z których jeden został zestrzelony w rejonie odincowskim, a dwa zostały „unieszkodliwione” systemami walki elektronicznej i spadły na terenie kompleksu biurowców „Moskwa-City”. Jedna osoba została ranna. Rosyjskie Ministerstwo Obrony oskarżyło Kijów o atak, podczas gdy prezydent Wołodymyr Zełenski ostrzegł, że „wojna zbliża się do terytorium Rosji”. Gubernator obwodu briańskiego Aleksandr Bogomaz donosił, że Ukraińcy ostrzeliwali wieś Zernowo w rejonie suzemskim, wieś Czurowicze i chlewnię w rejonie klimowskim.
Według ISW siły ukraińskie przeprowadziły kontrofensywę na co najmniej trzech odcinkach frontu i poczyniły postępy na niektórych obszarach. Siły rosyjskie prowadziły ataki wzdłuż linii Swatowe–Kreminna i Awdijiwki–Donieck, nie osiągając żadnych potwierdzonych zdobyczy na tych obszarach. Ukraińcy przeprowadzili ataki na północny i południowy zachód od Bachmutu i osiągnęli postępy na tym kierunku. Kontynuowali także ataki w zachodnim obwodzie donieckim i zachodnim obwodzie zaporoskim, robiąc marginalne postępy. Źródła rosyjskie stwierdziły, że Rosjanie kontratakowali i odzyskali utracone pozycje w zachodnim obwodzie donieckim i zachodnim obwodzie zaporoskim.
Dzienniki The Wall Street Journal i Financial Times poinformowały, że w dniach 5–6 sierpnia w Dżuddzie odbyły się rozmowy w sprawie pokojowego uregulowania wojny rosyjsko–ukraińskiej. Według doniesień w spotkaniu wzięli udział głównie przedstawiciele Chin, Brazylii, RPA, Indii, Indonezji, Argentyny, Egiptu, Meksyku, Chile i Zambii. Zaproszenia otrzymały również kraje wspierające Ukrainę, w tym Japonia i Korea Południowa oraz kilkanaście krajów europejskich. Swój udział potwierdziły Wielka Brytania, RPA, Polska i kraje UE, spodziewana jest także obecność doradcy ds. bezpieczeństwa narodowego prezydenta USA Jake’a Sullivana. Szef Kancelarii Prezydenta Andrij Jermak potwierdził, że Ukraina przygotowuje spotkanie w Arabii Saudyjskiej. W rozmowach nie będzie uczestniczyć Rosja. Rzecznik prasowy prezydenta FR Dmitrij Pieskow, komentując doniesienia o spotkaniu w Dżuddzie, powiedział, że Rosja będzie uważnie śledzić spotkanie.

### 31 lipca
Wiceminister obrony Hanna Malar stwierdziła, że siły ukraińskie odbiły w ciągu ostatniego tygodnia ok. 15 km² terytorium na wschodzie i południu Ukrainy. Na kierunku Bachmutu odzyskano 2 km², zwiększając całkowite odbite terytorium do 37 km², z kolei na kierunku Berdiańska i Melitopola wyzwolono 12,6 km², co dało łączną powierzchnię 204,7 km² od czasu rozpoczęcia kontrofensywy; do tej pory odbito łącznie ok. 240 km². Dodała także, że wojska rosyjskie próbowały atakować na dwóch odcinkach na północnym froncie, w pobliżu Kupiańska i Łymanu, jednak bez powodzenia.
Ukraiński Sztab podał, że Ukraińcy kontynuowali ofensywę w kierunku Melitopola i Berdiańska, okopując się na zajętych obszarach i atakując ogniem kontrbateryjnym. Rosja skupiała się na atakach w kierunkach Kupiańska, Marjinki i Szachtarska, gdzie odparto ponad 40 ataków. W kierunku kupiańskim siły ukraińskie odparły rosyjskie ataki na wschód od Berestowego i w pobliżu Nowoselewskiego. W kierunkach marjińskim i szachtarskim Rosjanie prowadzili nieudane ataki w rejonie Marjinki, Pobiedy, Błahodatnego i Staromajorśkiego. W ciągu doby FR przeprowadziła dziewięć ataków rakietowych, 57 nalotów i 62 ostrzały na pozycje ukraińskie i obszary zaludnione (odnotowano ofiary wśród cywilów i zniszczoną infrastrukturę). Ukraińskie lotnictwo dokonało siedmiu nalotów na miejsca koncentracji i trzy na przeciwlotnicze kompleksy rakietowe, z kolei artyleria uderzyła w pięć przeciwlotniczych kompleksów rakietowych, wyrzutnię rakietową TOS-1A, pięć jednostek artylerii, dwie stacje walki radioelektronicznej, magazyn amunicji i pięć obszarów koncentracji. Dowódca SZ Ukrainy generał Serhij Najew poinformował, że czterej uzbrojeni rosyjscy dywersanci próbowali przedostać się do obwodu czernihowskiego, jednak Straż Graniczna otworzyła do nich ogień i zmusiła do wycofania się. Szef MSW Ihor Kłymenko podał, że do próby przeniknięcia dywersantów doszło w okolicach wsi Semeniwka.
O 9:10 Rosja przeprowadziła atak rakietowy na Krzywy Róg za pomocą dwóch pocisków balistycznych (według prezydenta Zełenskiego), które trafiły budynek dydaktyczny uniwersytetu i 9-piętrowy budynek mieszkalny. Część budynku od czwartego do dziewiątego piętra została uszkodzona oraz wybuchł pożar w mieszkaniu na czwartym piętrze. W ataku zginęło co najmniej sześć osób, w tym dziecko, a 80 zostało rannych (dwie były w ciężkim stanie, a 22 trafiły do szpitala), w tym sześcioro dzieci. Szef Kancelarii Prezydenta Andrij Jermak poinformował że rosyjskie ataki na Chersoń i obwód chersoński zabiły cztery osoby, a 17 zostało rannych, w tym 16-letnia dziewczynka. Gubernator Ołeksandr Prokudin podał, że ok. 8:20 Rosjanie zaatakowali budynek użyteczności publicznej w centrum miasta za pomocą systemu Grad, a ok. 13:00 przeprowadzono kolejny atak na dzielnicę Korabel. W wyniku ostrzału Charkowa w dzielnicy nowobawarskiej zapaliły się magazyny oraz został ranny 61-letni ochroniarz. Rosjanie zaatakowali dwoma pociskami S-300 z obwodu biełgorodzkiego. Według lokalnych władz w ciągu ostatniej doby Rosjanie zaatakowali dziewięć obwodów, zabijając co najmniej 12 osób i raniąc co najmniej 104 kolejne.
Gubernator obwodu briańskiego Aleksandr Bogomaz stwierdził, że „Ukraiński dron uderzył w posterunek policji w rejonie trubczewskim”.
W opinii ISW Grupa Wagnera prawdopodobnie zastępowała armię rosyjską jako główny partner szkolący żołnierzy białoruskich. Według Ministerstwa Obrony Białorusi najemnicy Wagnera prowadzili szkolenia na szczeblu kompanii z żołnierzami białoruskich brygad zmechanizowanych, które obejmowały ćwiczenia taktyczne dla piechoty, skoncentrowane na ukrywaniu wielkości sił przed dronami oraz koordynację pomiędzy plutonami, kompaniami i brygadami. Tymczasem siły ukraińskie przeprowadziły operacje kontrofensywne na co najmniej trzech odcinkach frontu, kontynuując ataki pod Bachmutem oraz w zachodnim obwodzie donieckim i zachodnim obwodzie zaporoskim. Z kolei Rosjanie przeprowadzili ataki wzdłuż linii Swatowe–Kreminna i Awdijiwka–Donieck oraz według źródeł rosyjskich zrobili postępy w obwodzie ługańskim. Siły rosyjskie przeprowadziły także ograniczone kontrataki w zachodnim obwodzie donieckim i zachodnim obwodzie zaporoskim. Brytyjskie MON podało, że głównym problemem sił rosyjskich na Ukrainie był brak rotacji. Żołnierze odpierający ukraińską kontrofensywę w obwodzie zaporoskim toczyli intensywne walki od ponad ośmiu tygodni. Walki na południowym froncie koncentrowały się nieopodal Orichiwu i w pobliżu Wełykiej Nowosiłki. Rosyjskie zgrupowania walczące na tych terenach (m.in. 58 i 5 Armia Ogólnowojskowa) były wyczerpane ciągłym odpieraniem ataków. Problemem wojsk rosyjskich był prawdopodobnie też brak odpowiedniej koordynacji pomiędzy formacjami pochodzącymi z różnych okręgów wojskowych, Wschodniego i Południowego. Ponadto Rosjanie zmagali się z innymi trudnościami, m.in. brakiem rezerw, niedoborami amunicji artyleryjskiej i problemami z zabezpieczeniem flanek podczas operacji obronnych.
Minister obrony Rosji Siergiej Szojgu stwierdził, że „26 i 27 lipca ponad 400 ukraińskich żołnierzy, 31 czołgów, w tym trzy niemieckie Leopardy, dwa francuskie czołgi i 32 opancerzone pojazdy bojowe, zostały zniszczone w rejonie Robotyne” i zapewnił, że „w ciągu ostatniego miesiąca straty w ludziach Ukrainy wyniosły ponad 20 800 żołnierzy”.
Rheinmetall rozpoczął szkolenie pracowników dla fabryki, którą planuje otworzyć na terenie Ukrainy jesienią 2023 roku. Zakład będzie naprawiał czołgi Leopard 2; do tej pory trzeba je wysyłać do Polski w celu naprawy. W planach było również opracowanie nowej Pantery KF51 na Ukrainie. Ukraińskie Ministerstwo Finansów poinformowało, że otrzymało 1,25 miliarda dolarów od USA za pośrednictwem Wielostronnego Funduszu Powierniczego Banku Światowego w ramach programu wydatków publicznych na utrzymanie zdolności administracyjnych (PEACE), mającego na celu wsparcie programu socjalnego kraju w czasie wojny, który zostanie częściowo przeznaczony na pomoc społeczną dla osób wewnętrznie przesiedlonych.